# Remparts d'Avignon
 (indiquez la date de pose grâce au paramètre date).
Les remparts d'Avignon sont les fortifications ceinturant le bourg ancien d'Avignon dans le département du Vaucluse, en région Provence-Alpes-Côte d'Azur. C'est l'une des rares villes françaises à avoir conservé l'intégralité de ses remparts.
Il a existé plusieurs fortifications depuis l'Antiquité tardive dont les plus récentes datent de la deuxième moitié du XIVe siècle, érigées sur l'ordre du pape Innocent VI.
Avec son centre historique, composé du Palais des Papes, de l'ensemble épiscopal et du pont d’Avignon, elle a été classée au patrimoine mondial de l'UNESCO. Les remparts et leurs abords font également l'objet de plusieurs classements au titre des monuments historiques, par le ministère de la culture, en 1906, 1914, 1915, 1933 et 1937.

## Historique

### Emporion grec
Simple emporion grec fondé par les Phocéens de Marseille vers 539 av. J.-C., c'est au cours du IVe siècle av. J.-C. que les Massaliotes commencèrent à signer des traités d'alliance avec quelques villes de la vallée du Rhône dont Avignon et Cavaillon. Un siècle plus tard, Avignon fait partie de la « région des Massaliotes » ou du « pays de Massalia »
Fortifiée sur son rocher, la cité devient par la suite et resta longtemps la capitale des Cavares. 

### Enceinte romaine
Les premières fortifications d'Avenio furent édifiées sous la colonisation romaine au Ier siècle. Si leur tracé reste hypothétique, Sylvain Gagnière en a défini un possible périmètre. Il serait délimité par les rues Petite-Reille, des Grottes, Racine et Bouquerie, à l'ouest, les rues Collège-d'Annecy, des Études et du Crucifix, au sud, les rues Four-de-la-Terre, Chapeau-Rouge, de l'Oriflamme et Sorguette, à l'est, tandis qu'au nord, il se rattachait au Rocher des Doms suivant le tracé de la rue de la Forêt et la chapelle des Pénitents noirs. Cette délimitation a été admise et reprise par les historiens, car ce tracé de forme rectangulaire est du type habituel des enceintes romaines.

### Remparts desXIIeetXIIIesiècles
Une évolution notable dans les fortifications date du XIIe siècle. Ils furent édifiés autour de la ville, pour la protéger, une double enceinte avec fossés qui correspondait au tracé de l'enceinte romaine>.
Lors de la guerre des Albigeois, la ville ayant pris le parti du comte de Toulouse, Raymond VII, est assiégée et prise par le roi de France Louis VIII le 9 septembre 1226. Le roi ordonne que l'on abatte la majorité des murs et que l'on comble les fossés avec l'interdiction de rebâtir avant cinq ans.
Entre 1234 et 1237, les Avignonnais édifient un nouveau rempart, situé trente à quarante mètres à l'extérieur des ruines du précédent. Son tracé se retrouve parfaitement dans celui des rues : Trois Colombes, Campane, Philonarde, Lices, Henri Fabre, Joseph Vernet et Grande Fusterie. Il ne fut achevé définitivement qu'en 1248.
À l'angle de la rue Joseph Vernet et Saint-Charles ont voit encore un fragment de ce rempart médiéval.

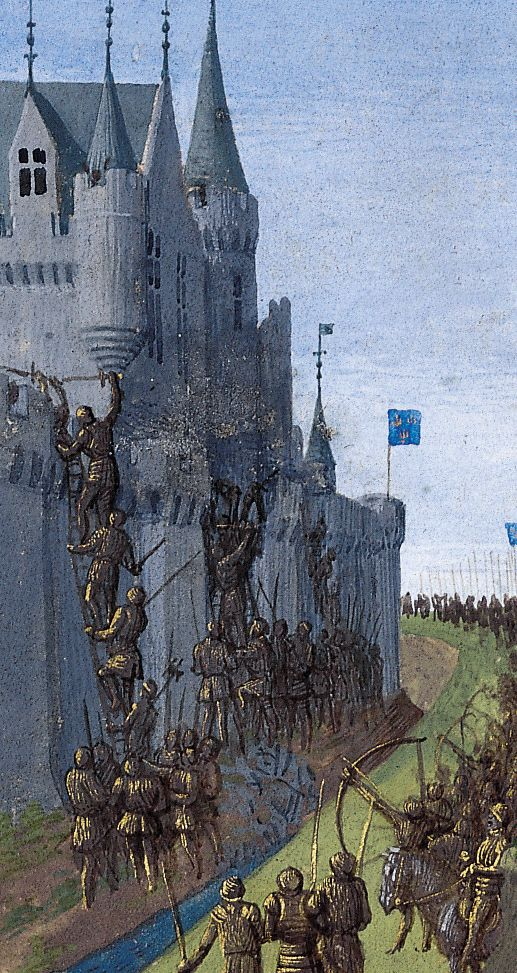
Détail de la miniature de Jean Fouquet XVe siècle montrant l'assaut des remparts d'Avignon par les troupes de Louis VIII lors de la croisade contre les Albigeois.
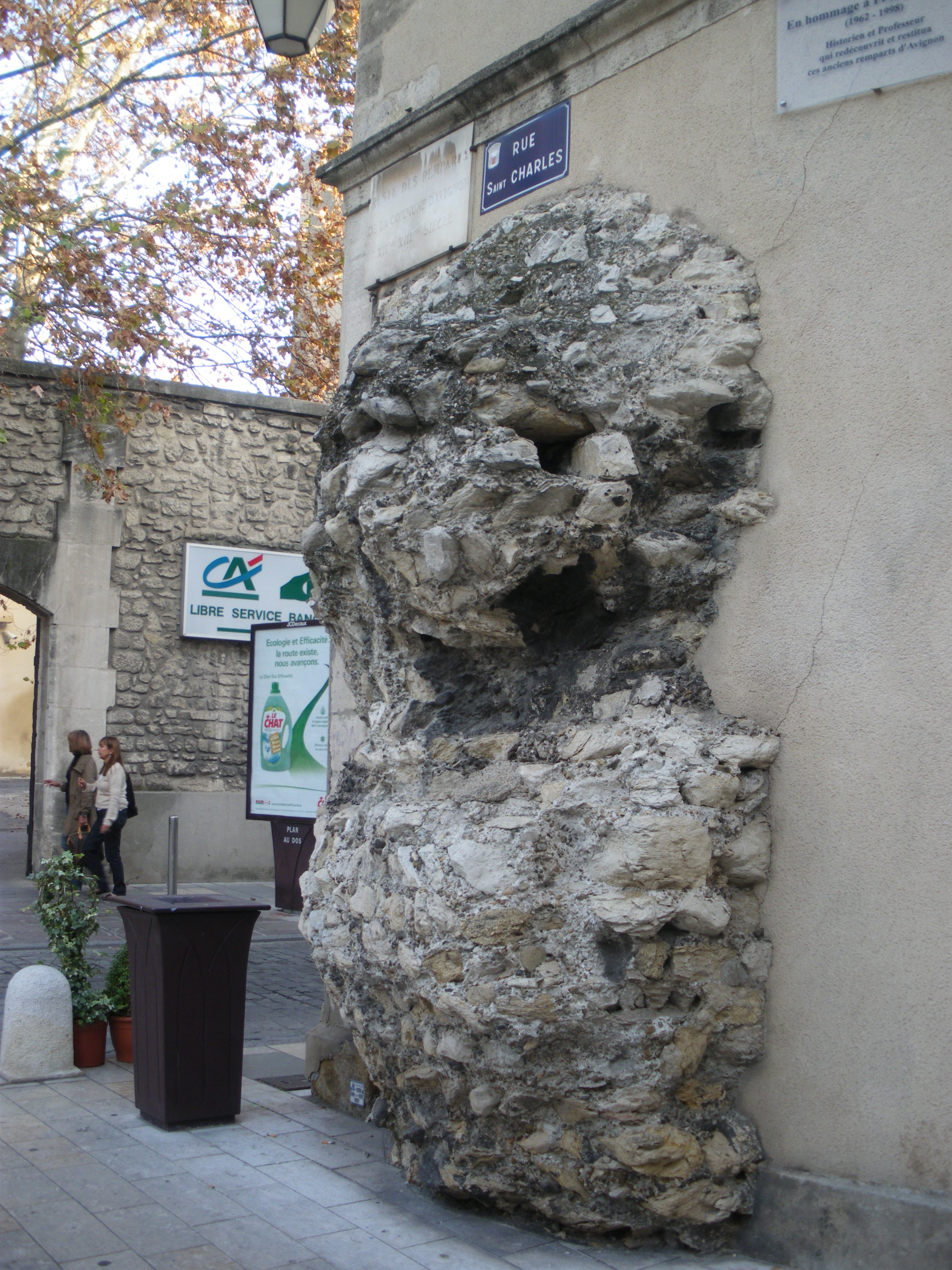
Reste des remparts du XIIIe siècle, à l'angle de la rue Joseph Vernet et de la rue Saint Charles.

### Remparts duXIVesiècle

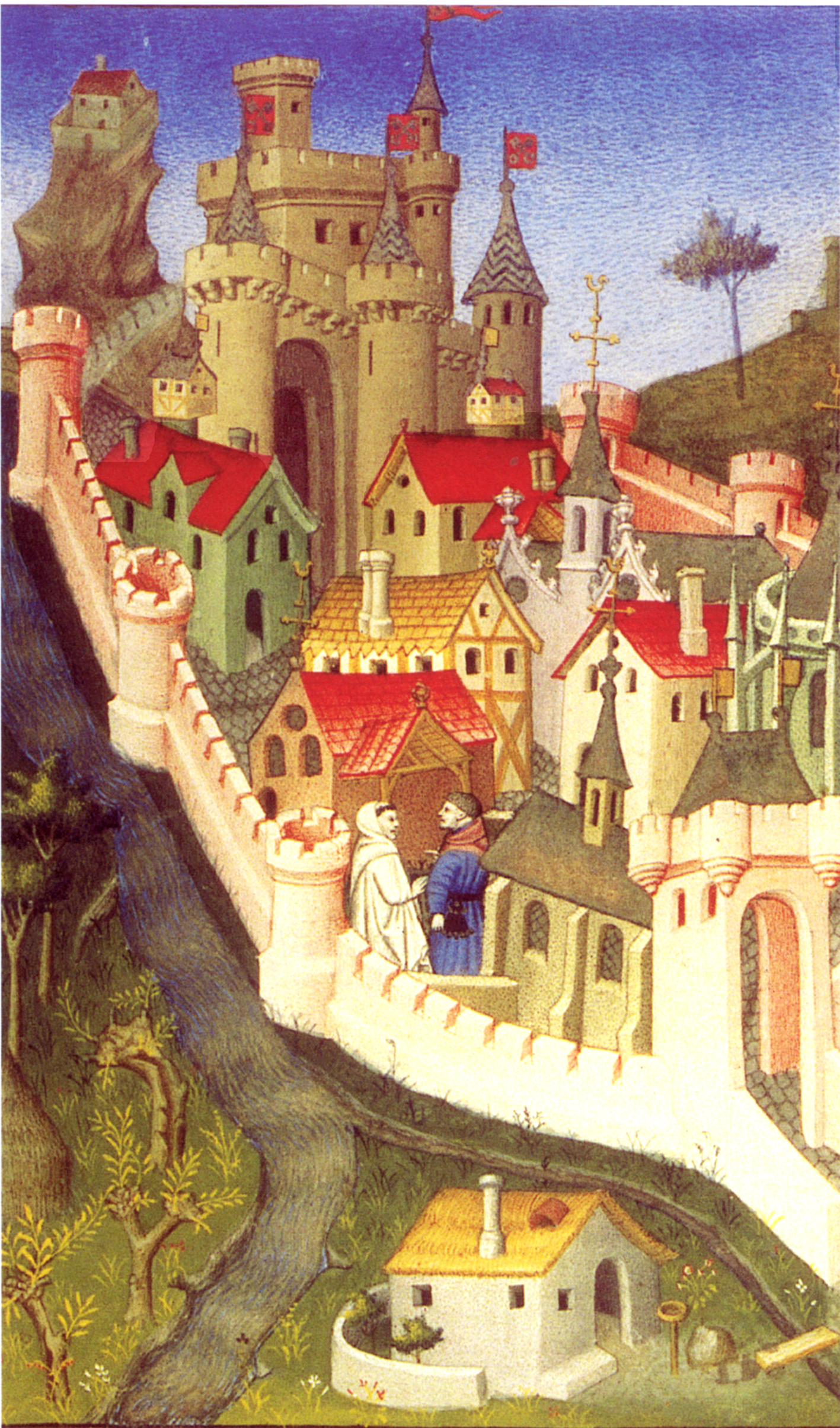
La ville d'Avignon, interprétation du Maître de Boucicaut.

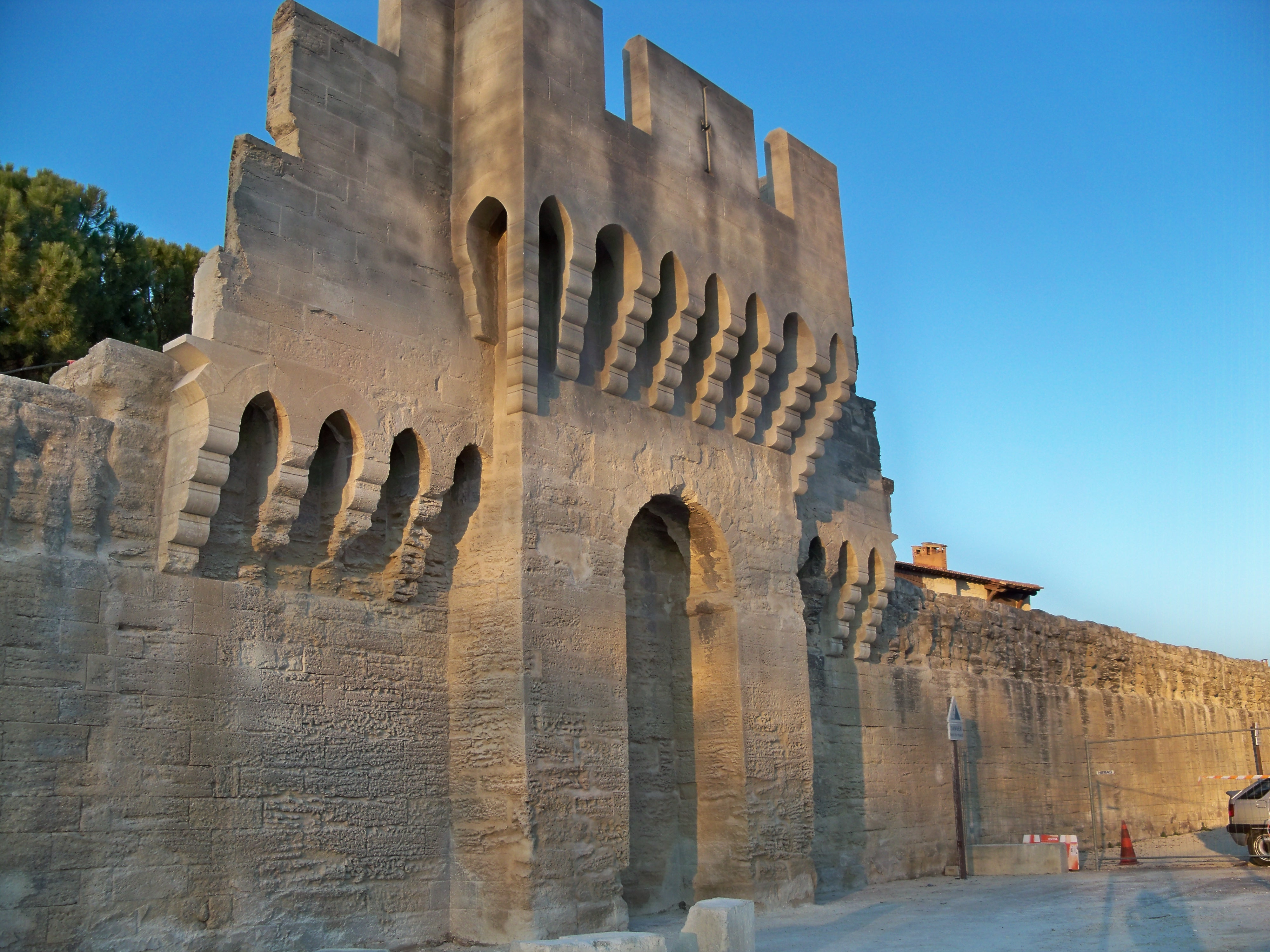
Les remparts en 2011.

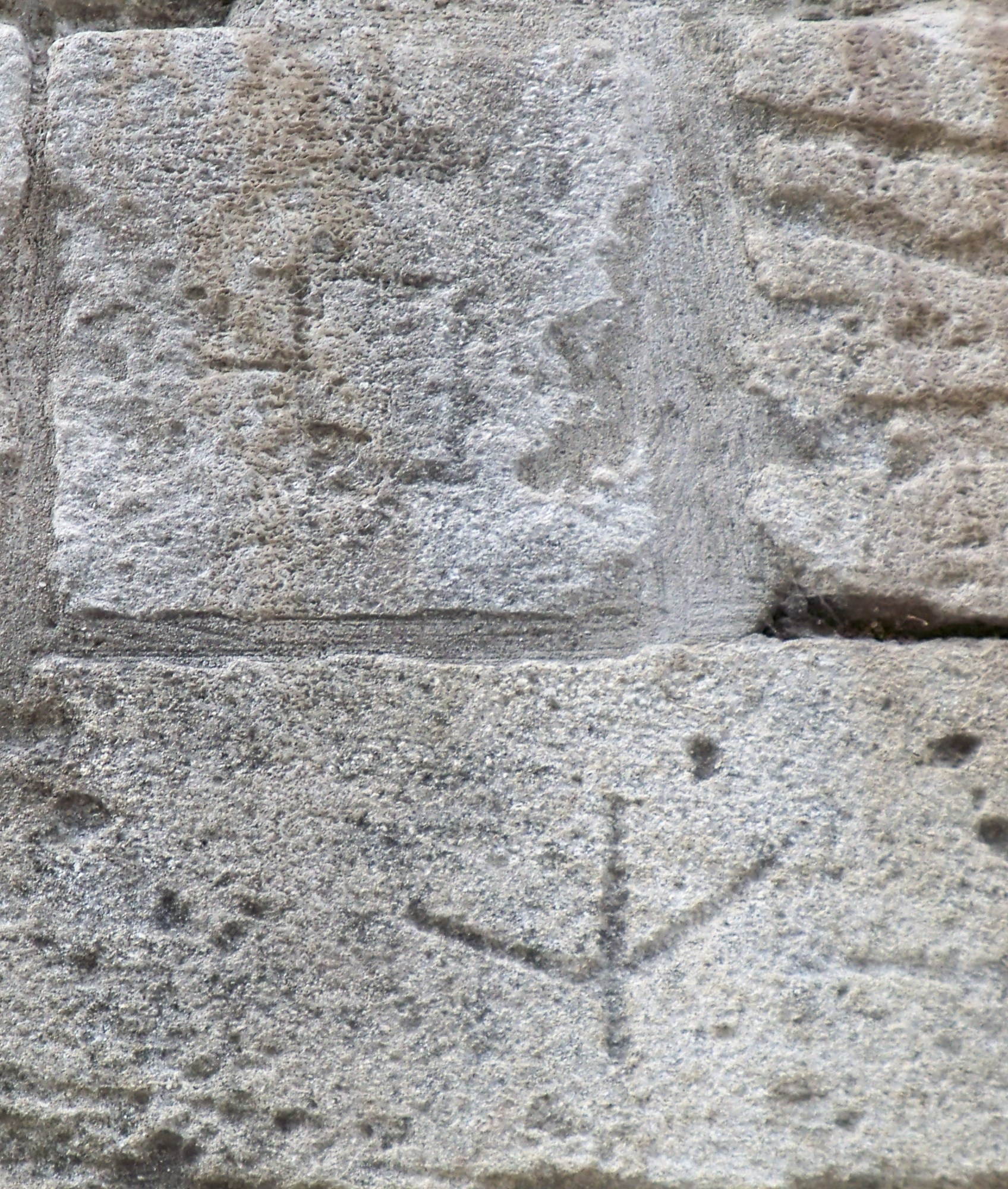
Marques de tâcherons partiellement visibles sur les remparts.

Avec l'installation des papes à Avignon, la cité s'agrandit et des faubourgs se construisirent à l'extérieur des murs.
Clément VI convint que le nouveau palais des Papes, les palais cardinalices, les abbayes, couvents et édifices religieux d’Avignon avaient besoin d’une protection efficace. Dès 1349, le pape chargea Juan Fernandez de Heredia de construire des remparts. Pour les financer, les Avignonnais furent taxés et se virent imposer une gabelle sur le sel, le vin et les marchandises, ils durent payer en plus un florin par tête. Les membres de la Curie furent envoyés aux quatre coins de l’Europe pour trouver des subsides. La mission la plus fructueuse fut celle de Philippe de Cabassolle, l’évêque de Cavaillon, qui, grâce aux recommandations de Charles IV de Luxembourg auprès des princes du Saint-Empire rapporta un pactole des « Allemaignes ».
C'est au pape Innocent VI, qui devant faire face à la menace des grandes compagnies, dans le sud du royaume, et plus particulièrement en Languedoc, que l'on doit la poursuite  des fortifications d'Avignon en 1355. Comme en 1359, les travaux n'étaient pas finis, le pape fit réparer les anciens remparts pour former une deuxième ligne défensive.
C'est cette enceinte qui se trouve peinte sur une miniature du Maître de Boucicaut au début du XVe siècle, conservée à la Bibliothèque nationale sous le cote ms. 23279, fo 81. In situ, le Portail Bienson, le Portail Peint ou portail Imbert Vieux, le portail Matheron et la rue des Lices ont conservé des toponymes rappelant son tracé.

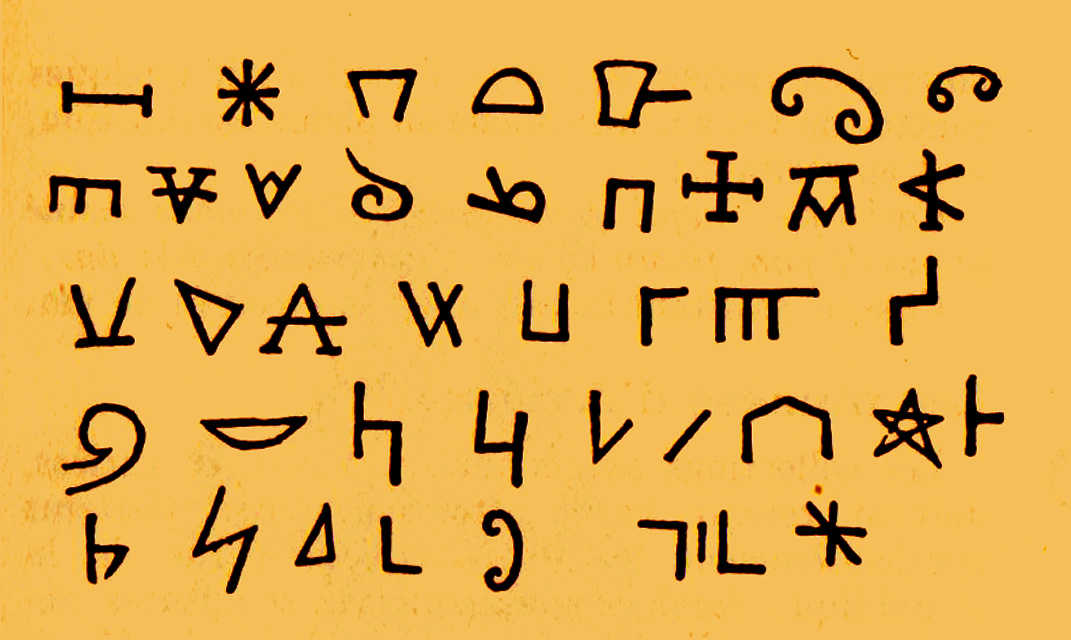
Marques des tailleurs de pierre des remparts relevées en 1880.

À cette époque, les nouveaux remparts, élevés de 1357 à 1373, qui atteignaient huit mètres de haut, étaient entourés d'un fossé d'une profondeur d'environ quatre mètres alimenté par les eaux de la Sorgue et de la Durançole. Cette enceinte, longue de 4 330 mètres, enserrait les faubourgs et de nombreux espaces agricoles. Elle se composait de 12 portes, 36 tours quadrangulaires, et 56 échauguettes.
Lors des travaux d'aménagement du pourtour des remparts ce fossé fut comblé. Il ne reste donc visible de nos jours que leur partie supérieure. Ils s'ouvraient par sept portes qui étaient protégées par des tours et accessibles uniquement par un pont-levis. Les murailles étaient renforcées par trente-cinq grandes tours et cinquante tours plus petites.
Comme il était habituel au Moyen Âge, les papes firent appel à des corporations de tailleurs de pierre organisées en groupes de cinquante à cent compagnons. Ce sont eux qui ont gravé les marques qui se distinguent encore, par endroits, sur la partie supérieure des remparts, les pierres du bas ayant été trop érodées, au cours des siècles par les inondations. Ces marques ont été relevées, en 1880, par Albert et Auguste Maire. Elles permettaient à chaque tailleur qui l'avait gravé de faire connaître le résultat de son travail pour en percevoir la rémunération.
Il a été relevé environ 450 graphies différentes. Leurs dimensions sont de 7 × 7 centimètres pour une profondeur de 5 à 6 millimètres. Ce sont les frères Maire qui ont expliqué les premiers que ces signes n'étaient ni un alphabet secret ni un code lié à l'hermétisme maçonnique, mais uniquement des signatures. Outre les lettres de l'alphabet A, H K, M, O, R, V et Y, se retrouvent stylisés des instruments de métier comme le compas, l'équerre, la pioche, la pelle, l'échelle et nombre de marteaux.

## Présentation

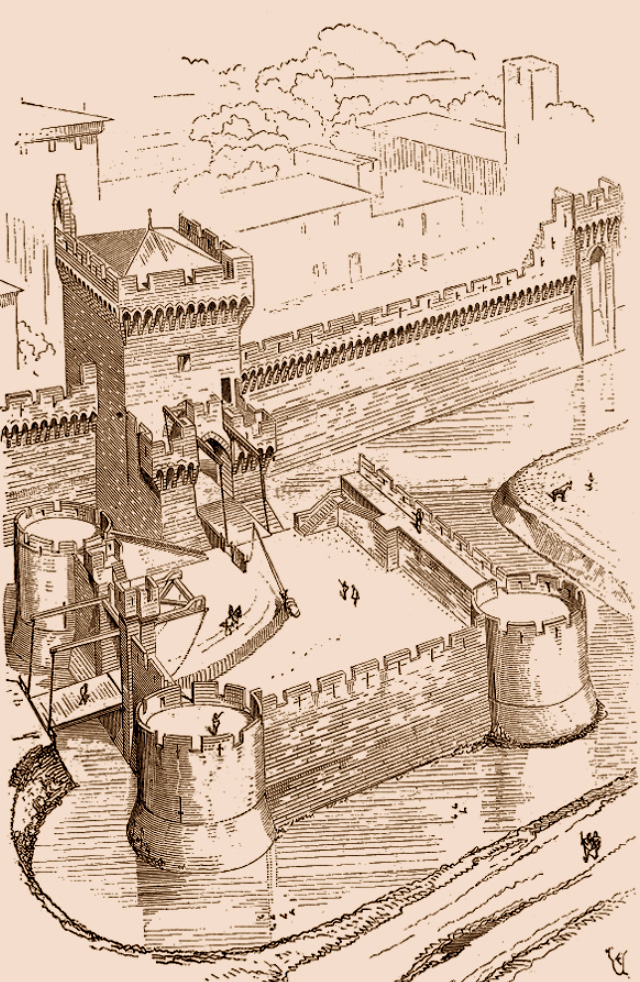
Porte des remparts d'Avignon et son système de défense par Eugène Viollet-le-Duc.

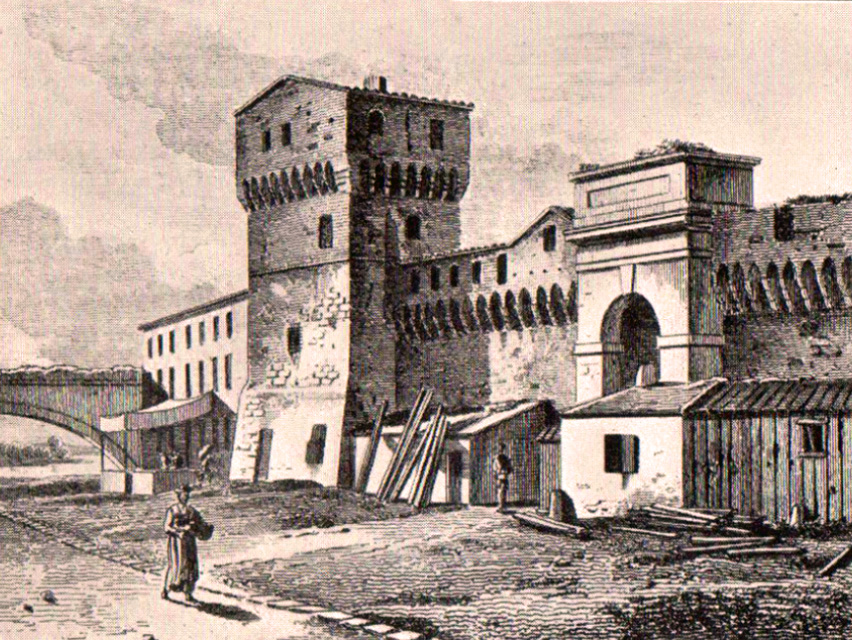
Les remparts, lithographie du XIXe siècle.

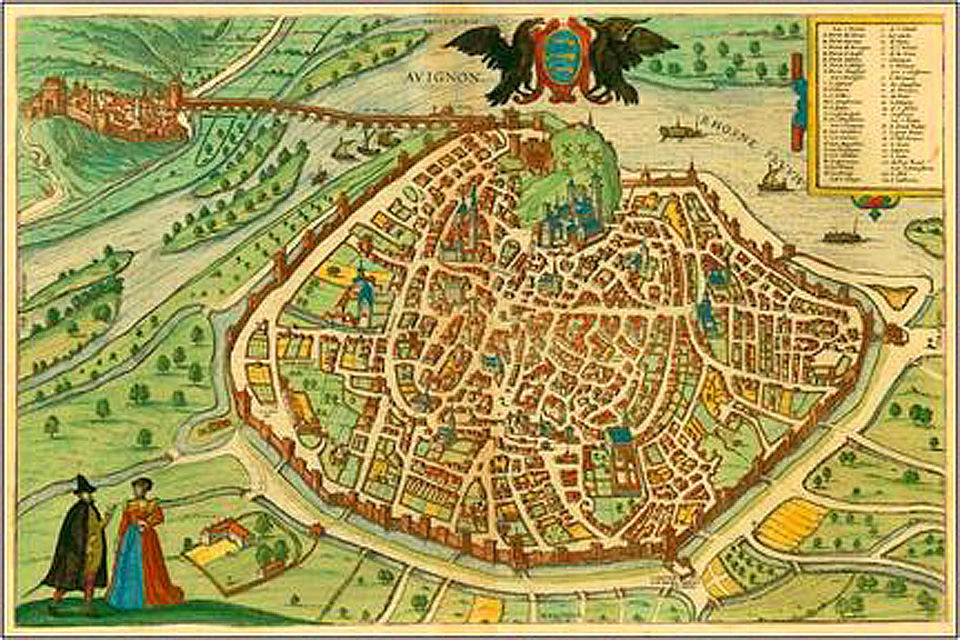
Avignon ceint de ses remparts sur le Plan aux personnages gravée par Braun et Hogenberg en 1575.

Les actuels remparts ont été construits dans le but de mettre la cité papale à l'abri des Routiers et des Grandes compagnies, qui, à chaque trêve au cours de la guerre de Cent Ans descendaient la vallée du Rhône pour s'arrêter à proximité de la résidence pontificale.
Au XVe siècle, lors de la légation de Julien de la Rovère, entre 1479 et 1488, ils furent restaurés. Le futur Jules II fit reconstruire les murs écroulés lors de l'inondation de 1471, du côté du couvent des dominicains et remettre en état des parties entre les portes Saint-Lazare et Limbert. Ils se virent munis de canonnières pour le tir d'artillerie, au XVIe siècle. Deux siècles plus tard, toutes les portes, face au Rhône, furent reconstruites.
C'était surtout à la poussée des eaux lors des crues du Rhône qu'ils devaient résister. Aussi, entre 1860 et 1869, une importante campagne de travaux fut engagée, grâce à la collaboration de l'administration des Ponts et Chaussées et de celle des Monuments Historiques : à la première échut le remaillage des maçonneries extérieures des murailles en partie basse, augmenté du doublage de l'intérieur de l'enceinte par un contre-mur épais servant de contrefort, pendant que la seconde restaurait, sous la direction d'Eugène Viollet-le-Duc, portes, murailles et crénelages, essentiellement sur le front Sud. 
La structure des murs actuels, qui se développe sur 4 330 mètres, date du XIVe et du XVe siècle. Les tours, ouvertes du côté de la cité, sont toutes carrées sauf trois, situées face au Rhône, qui sont semi-circulaires. Une seule est polygonale. Située au pied du rocher des Doms, elle a été édifiée à la fin du XVe siècle par le maître d'œuvre pontifical, Antoine Carteron. Il avait été aussi chargé de construire un propugnaculum (boulevard) devant la Porte Saint-Lazare et de surélever le châtelet que Grégoire XI avait fait placer à l'entrée du pont Saint-Bénézet.

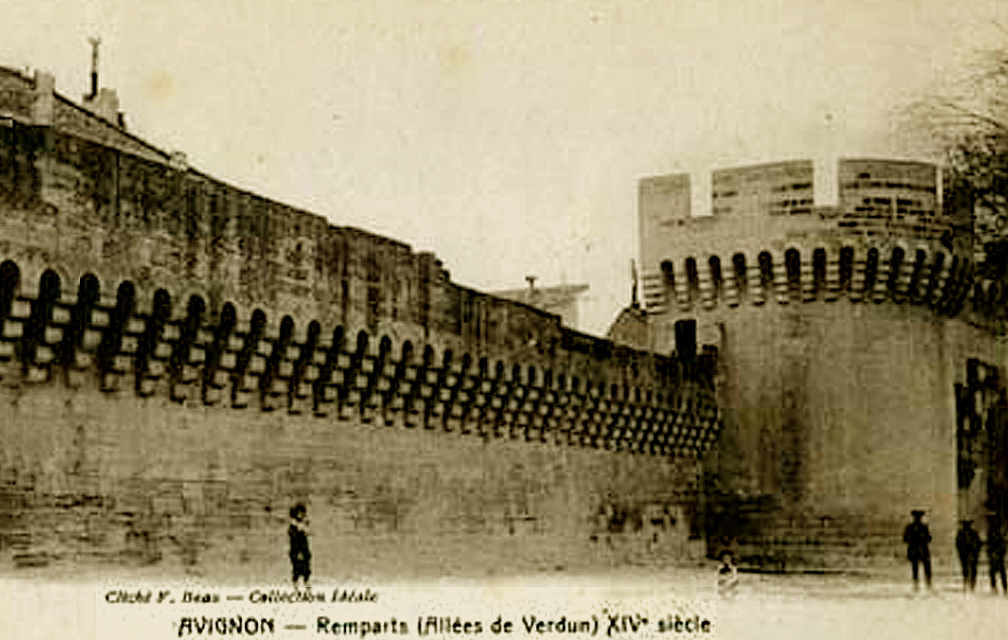
Une des trois tours rondes.
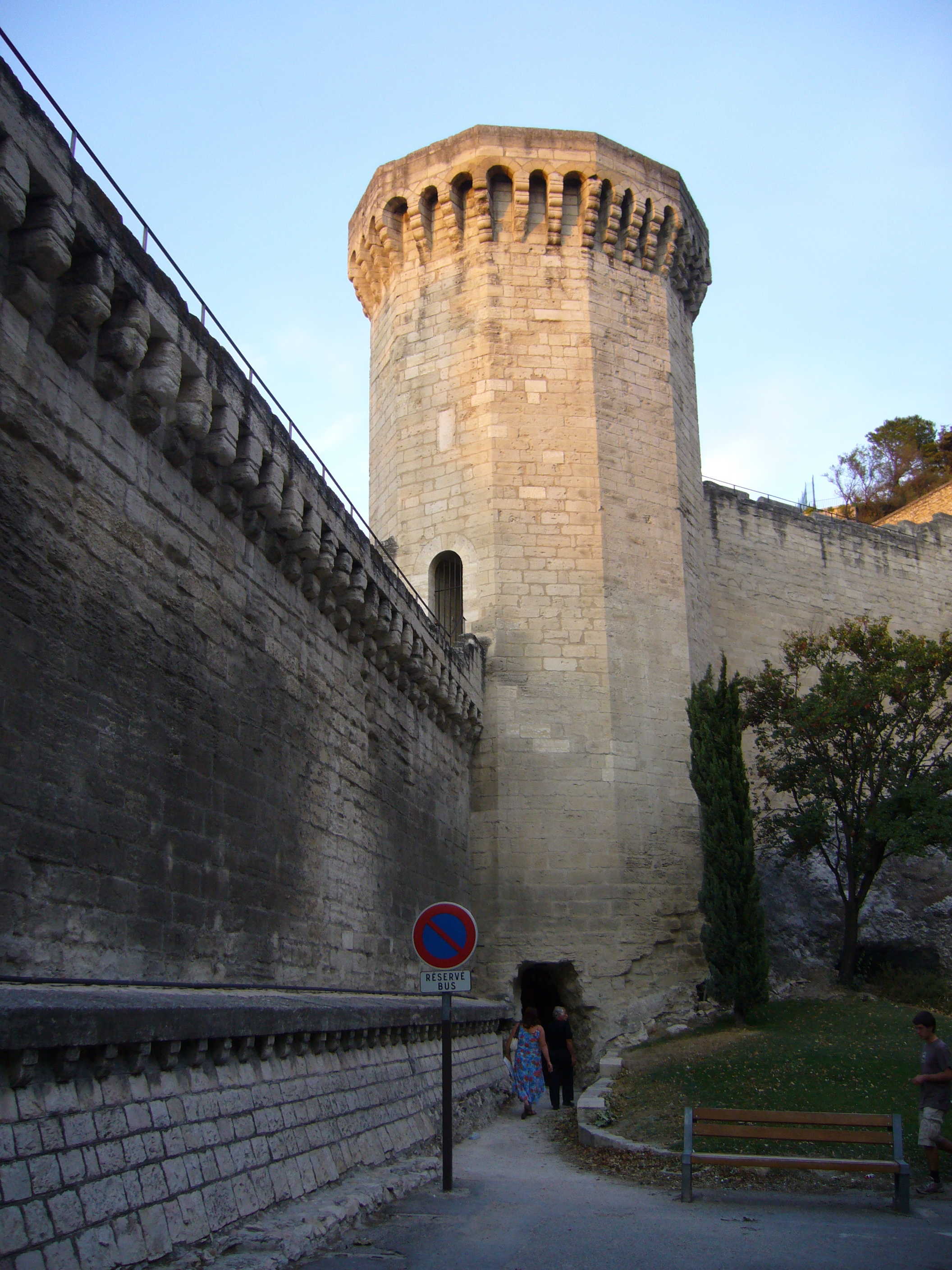
Contre-mur des remparts près de la tour d'Antoine Carteron.
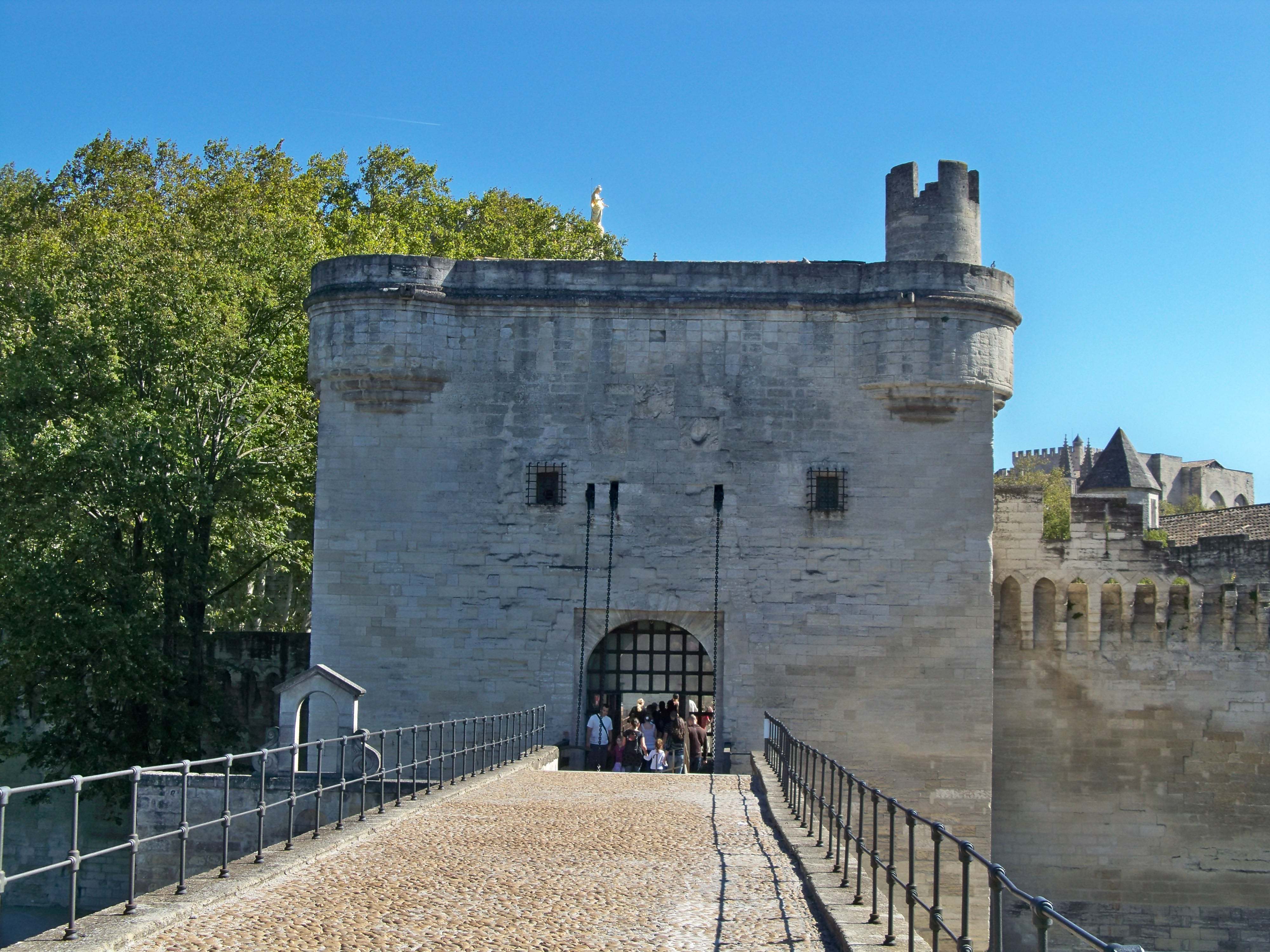
Le châtelet du Pont.
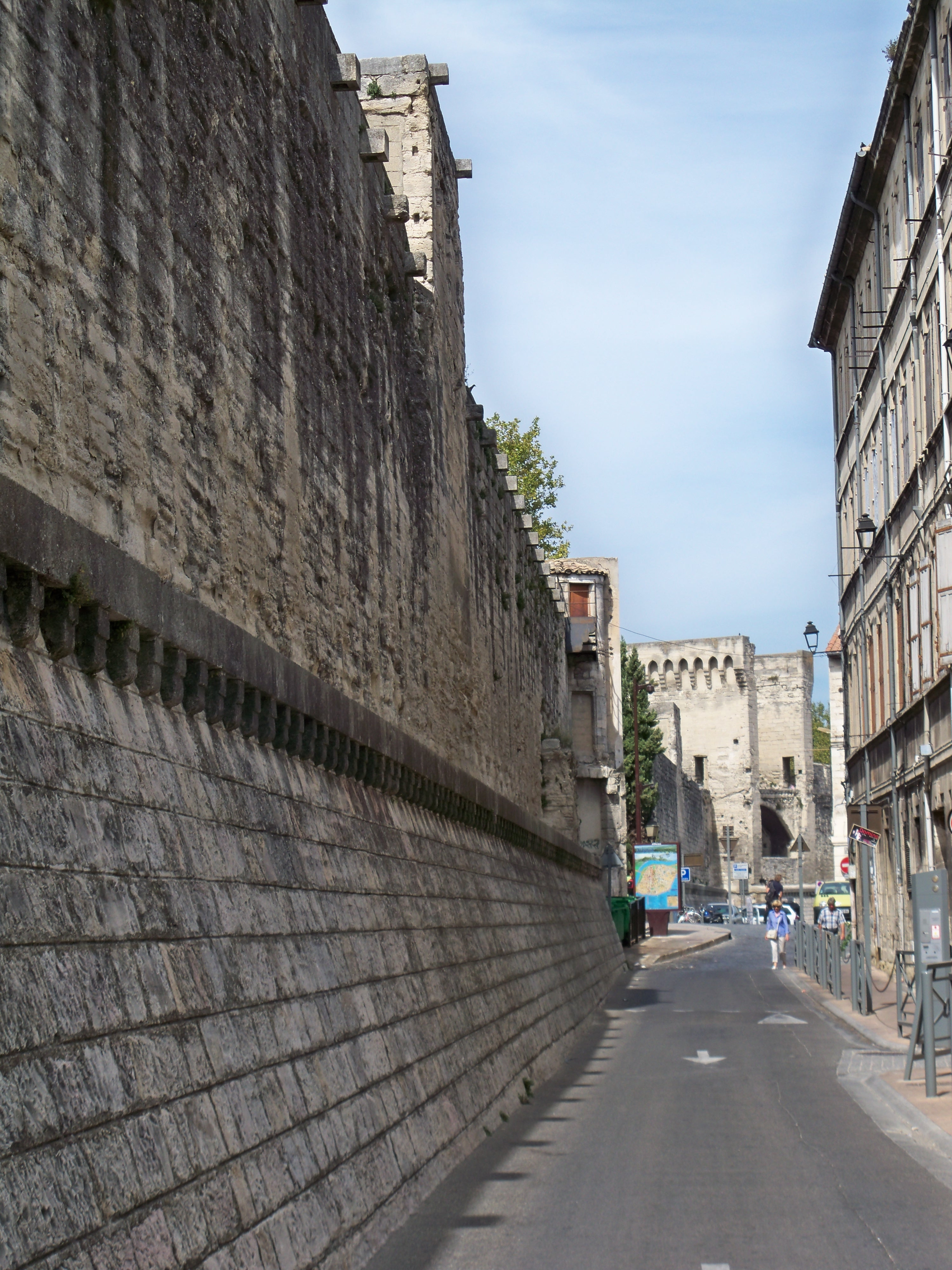
Contre-mur des remparts dans la rue de la porte de l'Oulle.

## Description

### Les portes
Les remparts sont garnis de seize portes, certaines d'origine, d'autres élargies ou percées récemment. Les voici, listées à partir de l'angle sud-ouest et dans le sens de rotation directe.

#### Porte Saint-Roch

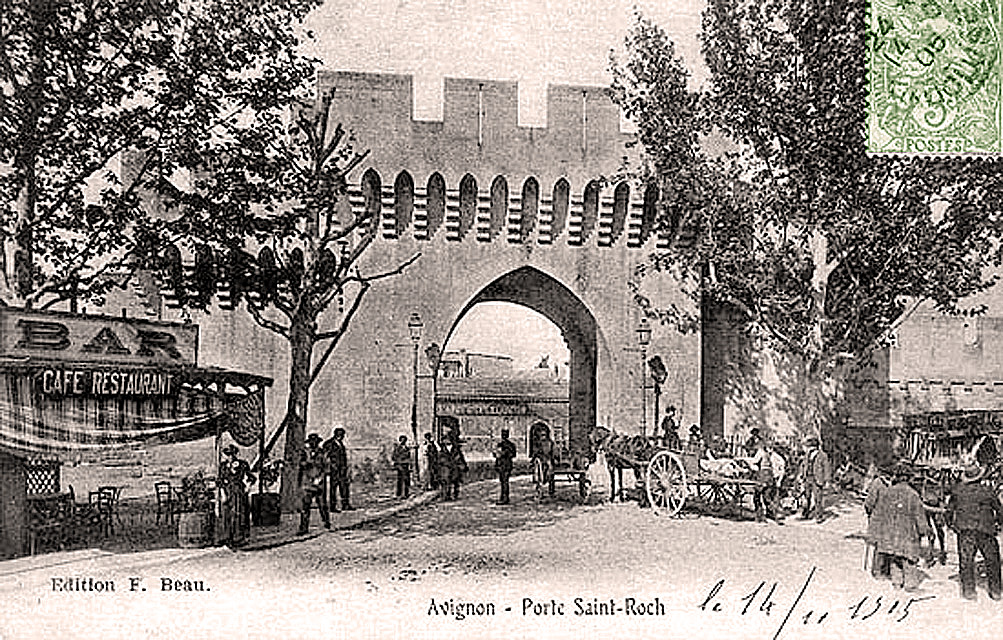
Porte Saint-Roch en 1905.

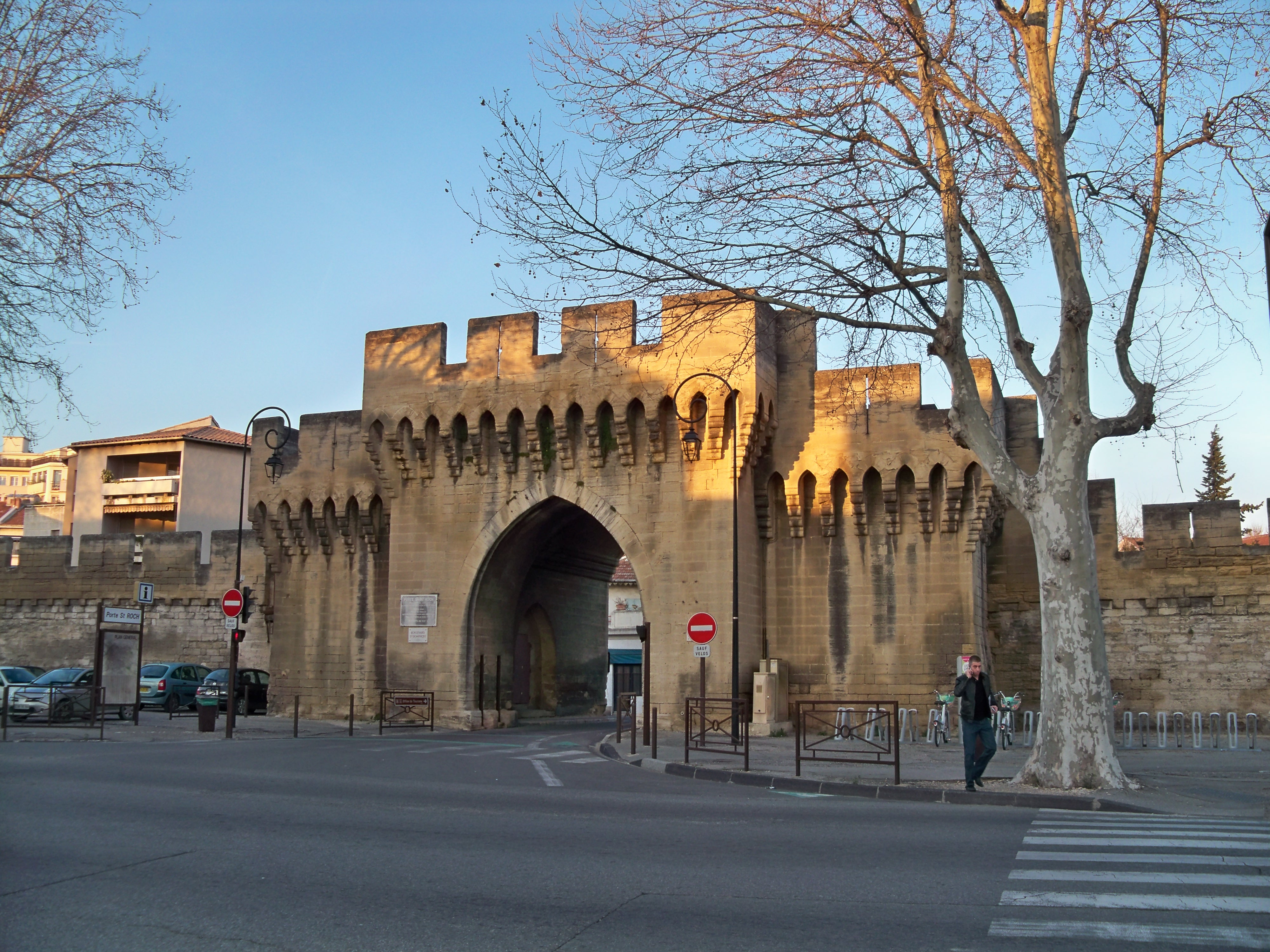
La porte Saint-Roch.

La porte Saint-Roch est située au sud-ouest de la ville, ouvrant sur le boulevard Saint-Dominique. Elle fut reconstruite en 1865, d'après les plans de Viollet-le-Duc. 
Les anciens noms de la porte Saint-Roch ont été portail des Miracles, porte de Champsfleury ou porte Saint-Roch (XVIe siècle), puis porte de Bouches-du-Rhône en 1792.

#### Porte Saint-Charles

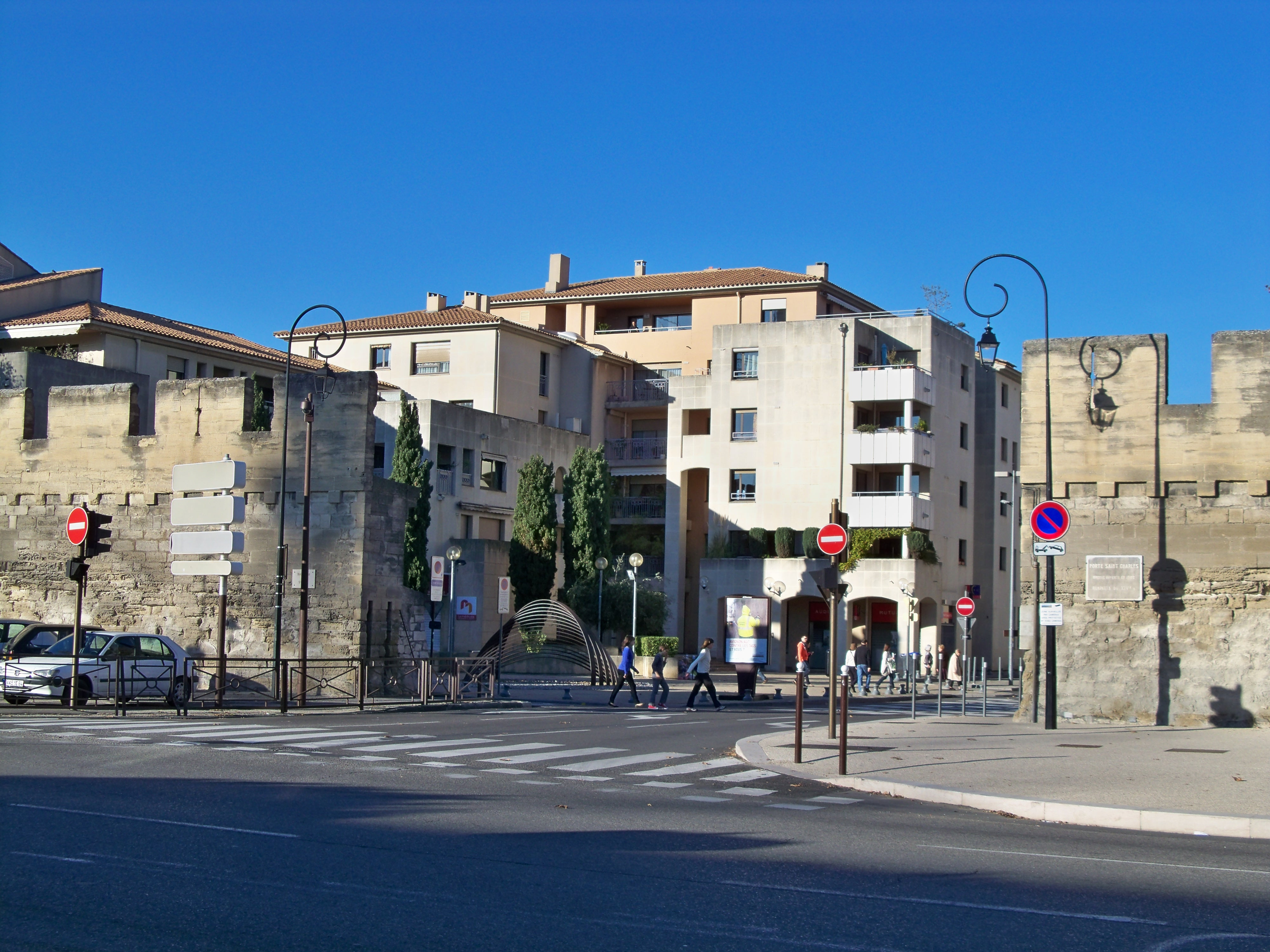
Porte Saint Charles.

Cette brèche dans les remparts est ouverte en 1902, au bout de la rue Saint-Charles (rue intra muros) pour accéder au boulevard Saint-Roch.

#### Porte de la République

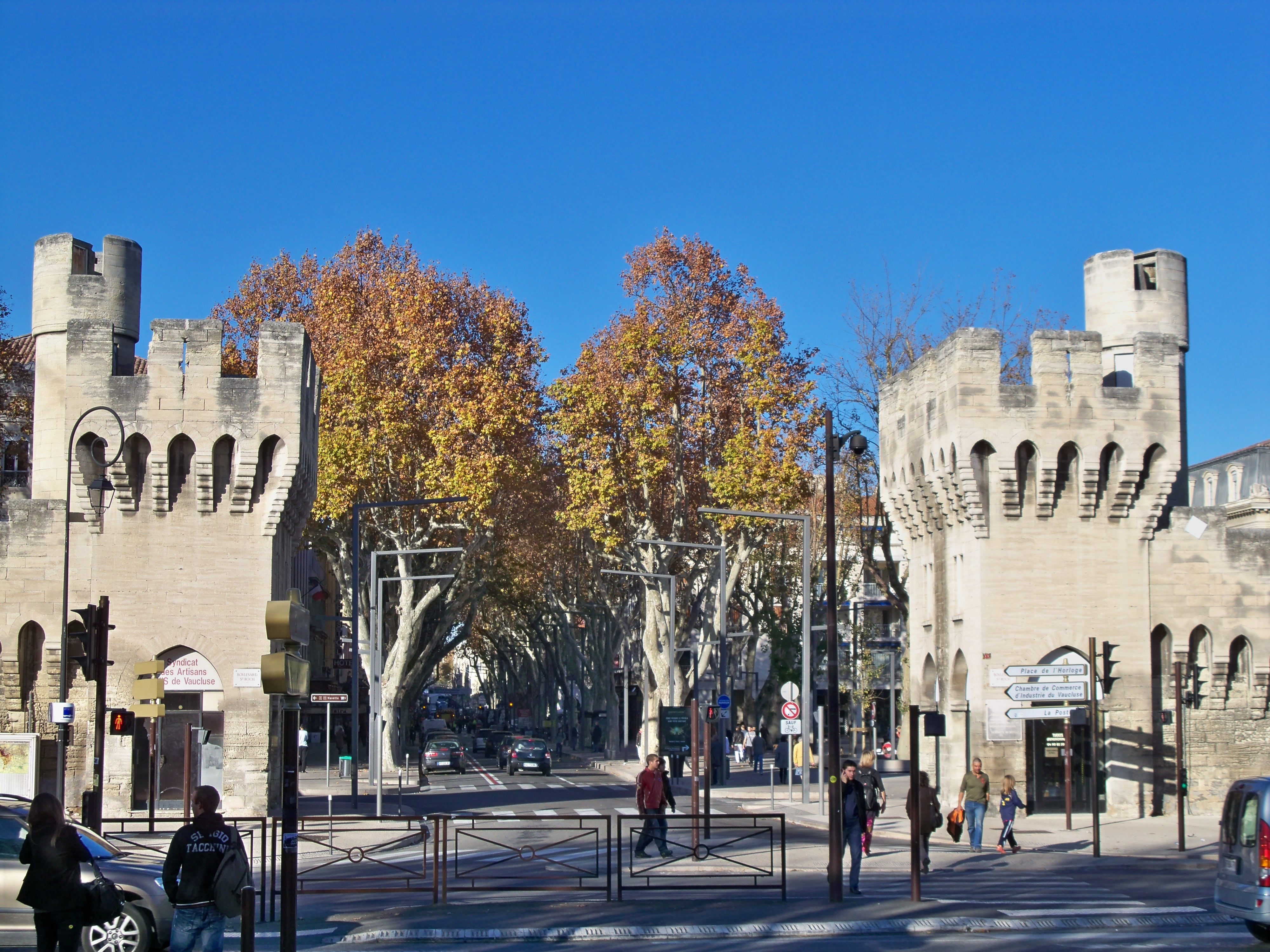
Porte de la République.

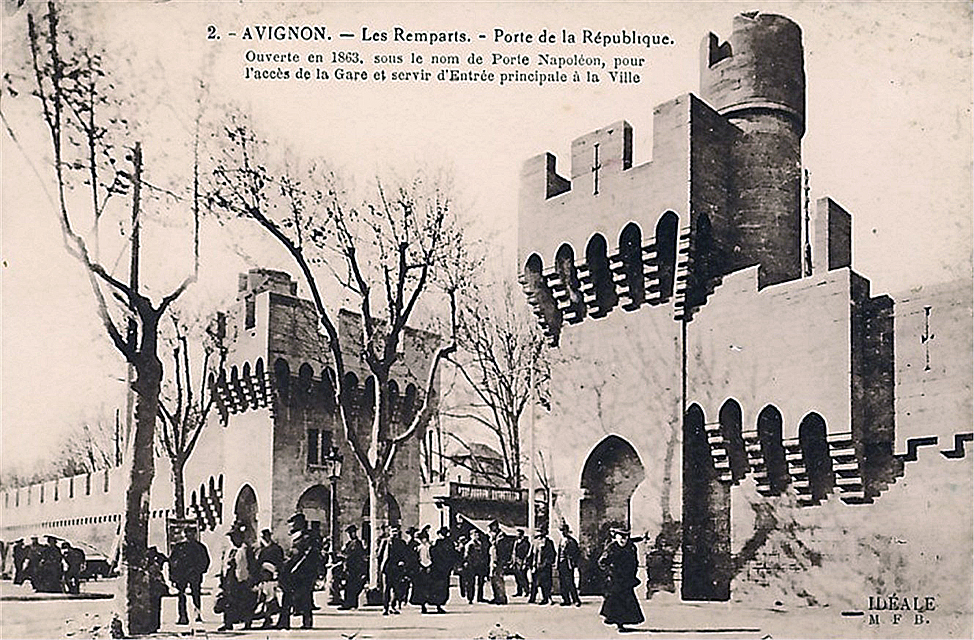
Porte de la République, début du XXe siècle.

Elle est située dans le prolongement du cours  Jean Jaurès et de la rue de la République, en face de la gare d'Avignon-Centre. Brèche ouverte en 1855, elle est réaménagée en style néo-gothique par Viollet-le-Duc en 1863.
Les anciens noms de la porte de la République ont été Brèche du Chemin de Fer de sa création à 1858, puis porte Napoléon jusqu'en 1870.

#### Porte Saint-Michel

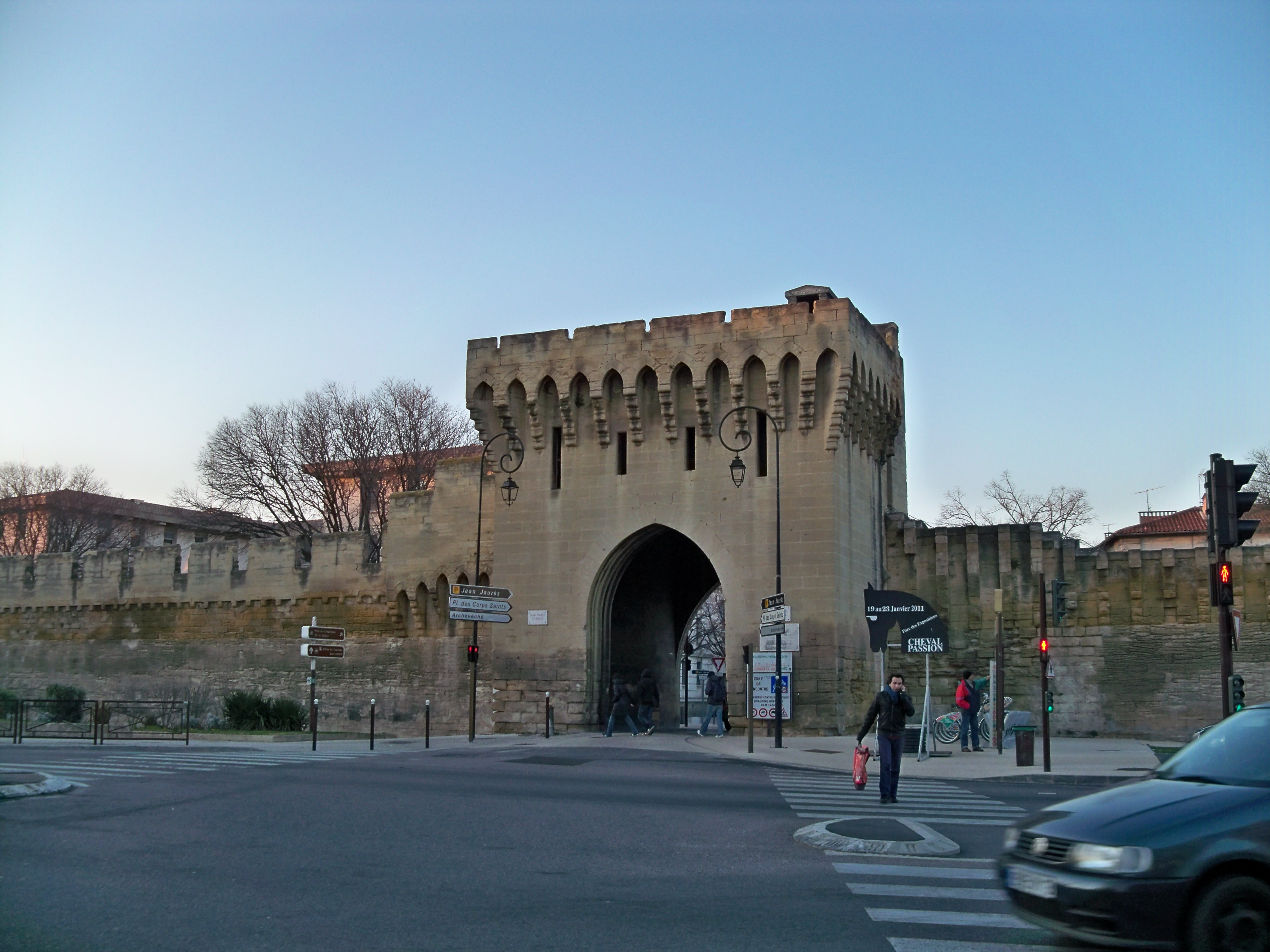
Porte Saint-Michel, restaurée après les bombardements de la Seconde Guerre mondiale.

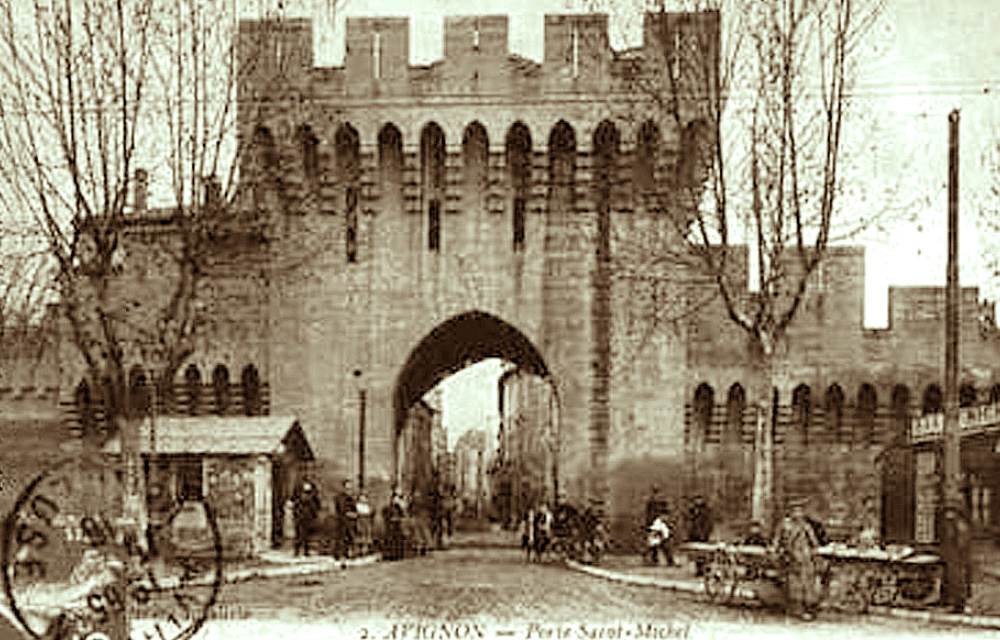
Porte Saint-Michel, restaurée par Viollet-le-Duc.

Elle est située au sud de la ville et à l'ouest de la porte Limbert. Elle a été restaurée en 1868-1869, puis après les bombardements de 1944.
Les anciens noms ont été portail Saint-Antoine, puis porte de la Liberté en 1792.

#### Porte Magnanen

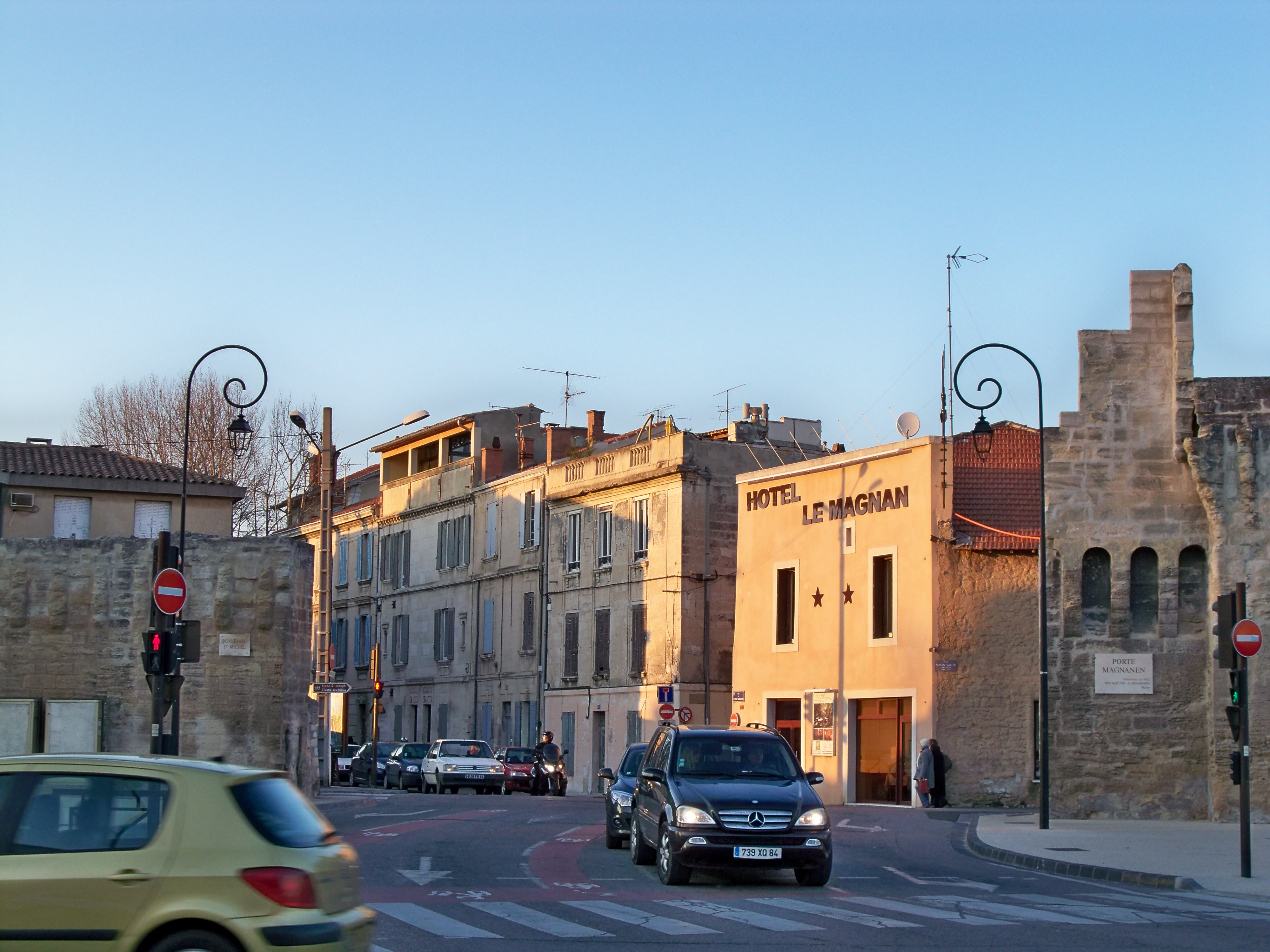
Porte Magnanen.

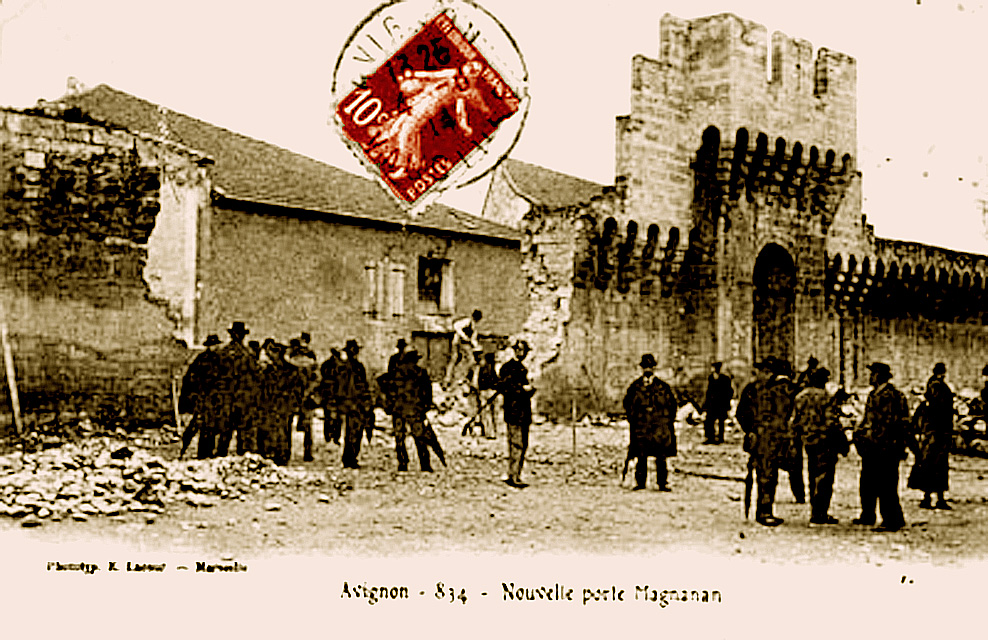
Percée de la brèche du portail Magnanen en 1902.

Cette percée, datant de 1902, est due au maire Gaston Pourquery de Boisserin.

#### Porte Limbert

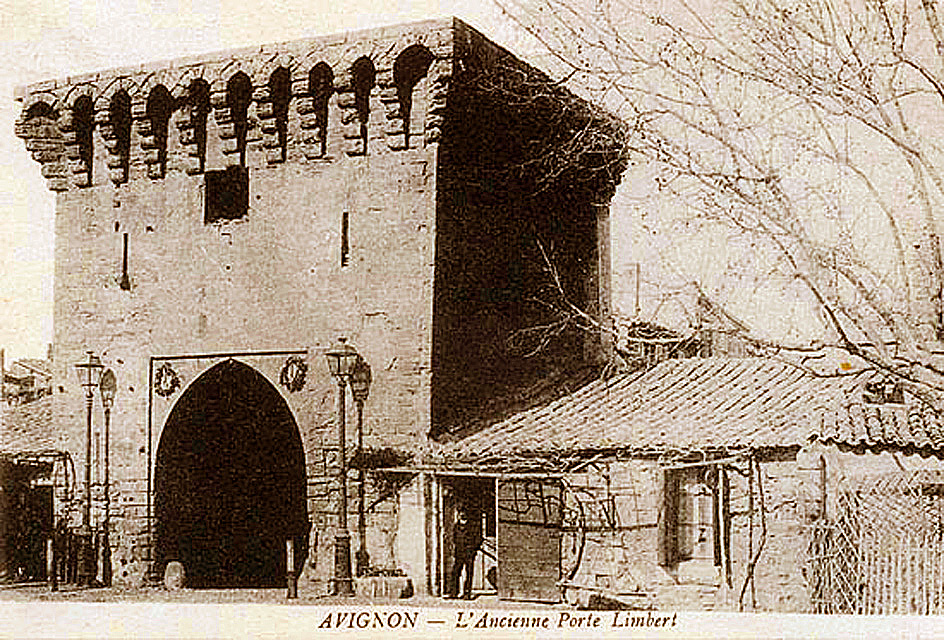
Ancienne porte Limbert détruite en 1896.

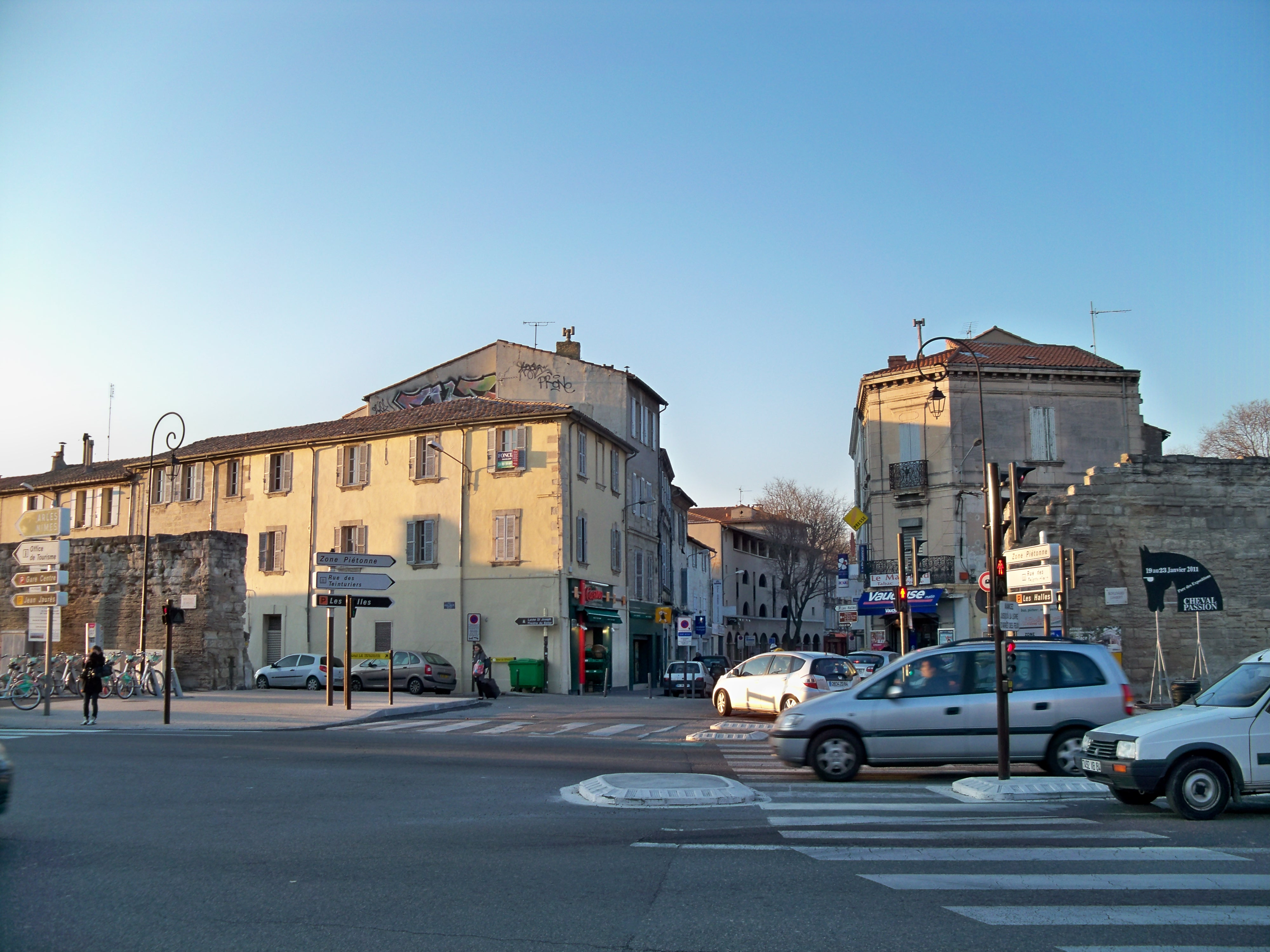
Porte Limbert.

L'actuelle Porte Limbert est une brèche située au niveau du « portail Imbert Neuf », au sud-est de la ville, après sa destruction en 1896 et donne accès à la rue Guillaume-Puy.
Les anciens noms de la porte Limbert étaient portail Imbert neuf, puis porte des Marseillais en 1792. 

#### Porte Thiers

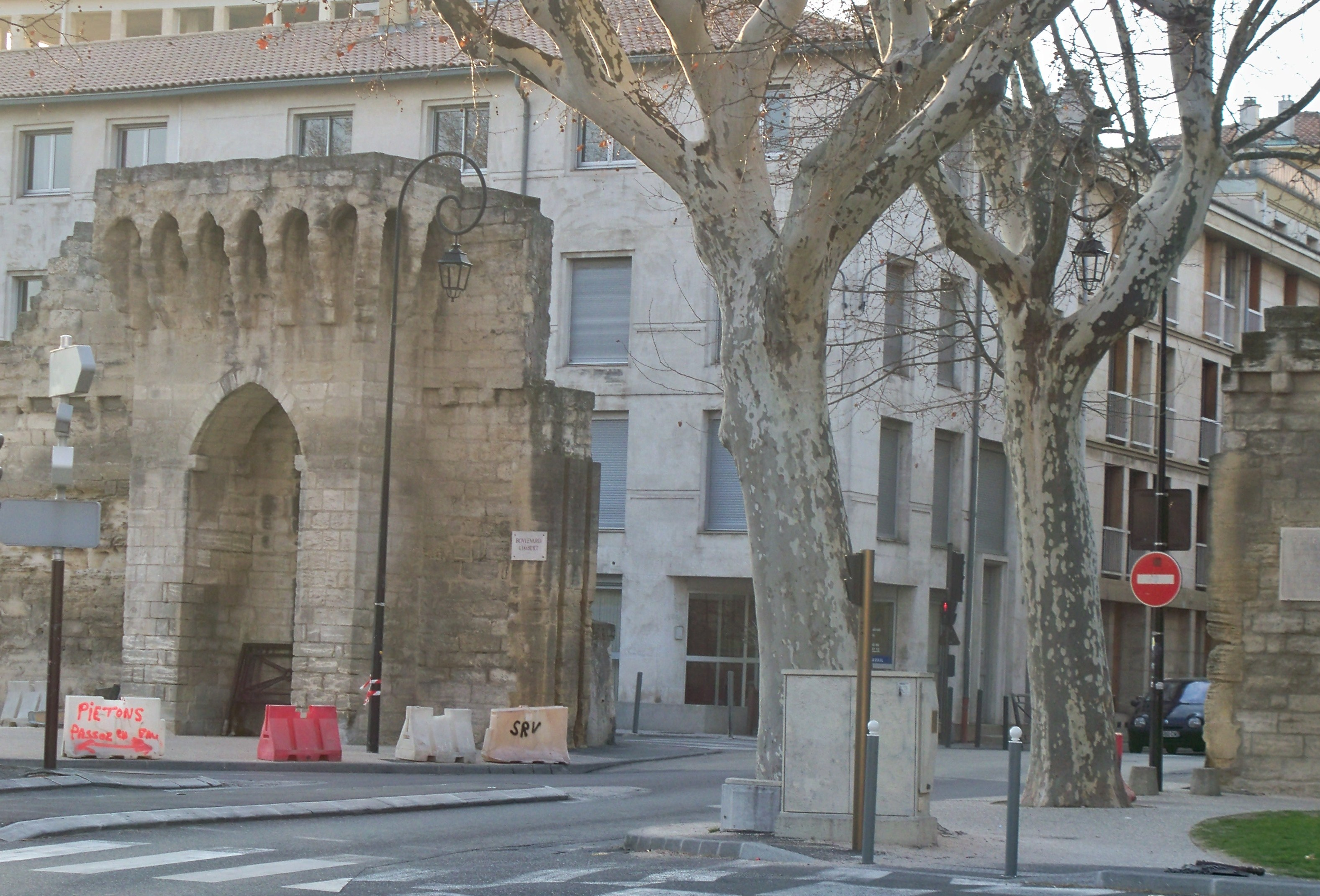
Porte Thiers en 2011.

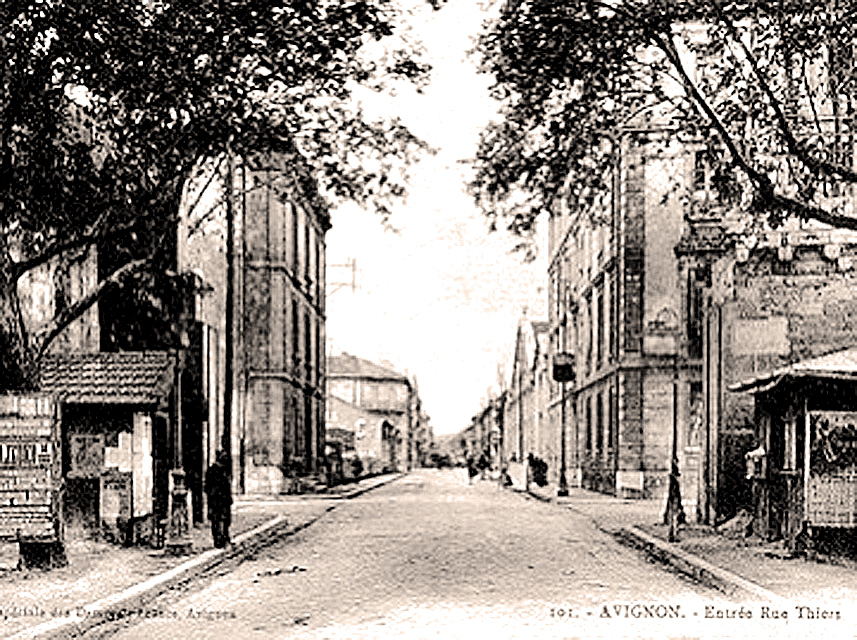
Brèche de la porte Thiers.

Brèche moderne, elle porte le nom de la rue tout aussi moderne à laquelle elle donne un débouché.  Elle est située au sud-est de la ville.

#### Portes privatives
Deux portes plus petites percées à l'époque moderne donnent accès, l'une à une copropriété privée, l'autre à l'université d'Avignon, occupant l'ancien hôpital Sainte-Marthe. Ce sont les deux seules portes munies de grilles et pouvant être fermées.

#### Porte Saint-Lazare

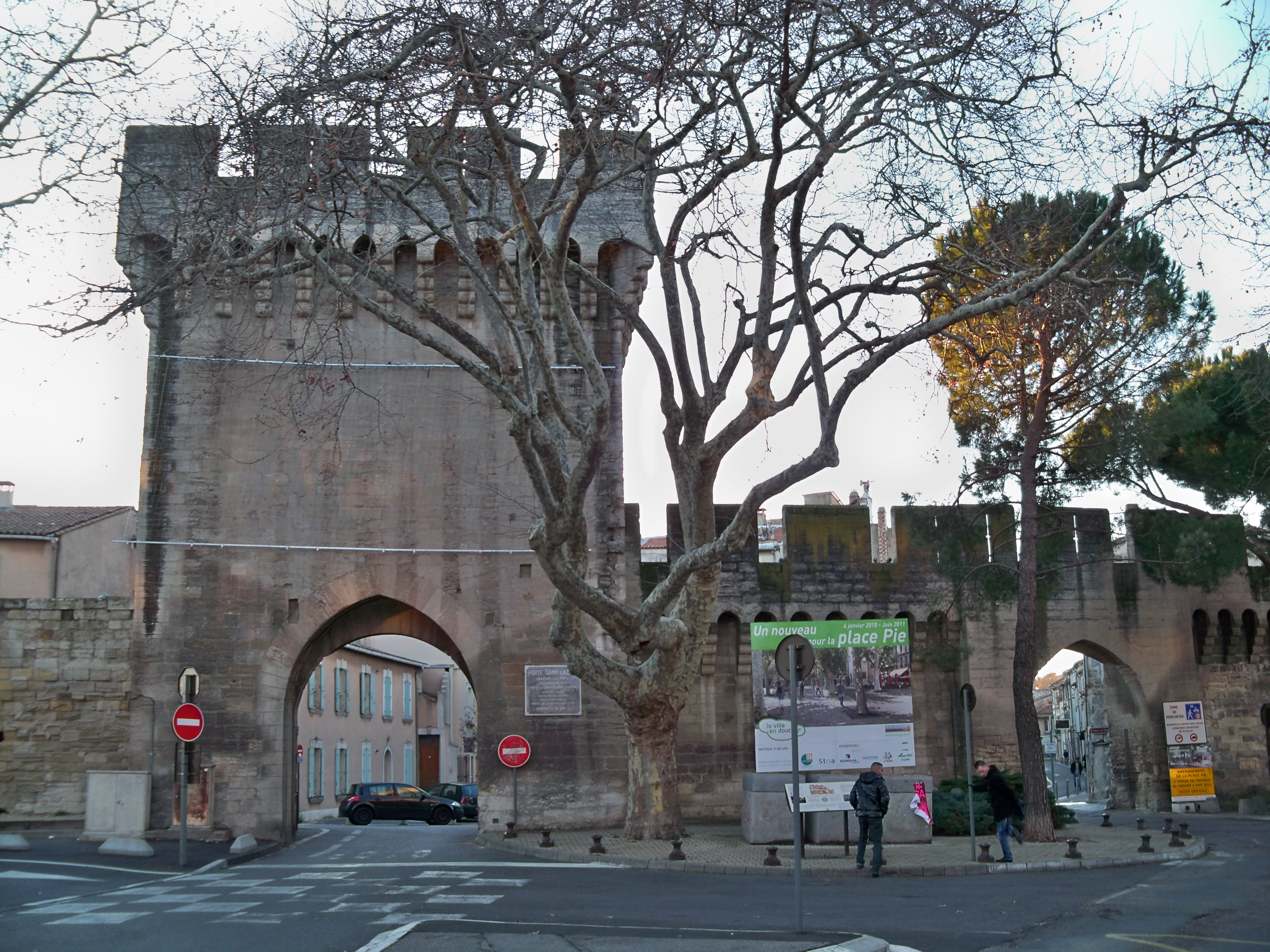
Porte Saint-Lazare.

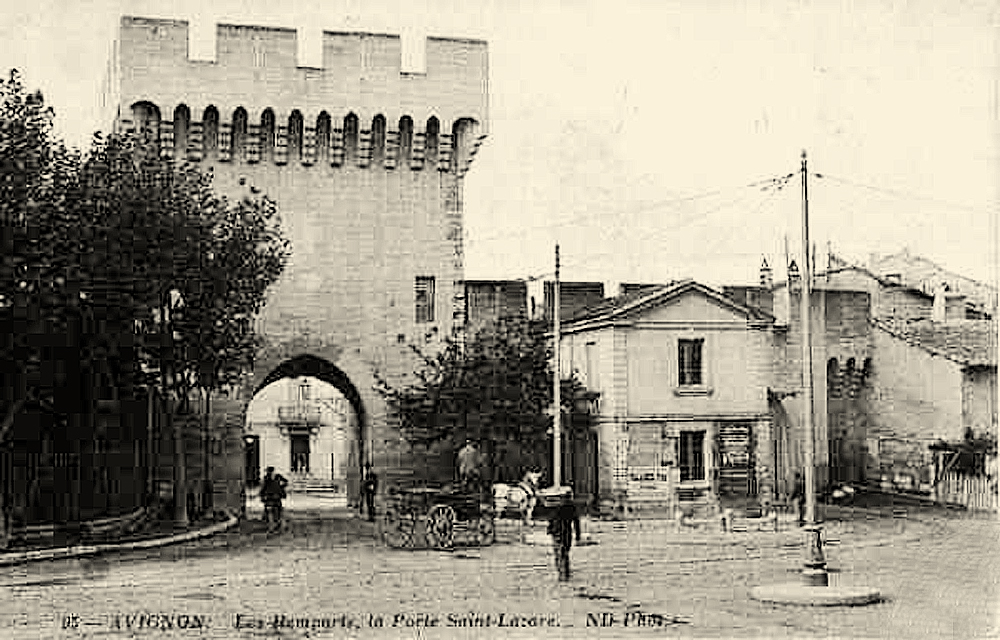
Porte Saint-Lazare, principale entrée d'Avignon au XIVe siècle.

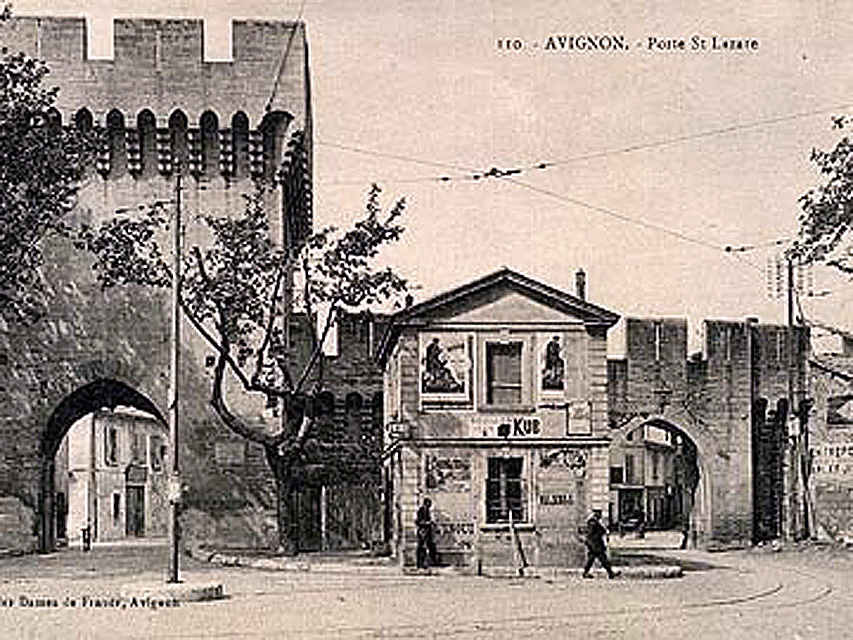
Porte Saint-Lazare sous la tour et sa jumelle ouverte dans le rempart.

La porte Saint-Lazare est située à l'est de la ville, au nord est et à proximité de l'ancien hôpital de Bernard de Rascas (actuelle université). Elle donne à l'intérieur sur la rue de la Carreterie.
Viollet-le-Duc en faisait la lecture suivante : 
« La porte Saint-Lazare d'Avignon est remarquable déjà par la simplicité des constructions. Ici on ne voit plus cette accumulation d'obstacles dont la disposition compliquée devait souvent embarrasser les défenseurs. Les portes d'Avignon ne sont pas, il est vrai, très-fortes, mais elles ont bien le caractère qui convient à l'enceinte d'une grande ville. La porte Saint-Lazare, avec son boulevard ou barbacane extérieure, protégeait efficacement un corps de troupes voulant tenter une sortie ou étant obligé de battre en retraite. On pouvait, sur l'esplanade du boulevard, masser facilement cinq cents hommes, protéger leur sortie au moyen des flanquements que fournissaient les tours; et eussent-ils été repoussés, ils trouvaient dans cette enceinte un refuge assuré, sans que le désordre d'une retraite précipitée pût compromettre la défense principale, celle de la porte tenant aux courtines (...) La porte Saint-Lazare d'Avignon fut détruite, ou du moins fort endommagée par une inondation formidable de la Durance en 1358. Elle fut reconstruite sous Urbain V, vers 1364, avec toute la partie des remparts qui s'étend de cette porte au rocher des Doms, par l'un des architectes du palais des Papes, Pierre Obreri, si l'on en croit la tradition. »
À la fin des années 1890, sous la direction d'Henri Révoil, on perça à côté de la porte un nouvel accès pour faciliter la circulation, qui fut couvert d'un arc en tiers-point. 
Les anciens noms de la porte Saint-Lazare ont été porte Royale jusqu'en 1791, porte Nationale jusqu'en 1792 et porte de la République.

#### Porte Saint-Joseph

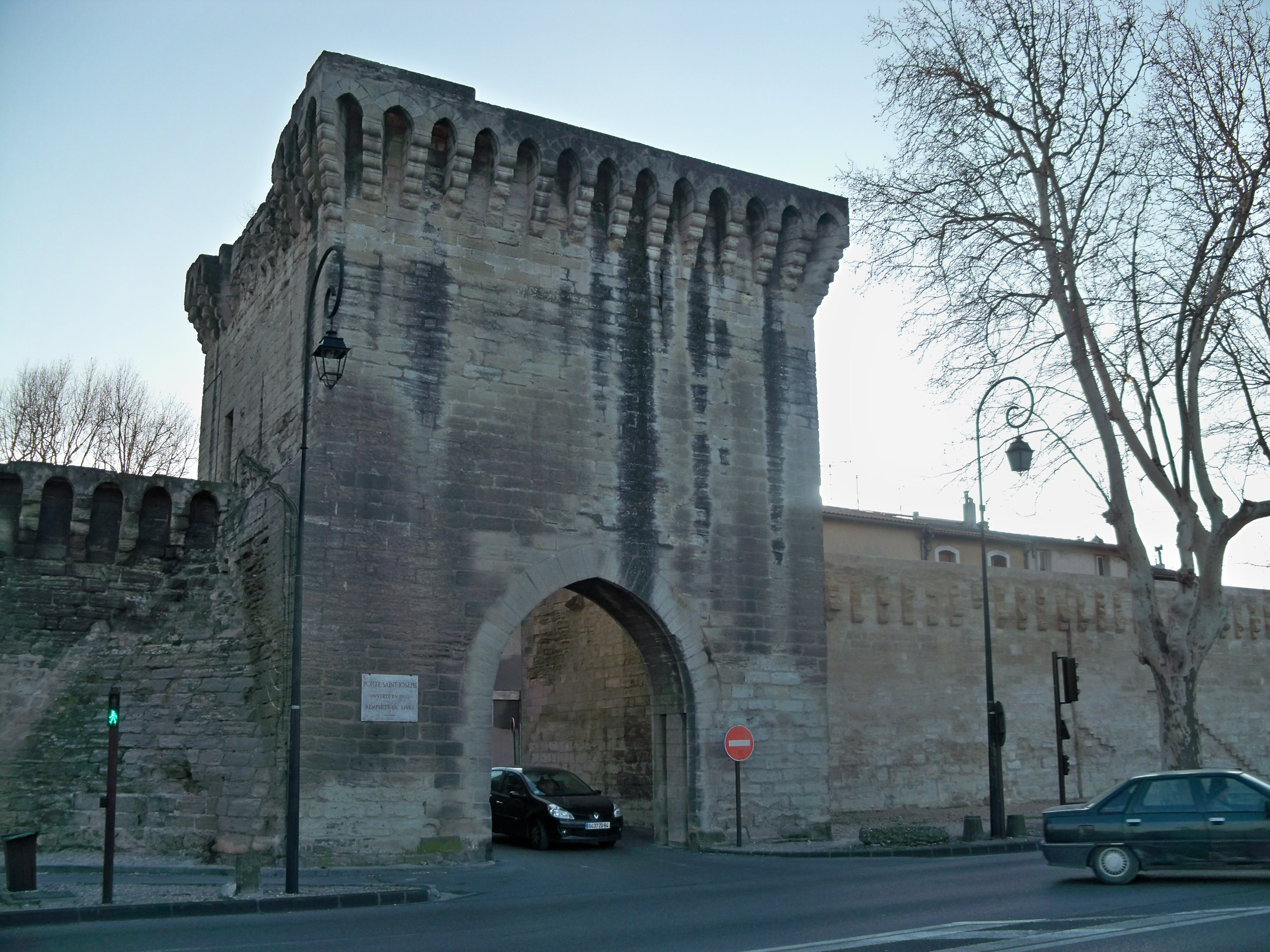
Porte Saint-Joseph.

La porte Saint-Joseph, brèche moderne percée non pas dans le rempart comme les autres, mais à la base d'une tour, est située entre la porte Saint-Lazare et la porte de la Ligne.

#### Porte de la Ligne

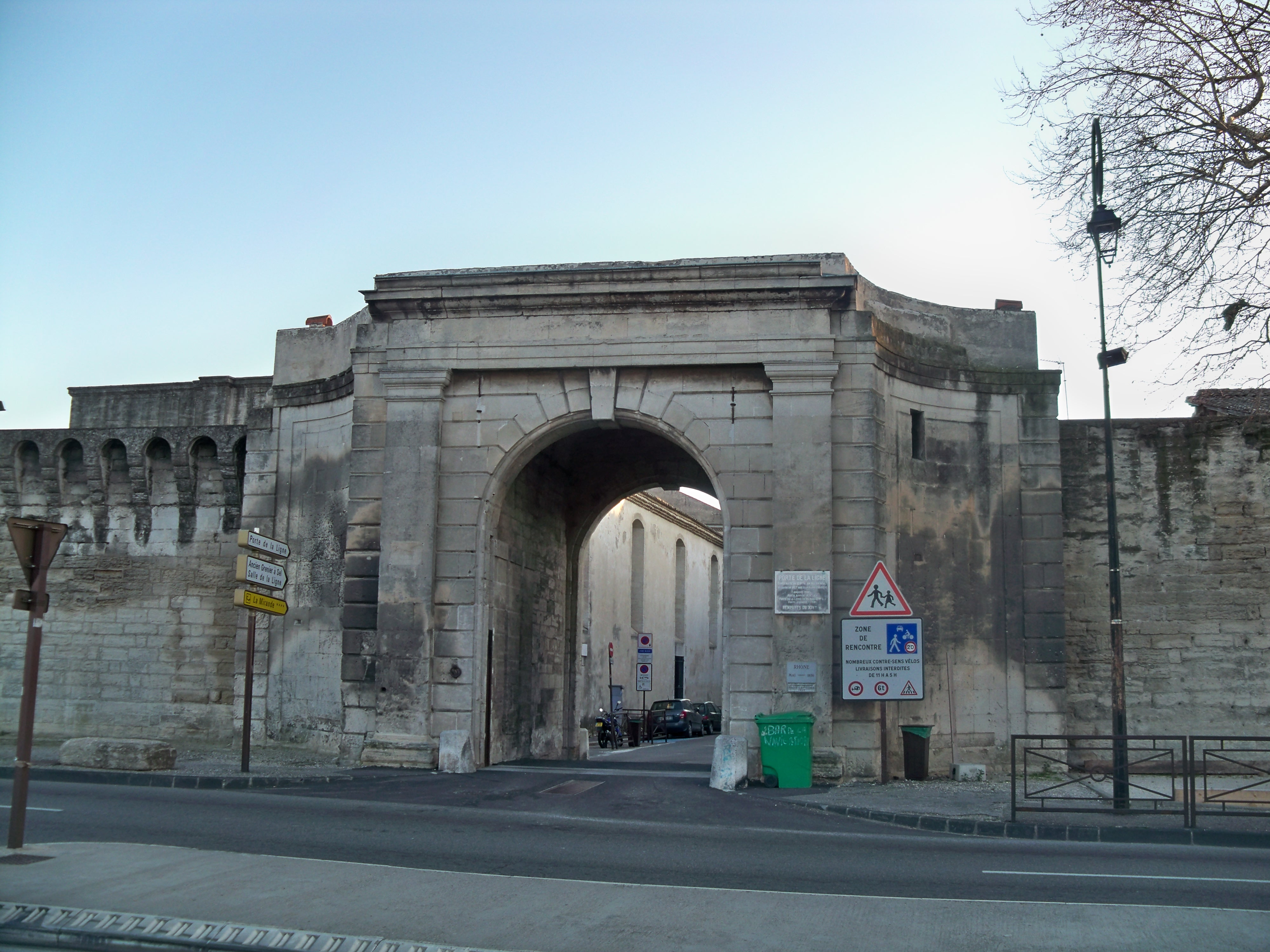
Porte de la Ligne.

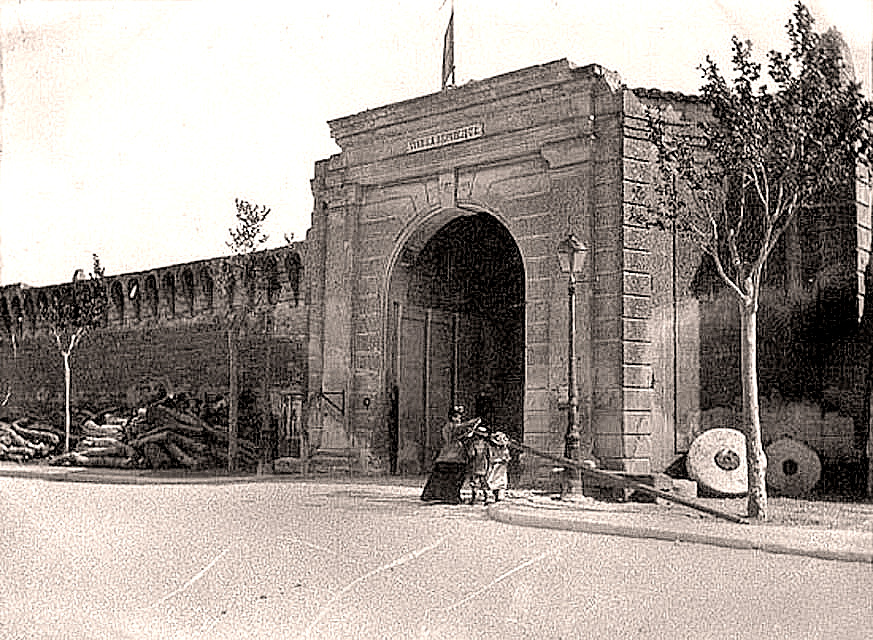
Porte de la Ligne avec des troncs d'arbres flottés entreposés contre le rempart.

La porte de la Ligne est située au nord-est de la ville, face au Rhône et à l'île de la Barthelasse. Elle était initialement la seule porte de l'enceinte qui ne soit pas élevée au débouché d'une rue. En 1757, elle fut déplacée d'une centaine de mètres, face au Grenier à Sel, et reconstruite sur les plans de Jean-Pierre Franque (fils de l'architecte Jean-Baptiste Franque).
Les anciens noms de la porte de la Ligne ont été porte Aurose (XIVe siècle), porte de la Lègne ou du Bois (XVe siècle), et porte d'Orange (1792).

#### Porte du Rocher

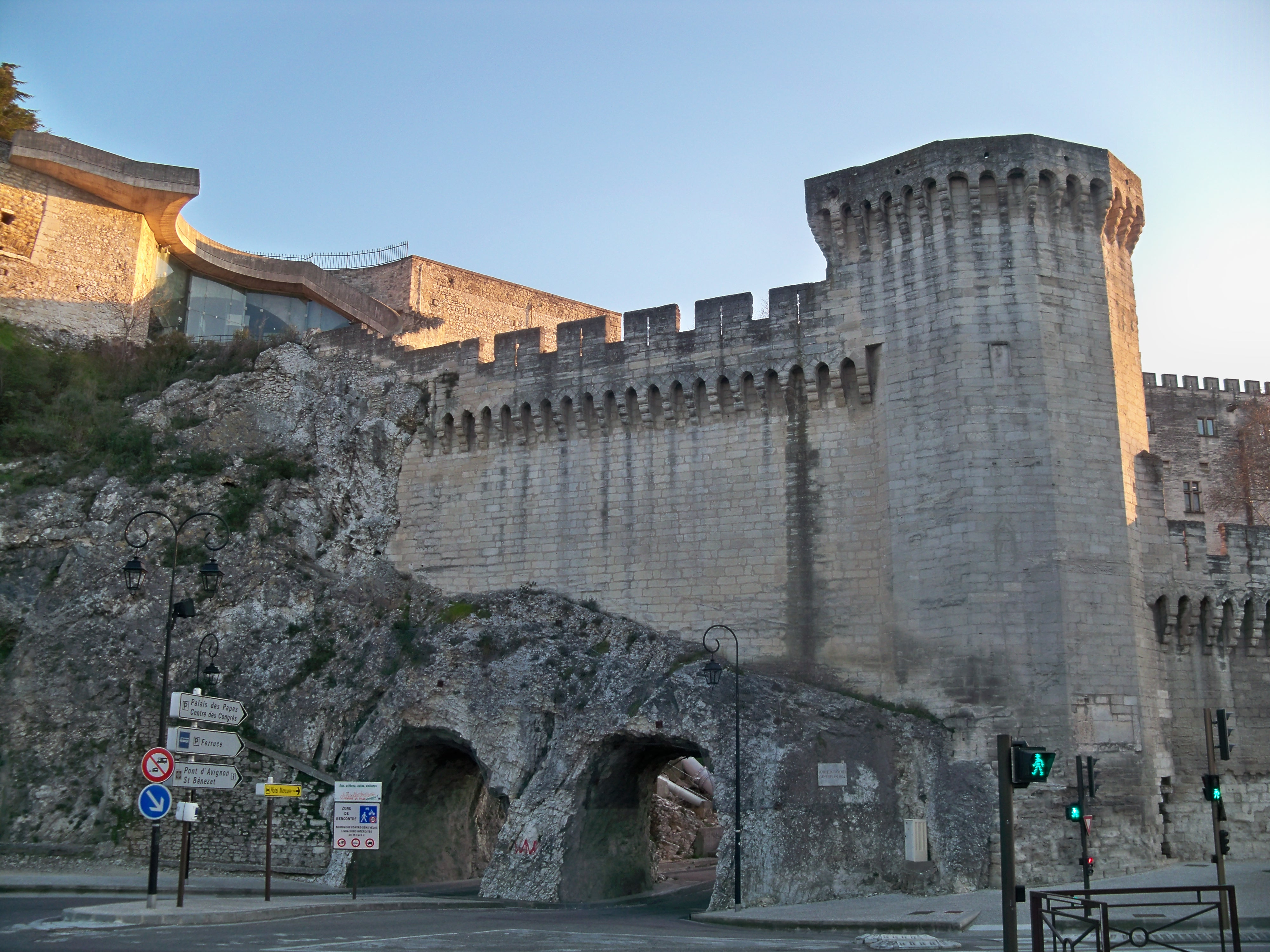
Porte du Rocher dominée par la tour du rempart de l'Oulle.

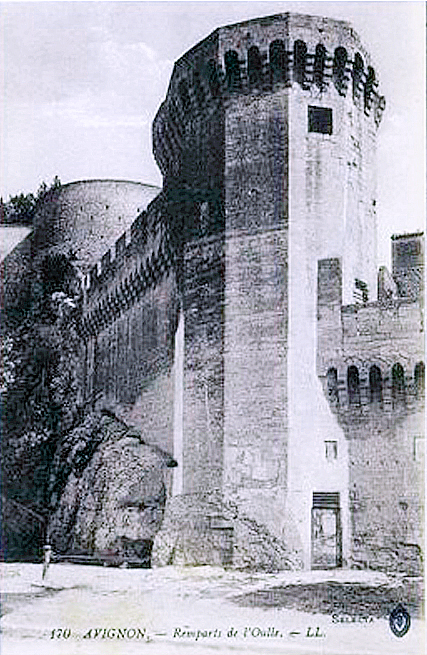
Tour du rempart de l'Oulle.

Dernière née des portes d'Avignon, elle est percée sous le rocher des Doms, depuis 1974. Une poterne, permettant le passage de piétons, est percée au pied de la tour du rempart. 

#### Porte du Rhône

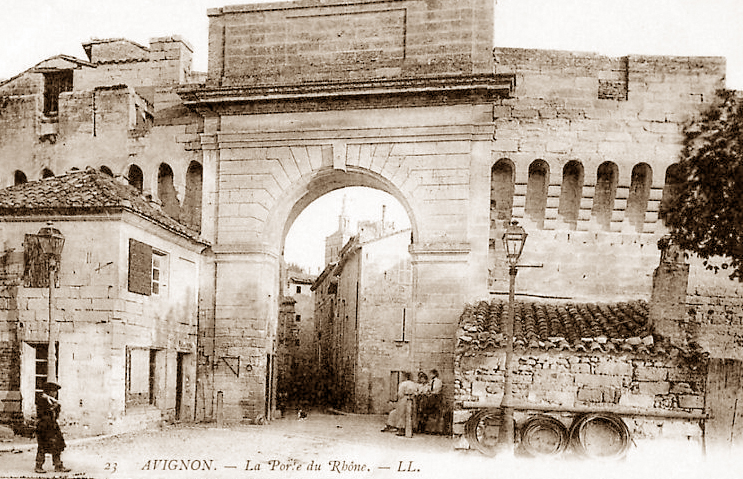
Porte du Rhône, fin XIXe siècle.

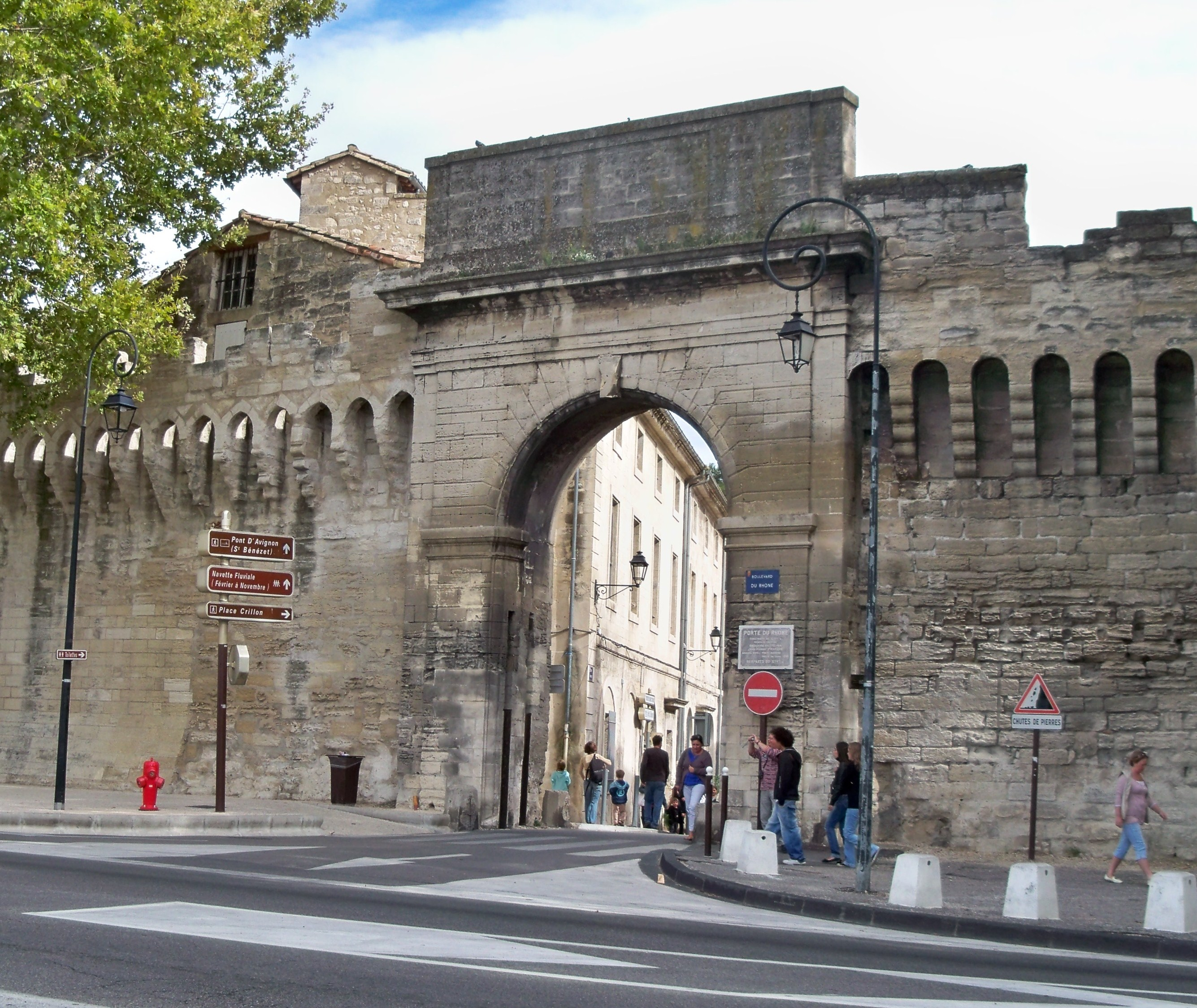
Porte du Rhône.

La porte du Rhône est située au nord de la ville, à proximité directe du pont Saint-Bénézet, face au Rhône et à l'ile de la Barthelasse.
Construite initialement au XIVe siècle, en même temps que le reste des remparts. Démolie en 1760, elle fut reconstruite par Jean-Pierre Franque en 1761. 
Les anciens noms de la porte du Rhône ont été porte Aiguière puis porte du Gard en 1792.

#### Porte de l'Oulle

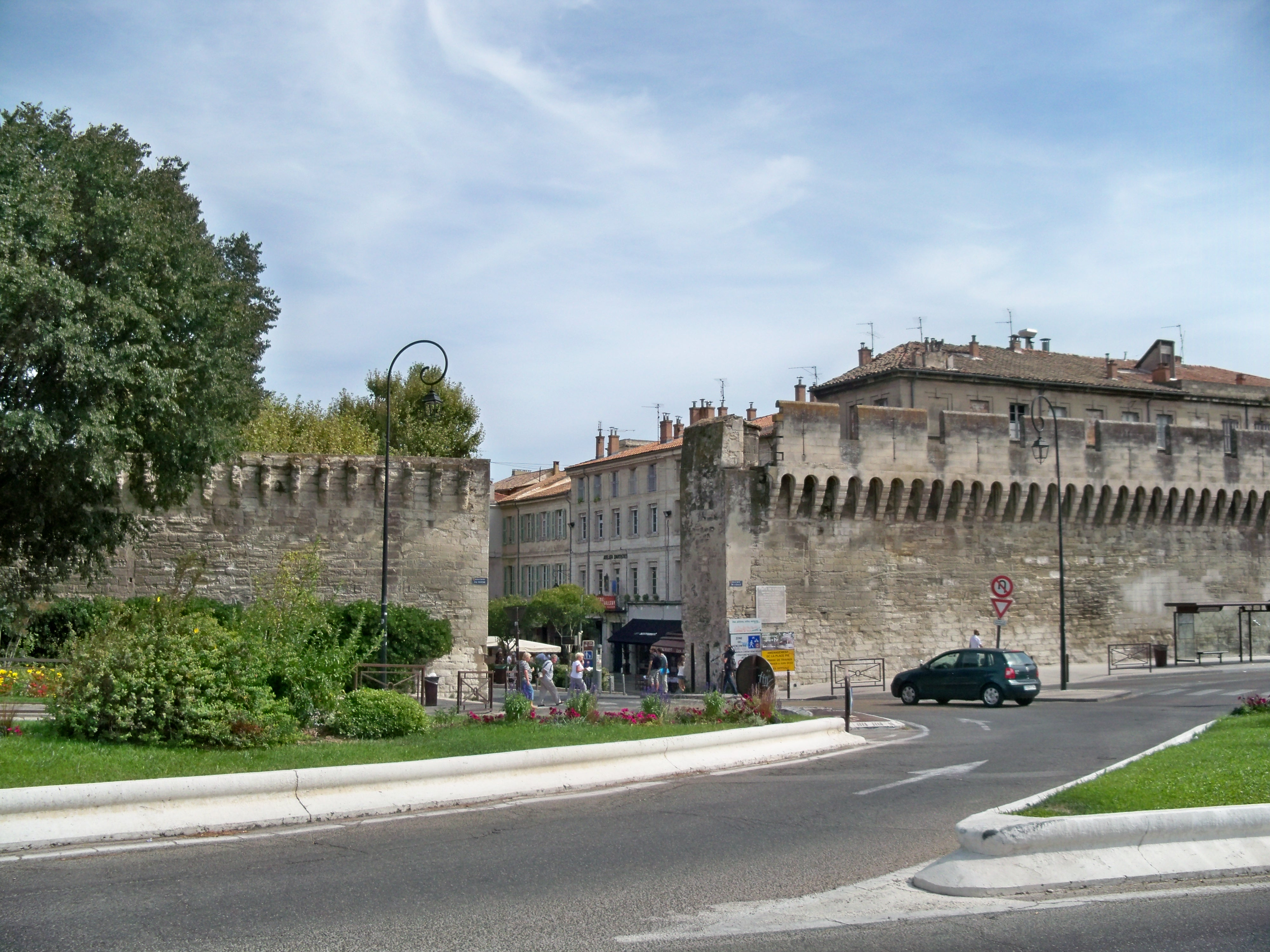
Porte de l'Oulle.

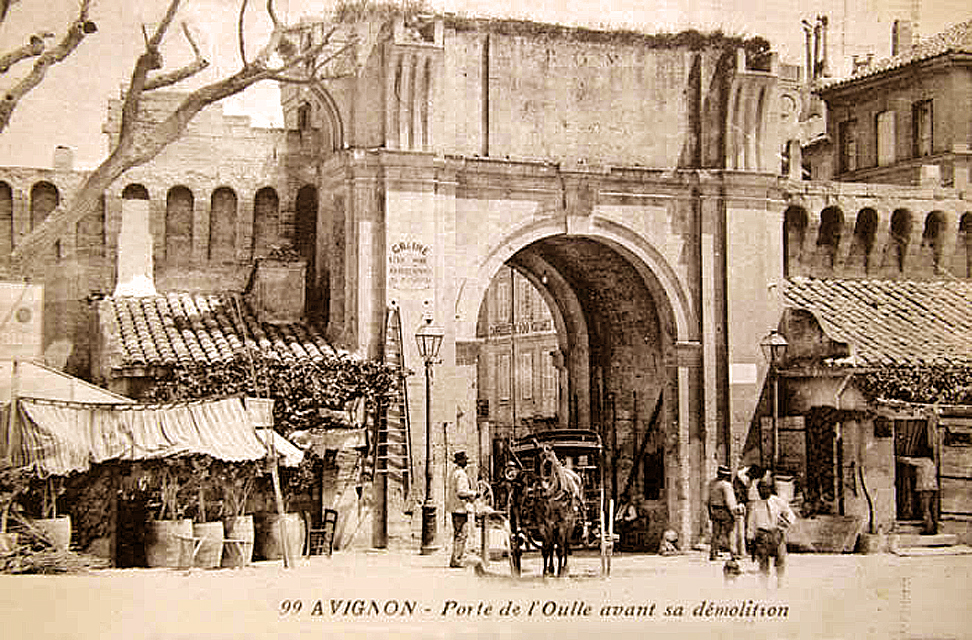
Porte de l'Oule avant sa démolition.

La porte de l'Oulle est située au nord-ouest de la ville, face au Rhône et à l'île de la Barthelasse et ouvre sur la rue Folco de Baroncelli.
Construite au XIVe siècle, elle est reconstruite sur un alignement légèrement modifié en 1786 par Jean-Baptiste Péru II, petit-fils de Jean Péru. Elle est définitivement détruite en 1900 sous la municipalité Gaston Pourquery de Boisserin. .
Les anciens noms de la porte de l'Oulle ont été porte Saint-Jacques (XIVe siècle), porte du Limas (XVe et XVIe siècles), porte du Mail (XVIIe siècle), porte Pie (1784) et porte de l'égalité (1792).

#### Porte Saint-Dominique

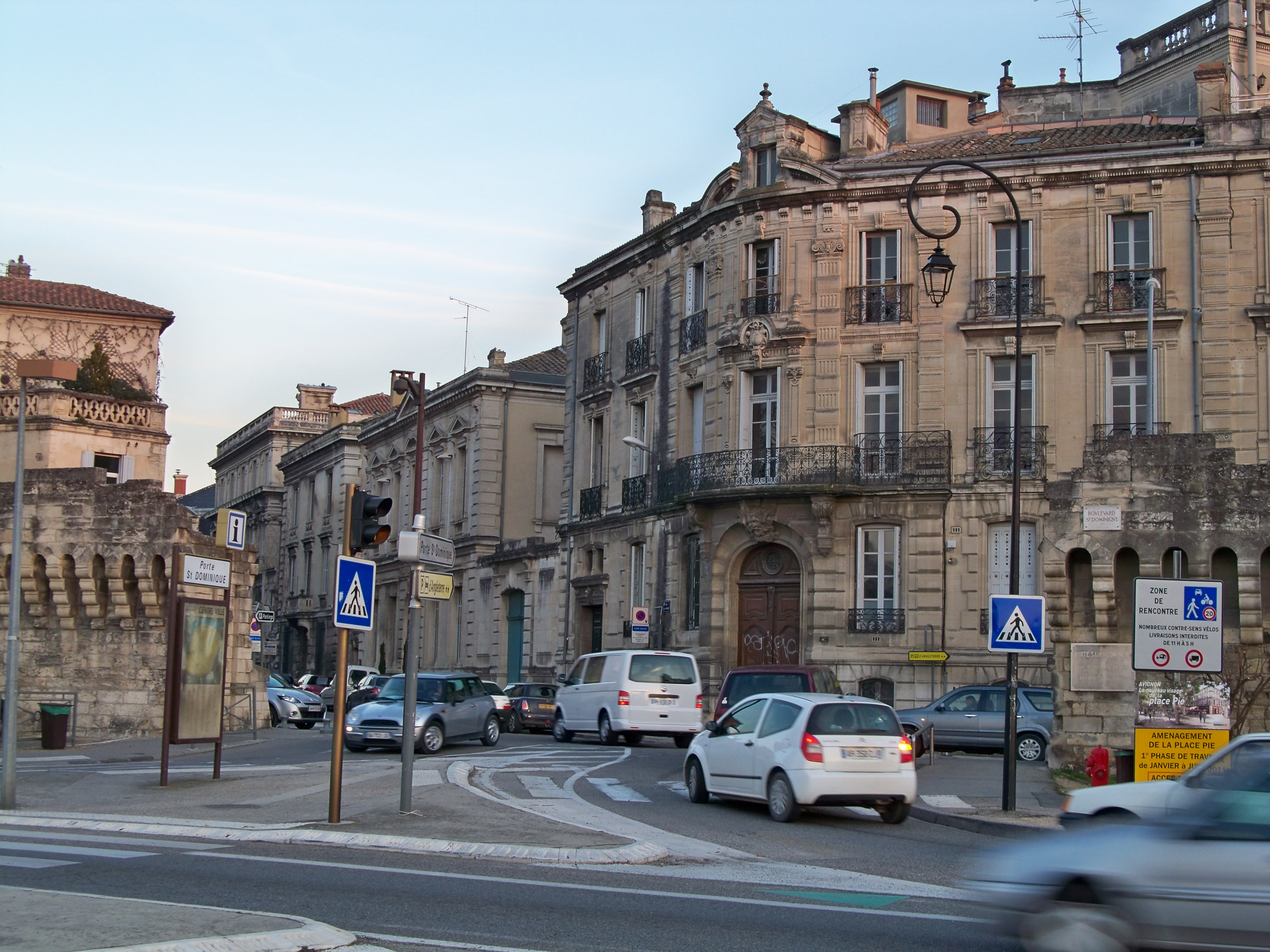
Porte Saint-Dominique.

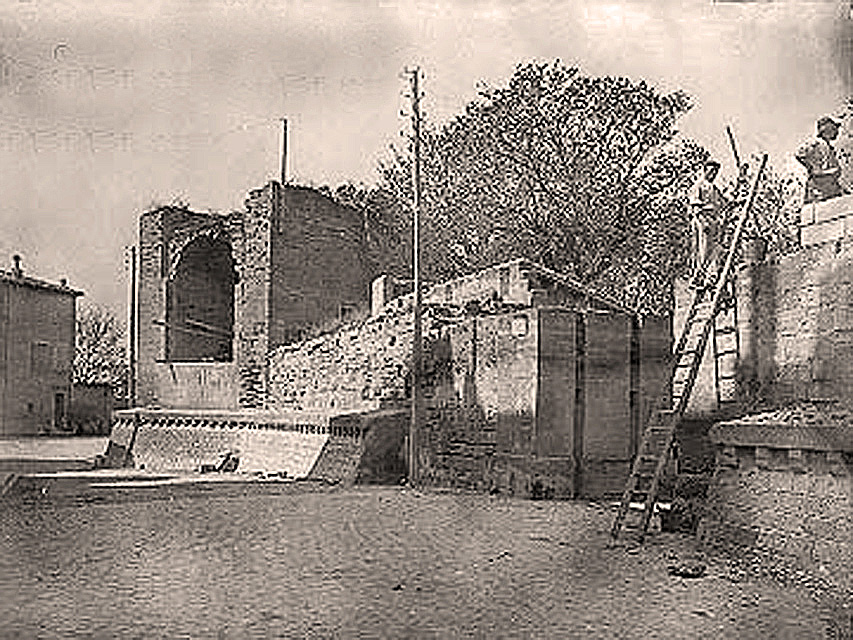
Aménagement de la brèche Saint-Dominique au début du XXe siècle.

La porte Saint-Dominique est une brèche moderne située à l'ouest de la ville, au débouché de la rue Victor-Hugo, face au Rhône et à l'île de la Barthelasse.

### Tours
Innocent VI, ayant repris comme maître d'œuvre, Juan Fernandez de Heredia, capitaine des armes du Comtat, ses plans furent suivis de 1350 à 1364. Ce qui explique que la plupart des tours sont très saillantes hors de la courtine, dont le chemin de ronde passe derrière elles ou qui se trouve interrompu par les flancs. De plus, ces tours sont généralement ouvertes à la gorge.

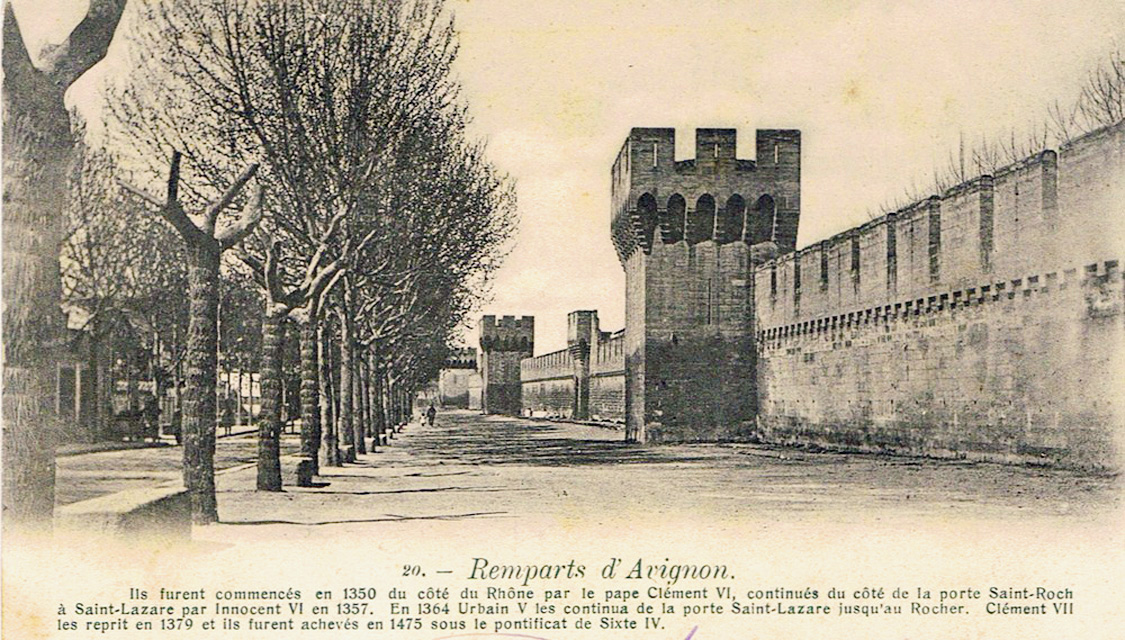
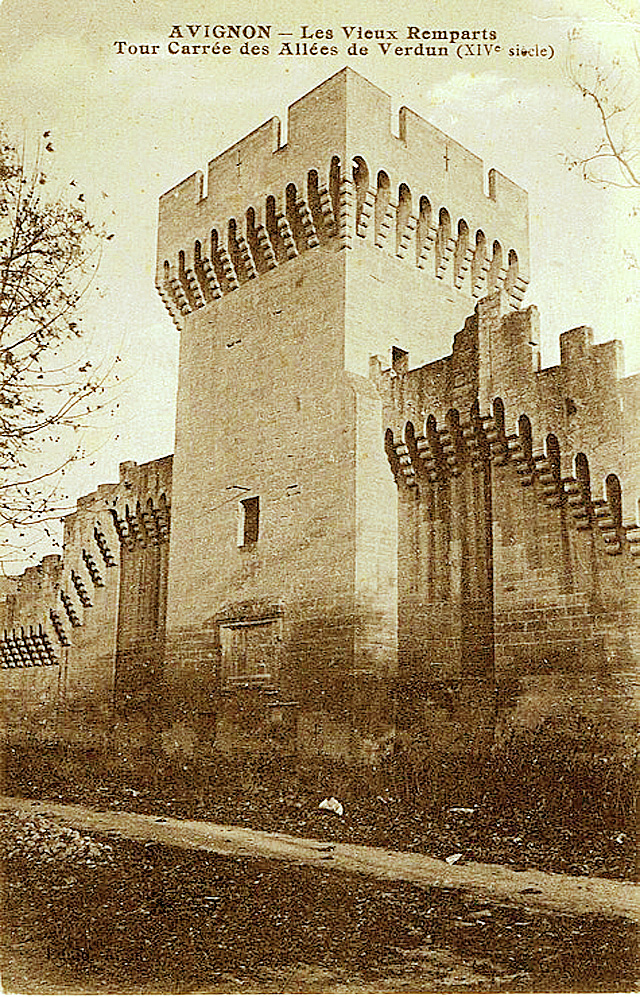
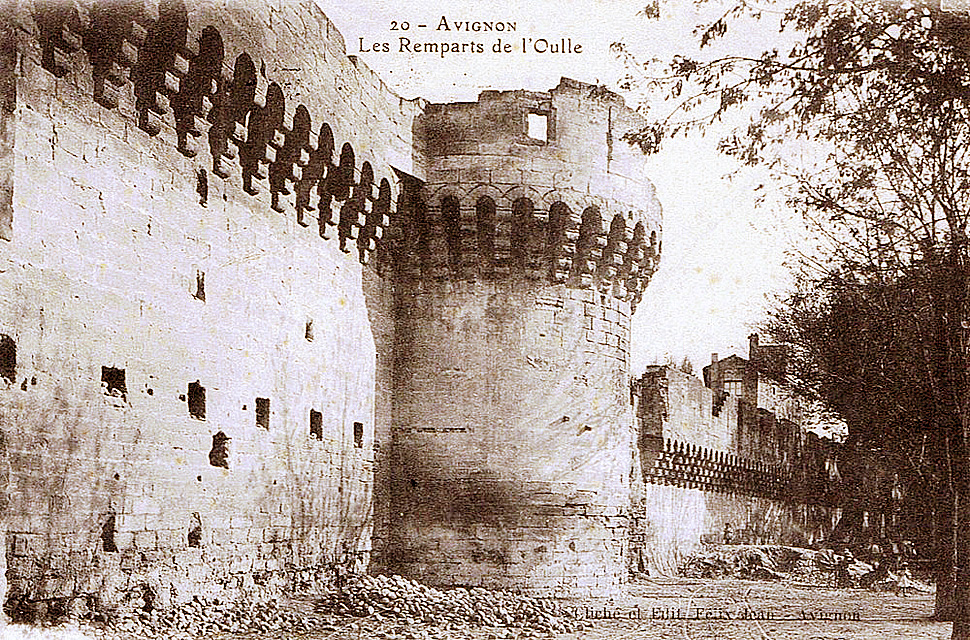
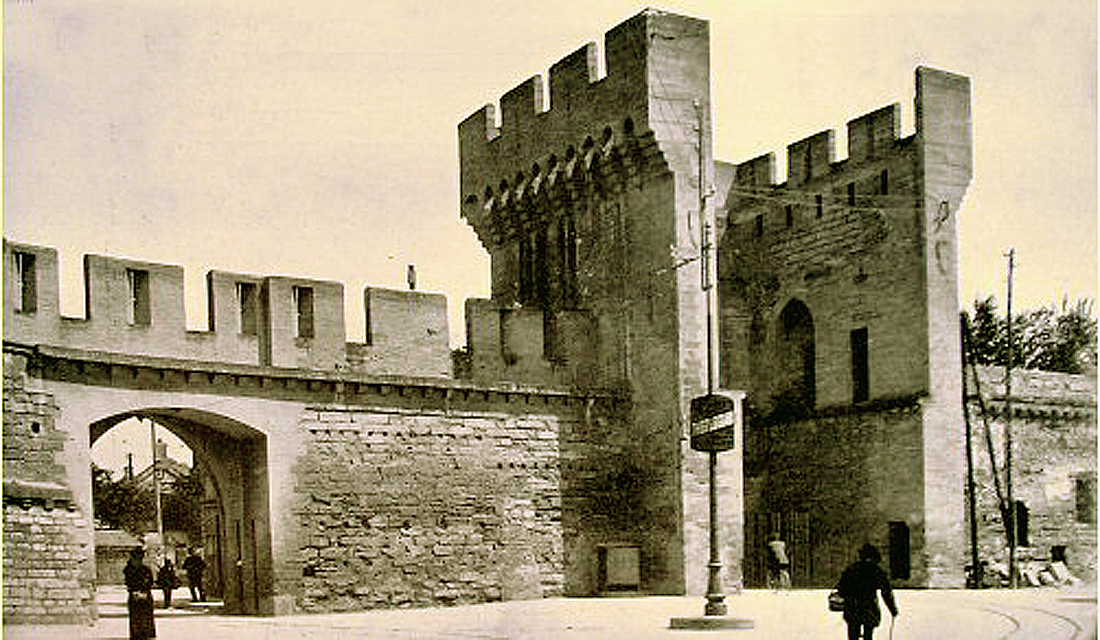
Tour carrée et évidée (porte Saint-Lazare).

Contrairement aussi aux usages admis dans la fortification française des XIIIe et XIVe siècles, les tours carrées des remparts d’Avignon sont ouvertes du côté de la ville, et ne pouvaient tenir, par conséquent, du moment que l’ennemi s’était introduit dans la cité. 

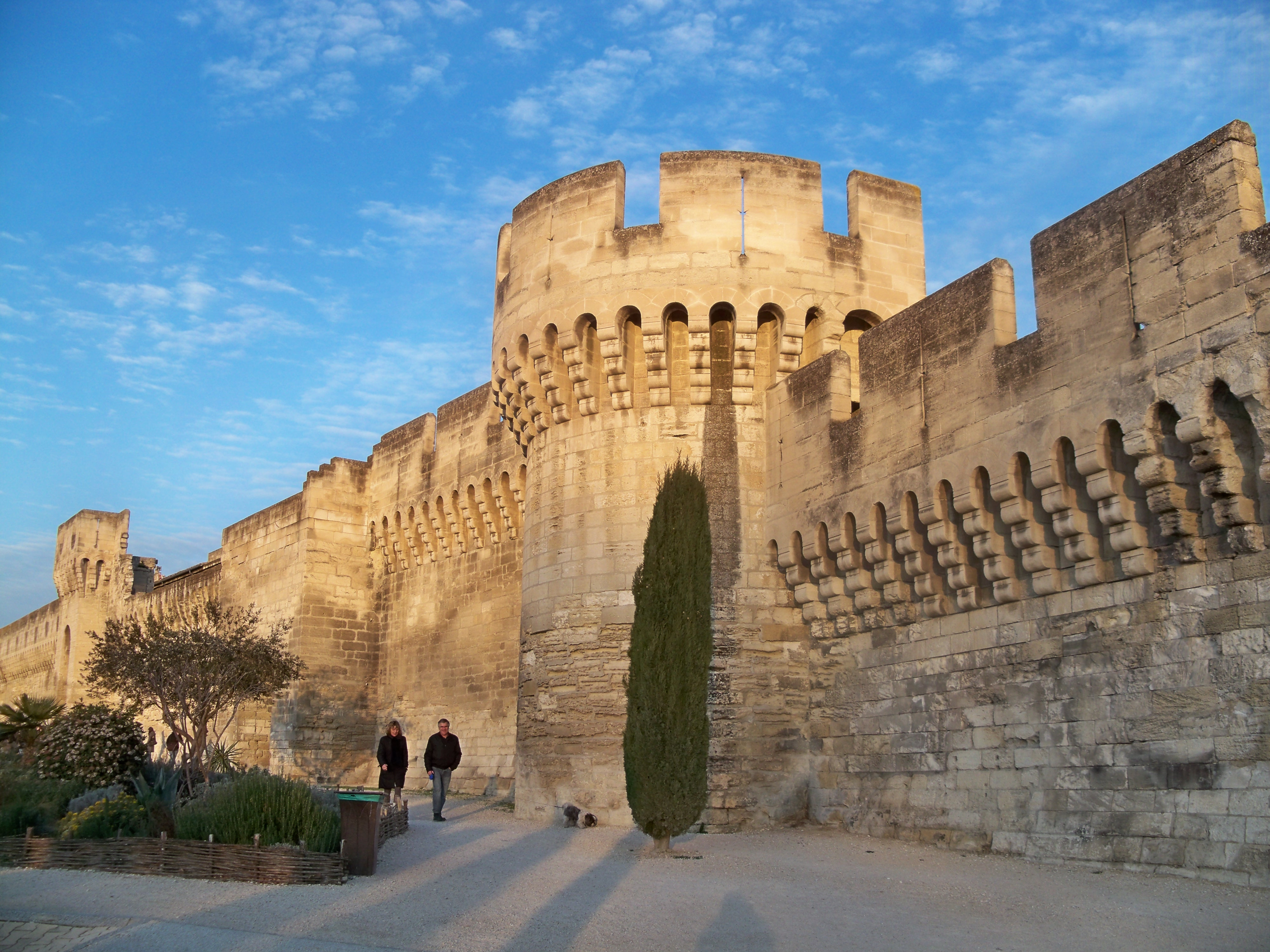
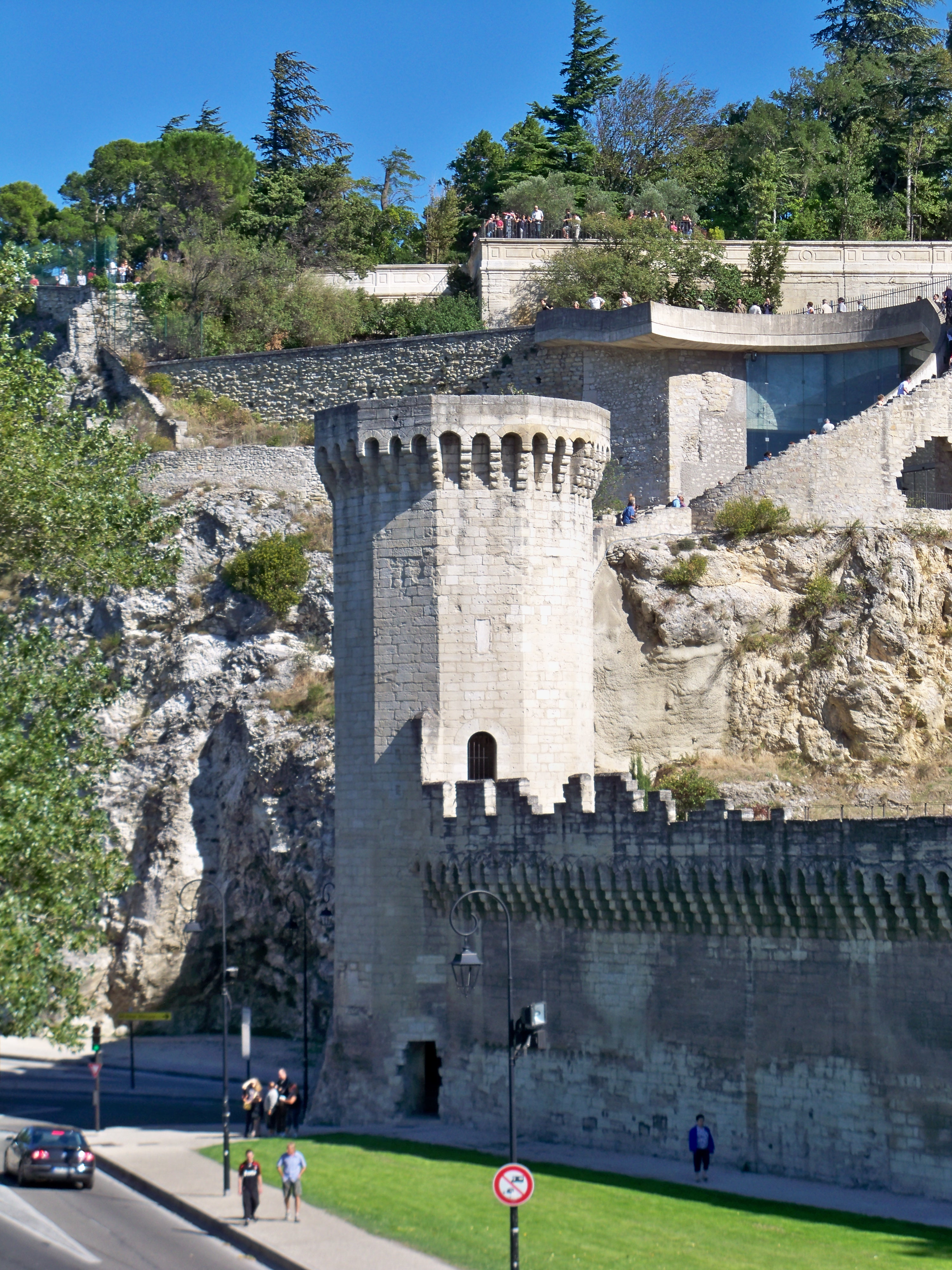
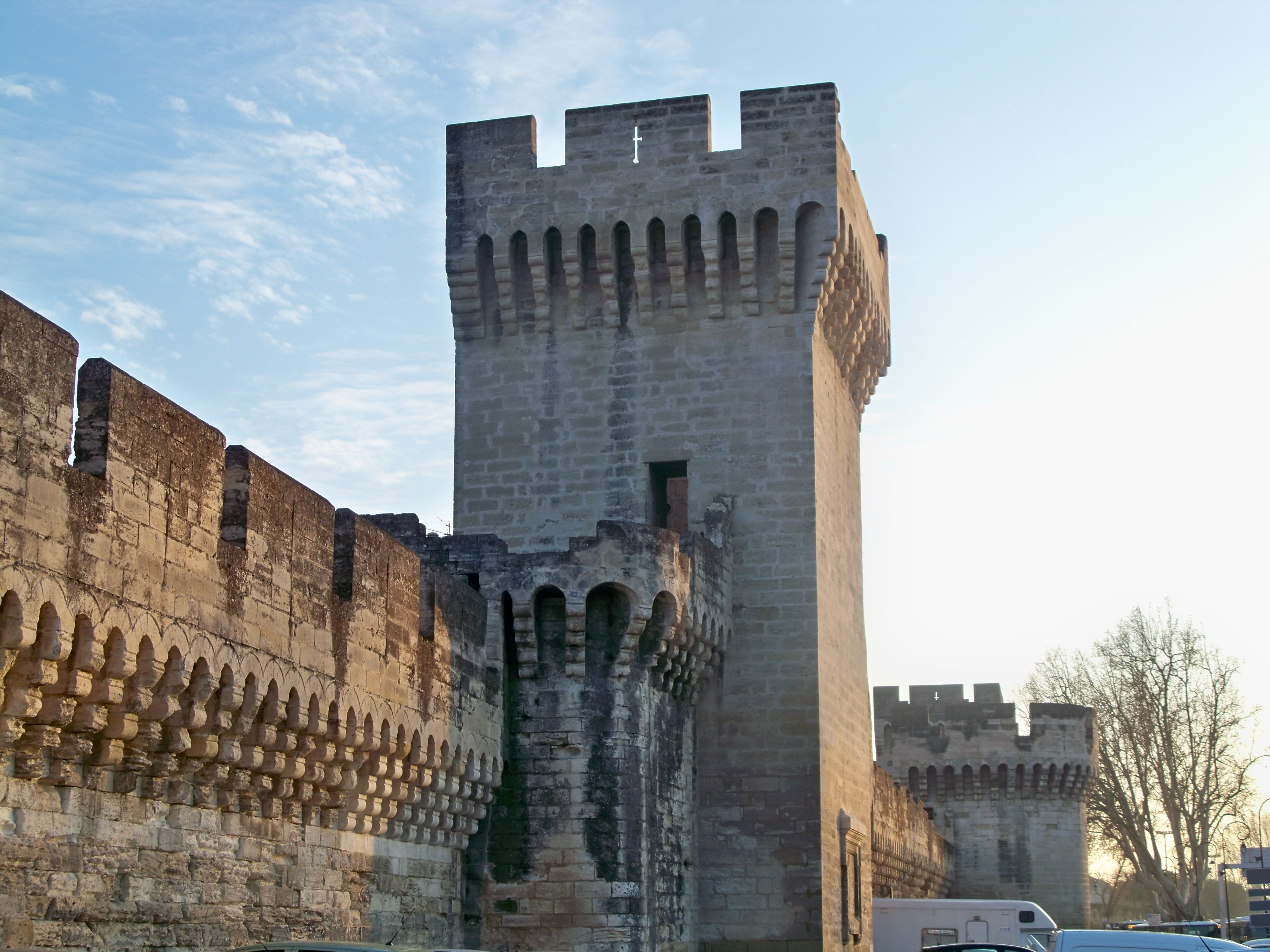

### Poternes
Les poternes sont des percées dans les remparts, permettant un accès piétonnier. Pour la plupart, elles sont ouvertes du côté des berges du Rhône.

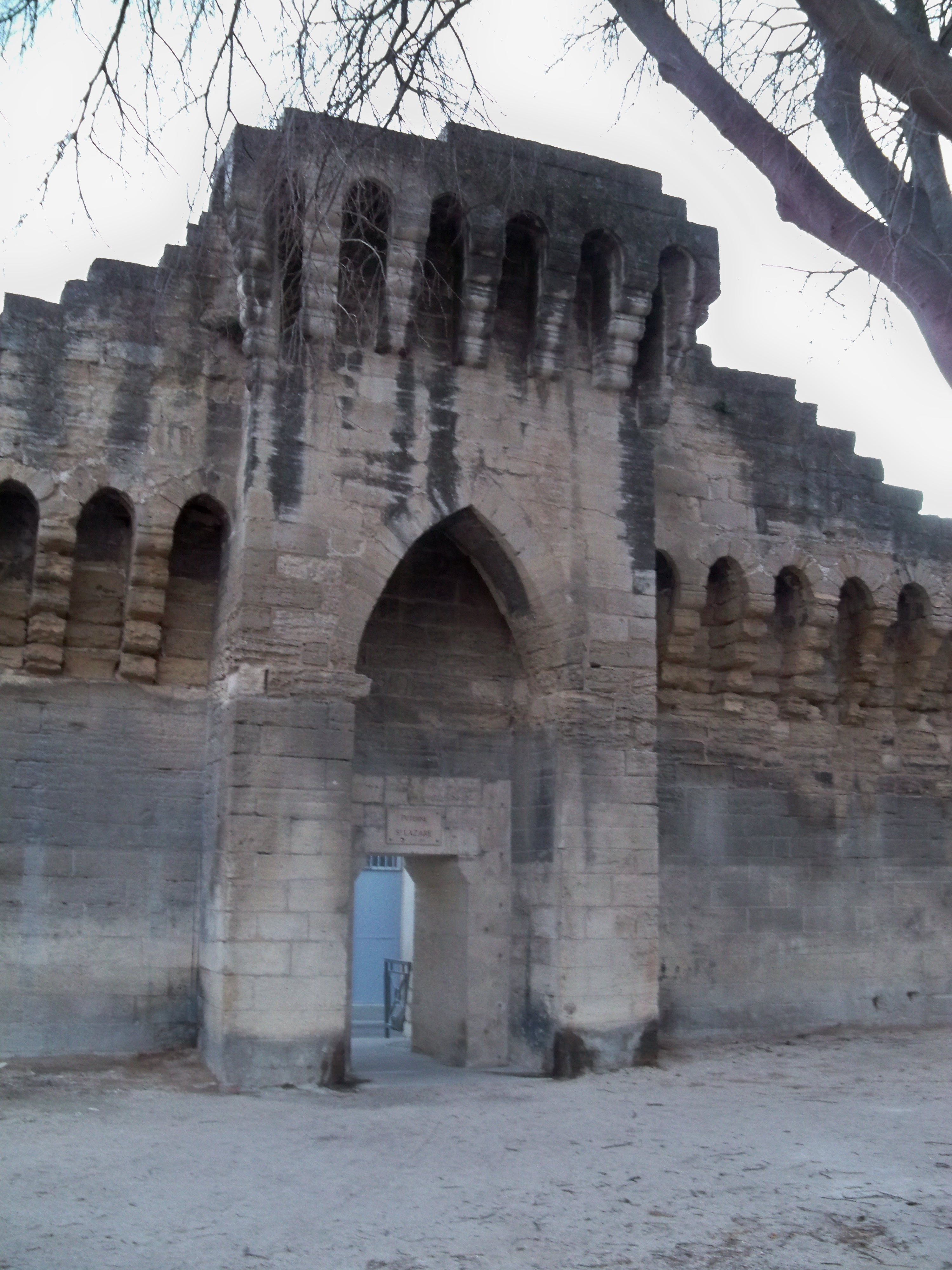
Poterne Saint-Lazare.
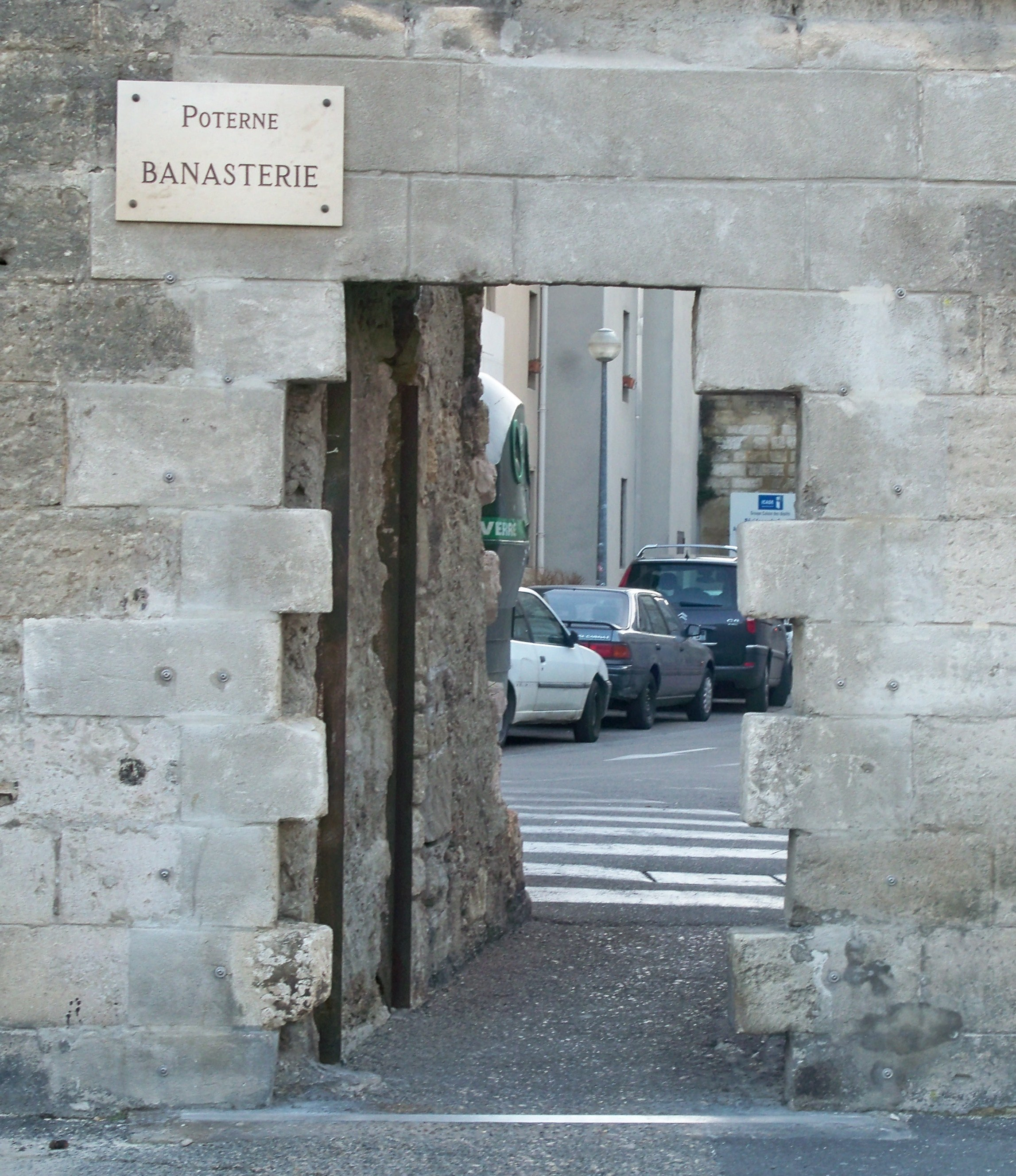
Poterne de la Banasterie.
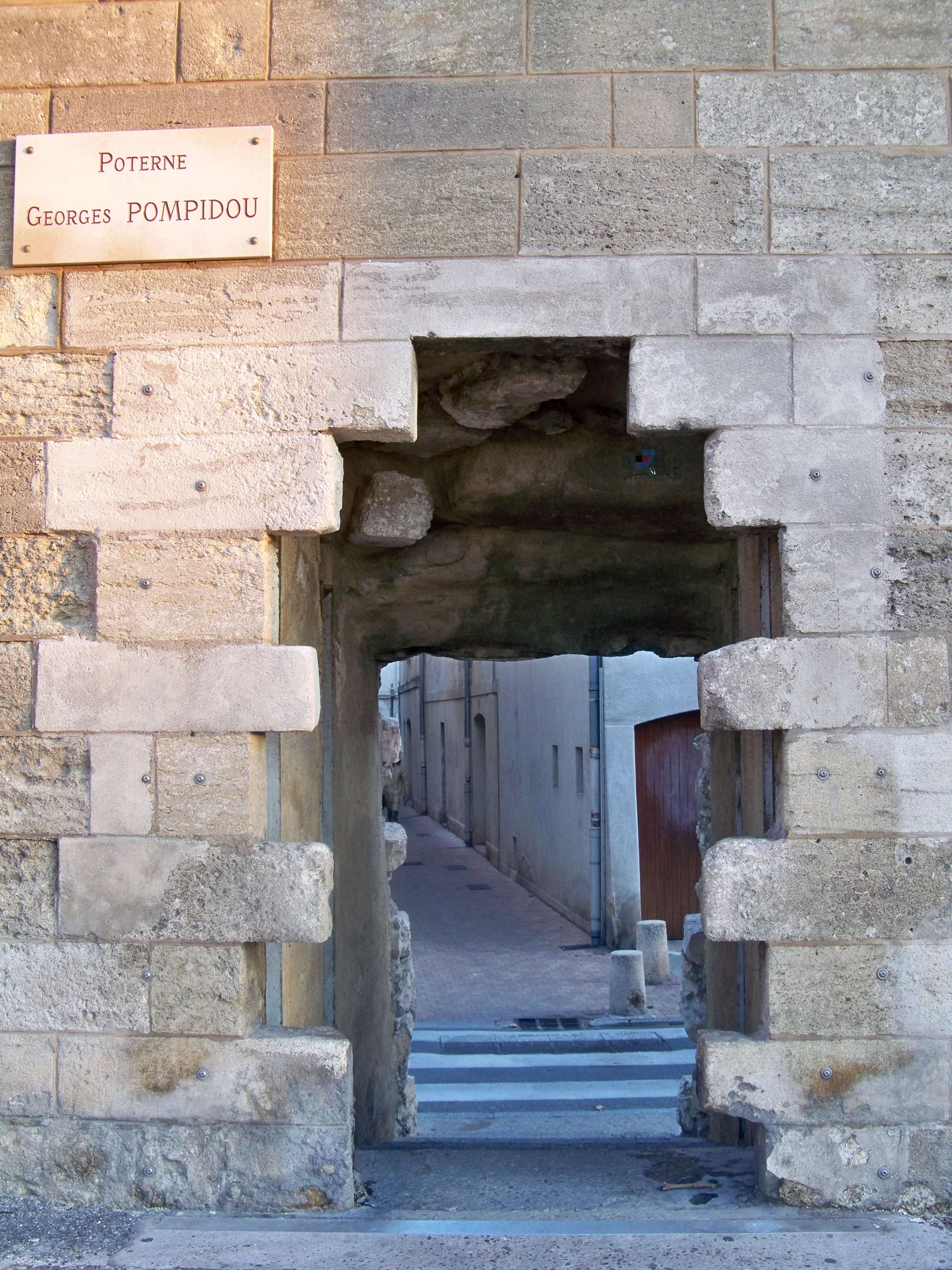
Poterne Georges-Pompidou.
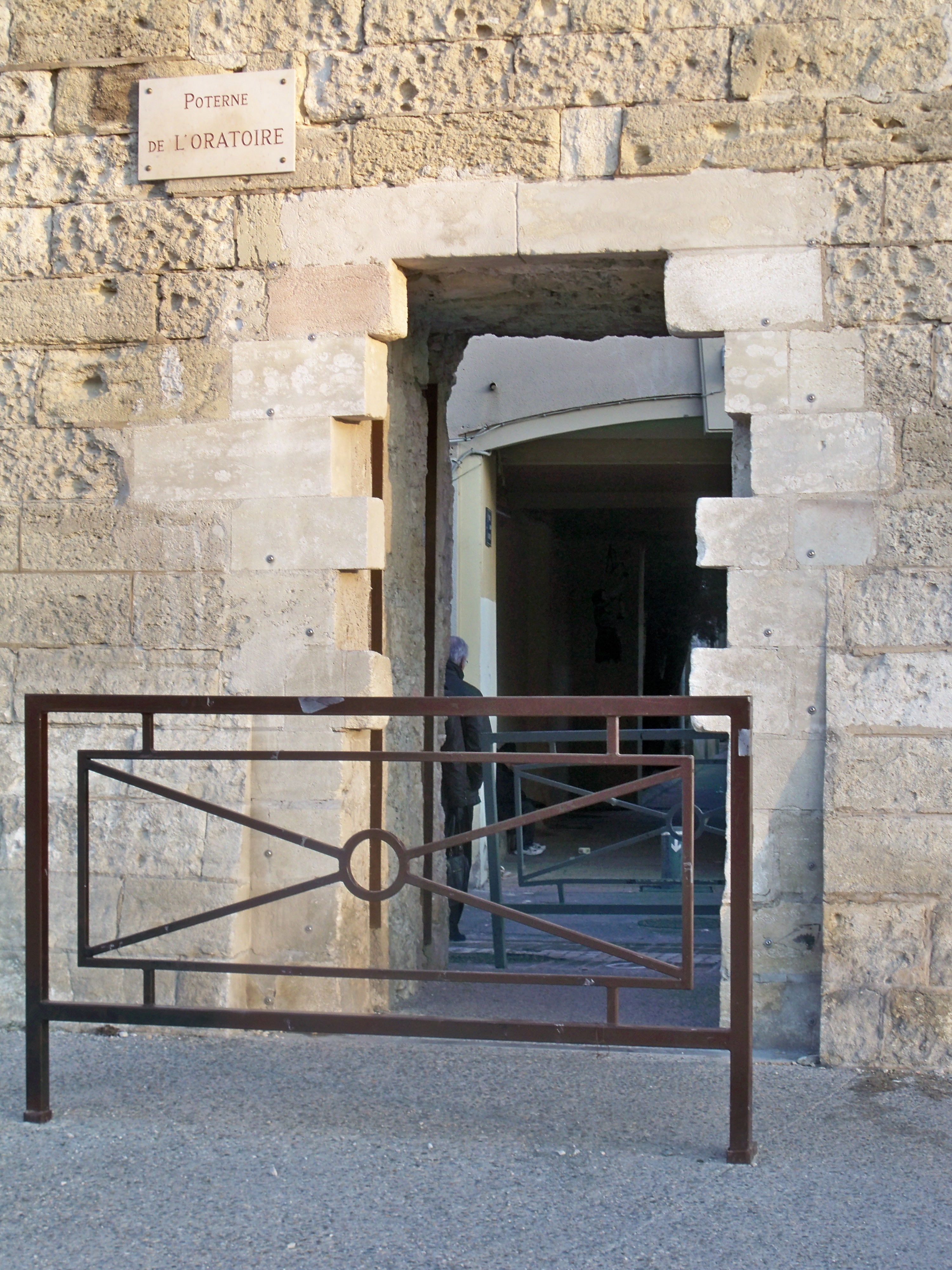
Poterne de l'Oratoire.
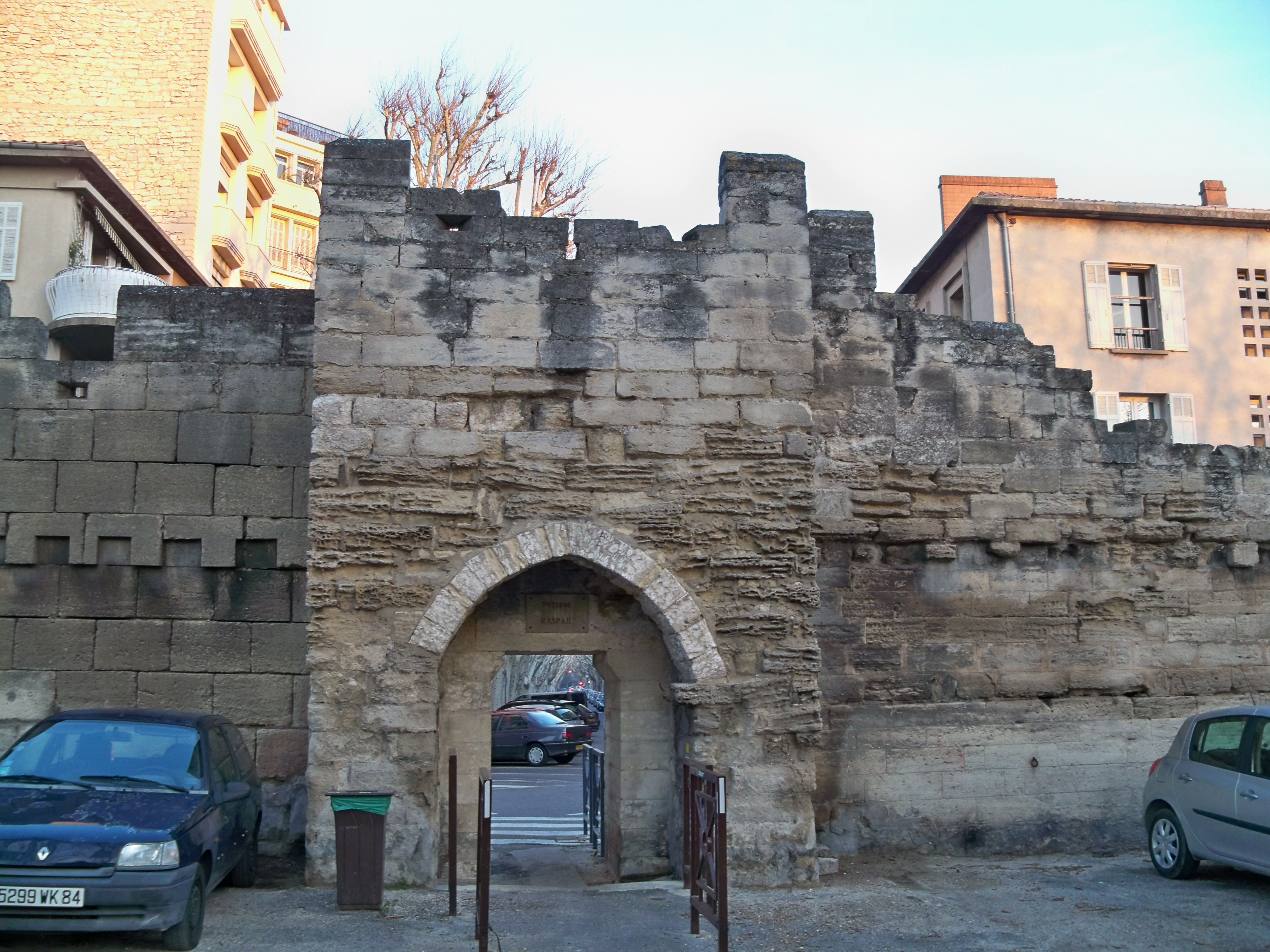
Poterne Raspail.

La poterne Saint-Lazare est située entre la porte Saint-Lazare et la porte Saint-Joseph, c'est la plus à l'est des poternes, sur les bords du Rhône. Située au bout de la rue de la Banasterie, la poterne de la Banasterie se trouve à l'est du Rocher des Doms, et permet d'accéder au quai de la Ligne, sur les bords du Rhône. Située en bout de la rue de Limasset, la poterne Georges Pompidou donne accès au boulevard du Rhône. La poterne de l'Oratoire permet de relier le parking des allées de l'Oulle, au centre-ville. La poterne Raspail, la plus à l'ouest des poternes, est située entre la porte Saint-Roch et la porte Saint-Dominique. La poterne Saint-Michel, entre la porte Saint-Michel et la porte de la République, met en communication la banlieue côté Saint-Ruf avec la Cité Administrative. La poterne Teinturiers (voir ci-dessous)

#### Vannes de la rue des Teinturiers
Dans l'axe de la rue des Teinturiers, une percée laisse passer sous les remparts un canal de la Sorgue, qui longe ensuite la rue. Un passage piétonnier est aménagé au-dessus du canal, avec une double sortie côté extramuros, de part en part des vannes de sécurité.

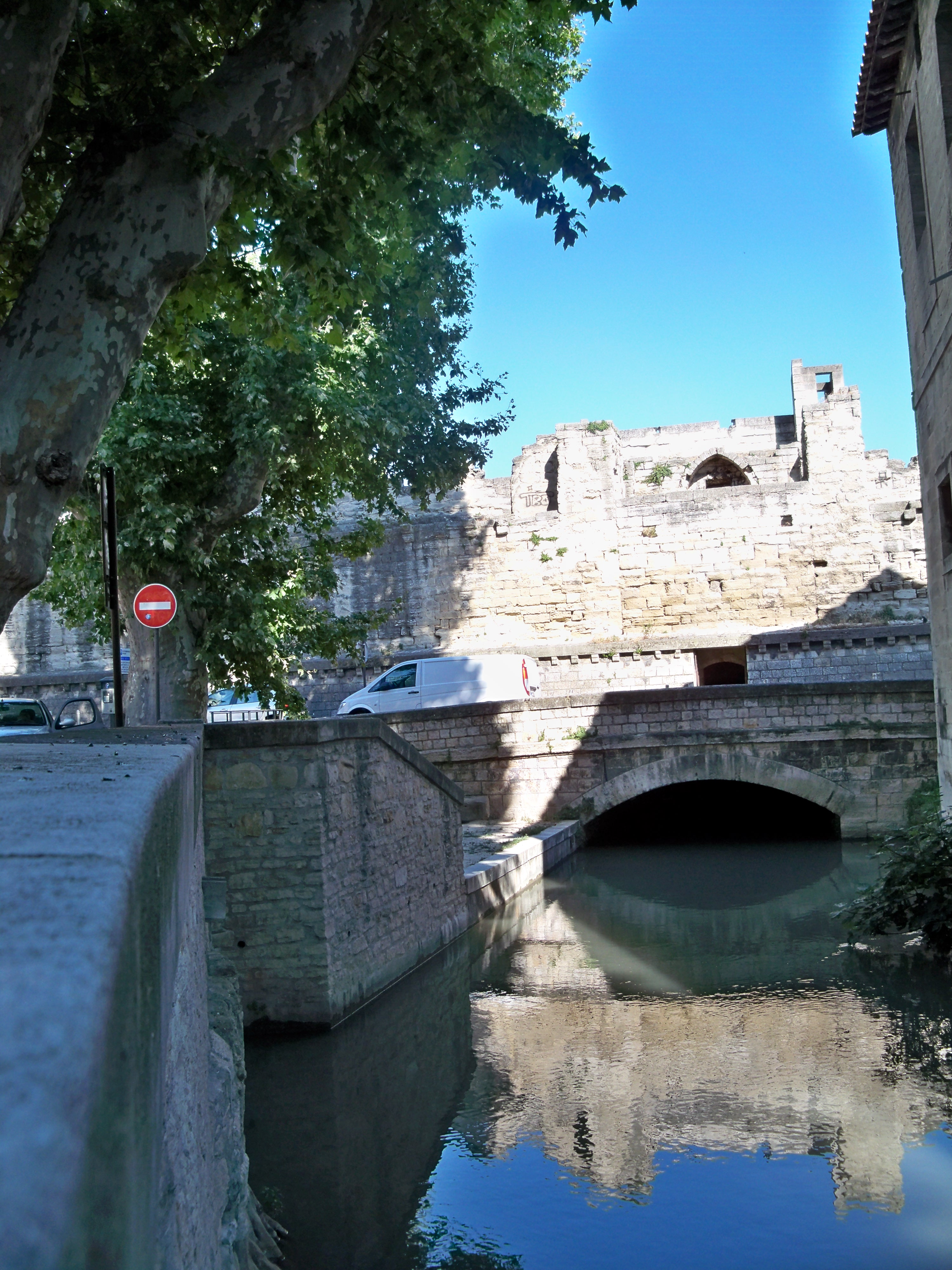
Percée côté intra-muros.
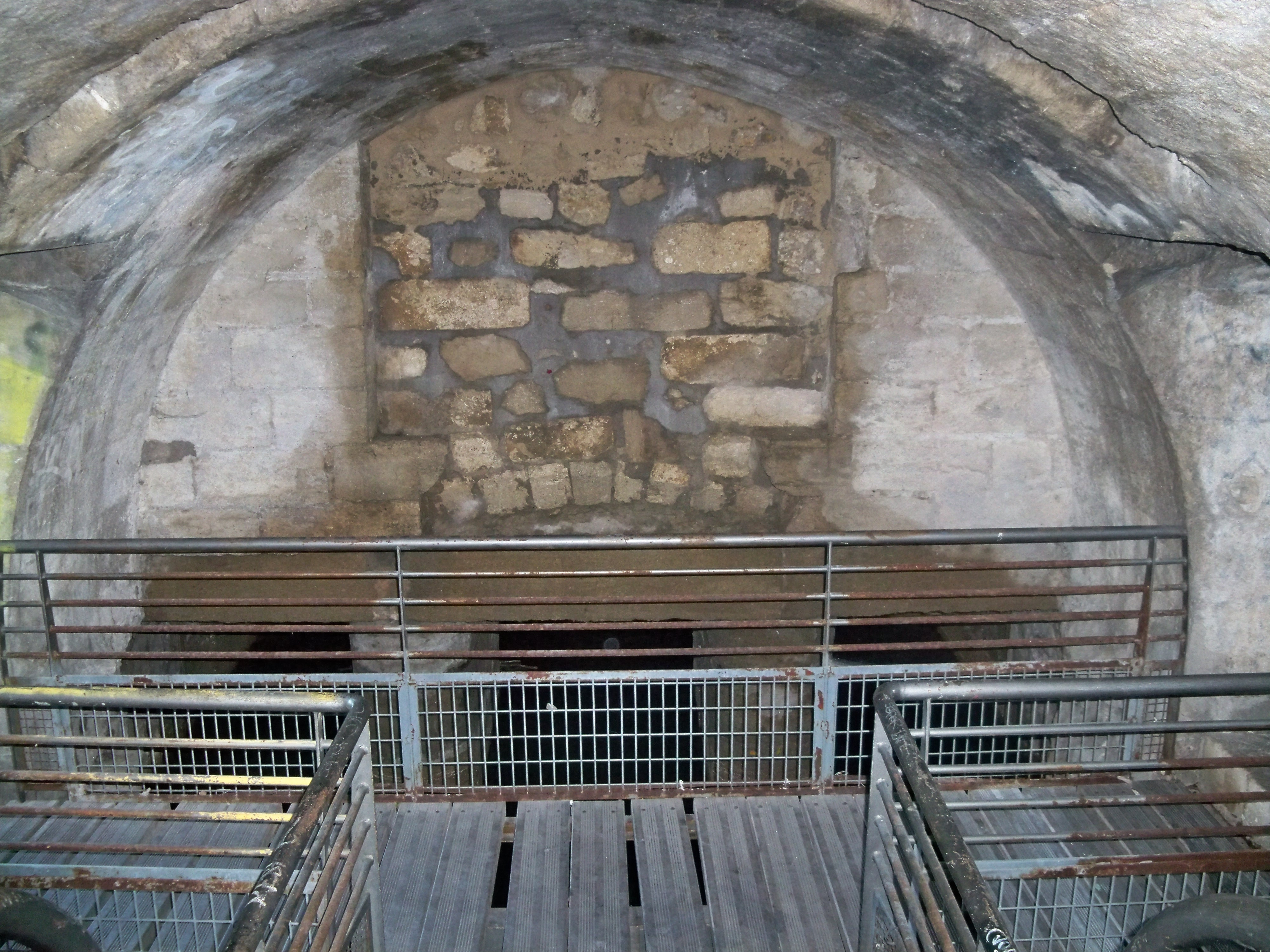
Intérieur du rempart.
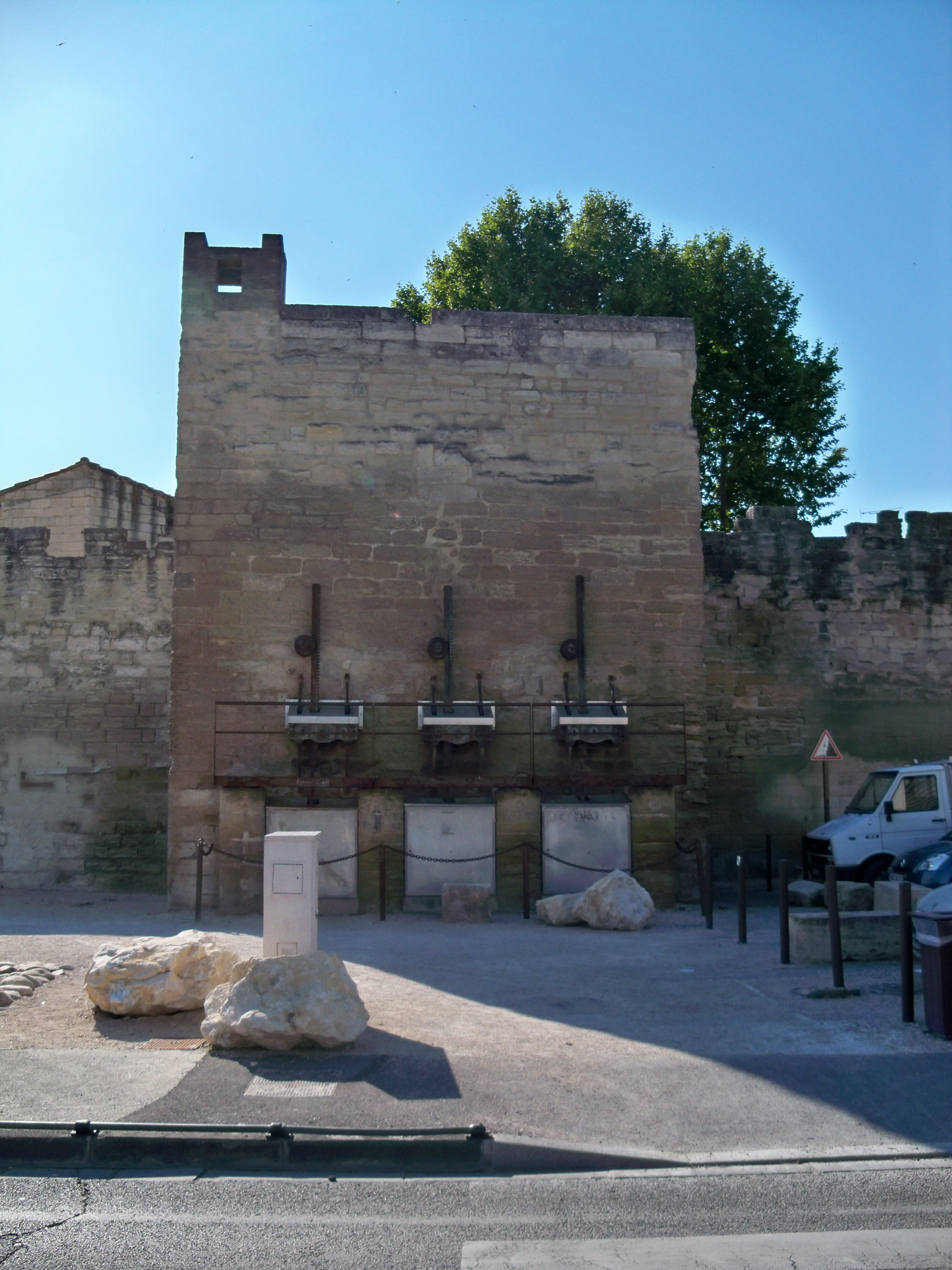
Extérieur du rempart.

## Projets de démolition auXIXesiècle

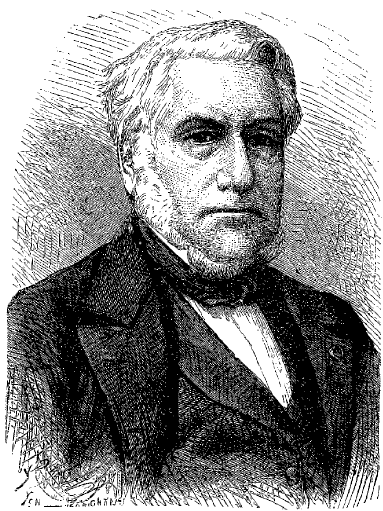
L'ingénieur Paulin Talabot.

En 1833, une campagne de presse fut lancée demandant la destruction des remparts entre la porte Sain-Roch et la porte Saint-Lazare. La raison invoquée était que toute la partie méridionale des fortifications médiévales était « un obstacle à l'embellissement et à l'assainissement des quartiers les plus intéressants de la ville ». Cette requête resta lettre morte.
Mais en cette première partie du XIXe siècle, l'idée de faire table rase des monuments du Moyen Âge, période d'obscurantisme, revenait avec régularité. Paulin Talabot, en 1846, dans le cadre de la construction du PLM, proposa de faire passer une voie ferrée sur le rempart nord. Dans son projet, il proposait pour empêcher toute critique que celui-ci soit « doublé d'un côté ou d'un autre suivant les convenances ». D'ailleurs, expliquait-il, le remblai serait maçonné et couronné de créneaux, ce qui permettrait de conserver à la cité des papes « son caractère original, pittoresque et Moyen Âge, mieux que les vieux remparts en mauvais état ». Comme il avait prévu de placer la gare à la porte de l'Oulle, un tunnel percerait le rocher des Doms.
Le conseil municipal d'Eugène Poncet se déclara très favorable. Il fut suivi par une partie de l'opinion publique qui pensait que ce remblai serait la meilleure des protections contre les crues du Rhône. Une voix s'éleva pourtant contre ce projet, ce fut celle d'Esprit Requien, immédiatement soutenu par Prosper Mérimée. Il lui écrivit :

« Personne ne déteste autant le pugilat que moi, mais ce que j'ai encore le plus en horreur, c'est de me laisser manger la laine sur le dos. À votre place, je ne me laisserai pas canuler par ces canailles du conseil municipal. Au point où les choses en sont venues, je crois que vous avez plus à perdre à la résignation qu'au regimbement... Vous avez une admirable invention au moyen de laquelle on vient à bout de monstres bien plus durs à cuire que ceux que dompta feu Hercule. C'est la presse. Il n'y a pas de maire, voire de ministre qui n'y laisse des plumes, quand on a surtout le bon droit. Usez-en... Battez-vous, battez-les »

— Prosper Mérimée.

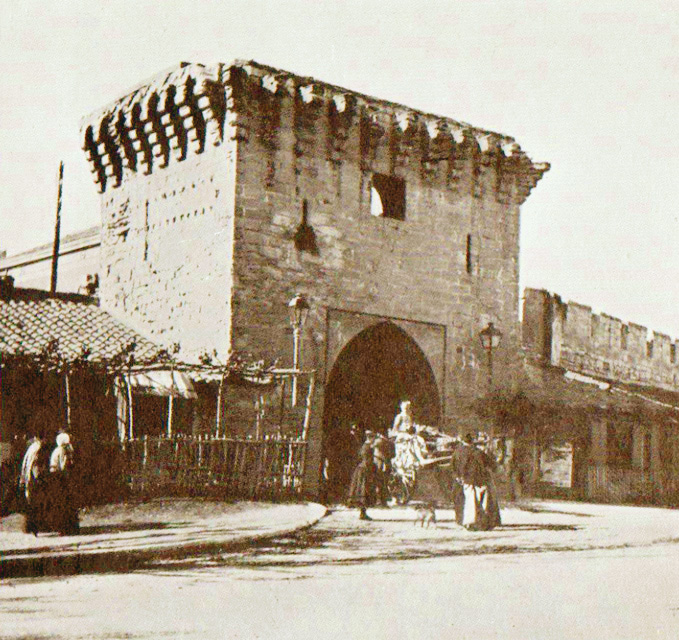
La porte Limbert, détruite en 1896.

De son côté, Mérimée fit un rapport à son ministre de tutelle, dénonçant cette initiative qu'il qualifiait de malheur public, en lui demandant de s'opposer à « destruction de la célèbre enceinte et son remplacement par une voie ferrée et une gare inesthétiques ». L'affaire fut réglée lors des élections municipales, Eugène Poncet fut battu, son successeur Hyacinthe Chauffard annula immédiatement le projet de destruction des remparts.
Si Eugène Poncet fut réélu pour un court mandat entre 1852 et 1853, le danger ne vint plus de lui mais de l'un de ses successeurs Gaston Pourquery de Boisserin qui resta maire d'Avignon de 1888 à 1903. Bien que les remparts aient été classés Monument Historique sur les listes de 1861, il fit démolir d'autorité la Porte Limbert en 1896 et le Porte de l'Oulle en 1900. Seule une nouvelle inscription sur les listes de 1901 arrêta son programme de démolition qu'il avait justifié en prétendant que les remparts et leurs portes faisaient obstacle au développement de la ville.

## Les remparts: élément de lutte séculaire contre les inondations

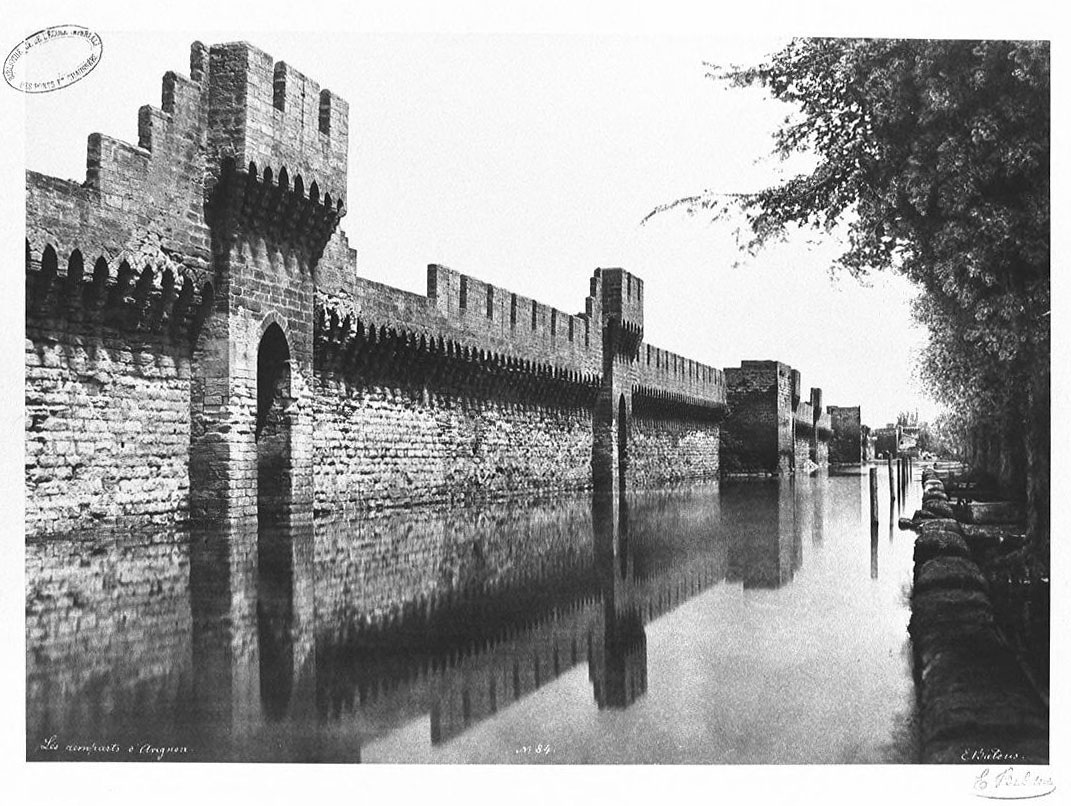
Les remparts d'Avignon lors des inondations de 1856, photo d'Édouard Baldus.

Le premier site d'Avignon fut installé sur le Rocher des Doms, piton calcaire dominant la vallée et placé hors inondation. Outre ce promontoire rocheux, ce site associait un fleuve divisé en plusieurs bras et la confluence avec la Durance au sud. 
Au cours des siècles, la cité descendit de son rocher pour s'installer sur les berges du Rhône. La ville basse, participait au trafic commercial que drainait le fleuve, à travers ses mariniers, ouvriers et négociants du port. La toponymie de ce quartier, le Limas, rappelle les limons déposés par le Rhône. 
Ce quartier du Limas, dit encore de la Balance, n'a été transformé et rénové que dans les années 1950. C'est la partie d'Avignon la plus vulnérable. Jouxtant le Rhône, c'est aussi le point le plus bas de la ville et l’eau y stagne plus longtemps. 
Comme toutes les grandes villes médiévales, la cité des papes s'était entourée de remparts défensifs. Pour protéger la ville des crues, ses habitants en ont fait une digue contre les inondations. C’est en partie pour cette raison que les remparts ont été préservés.

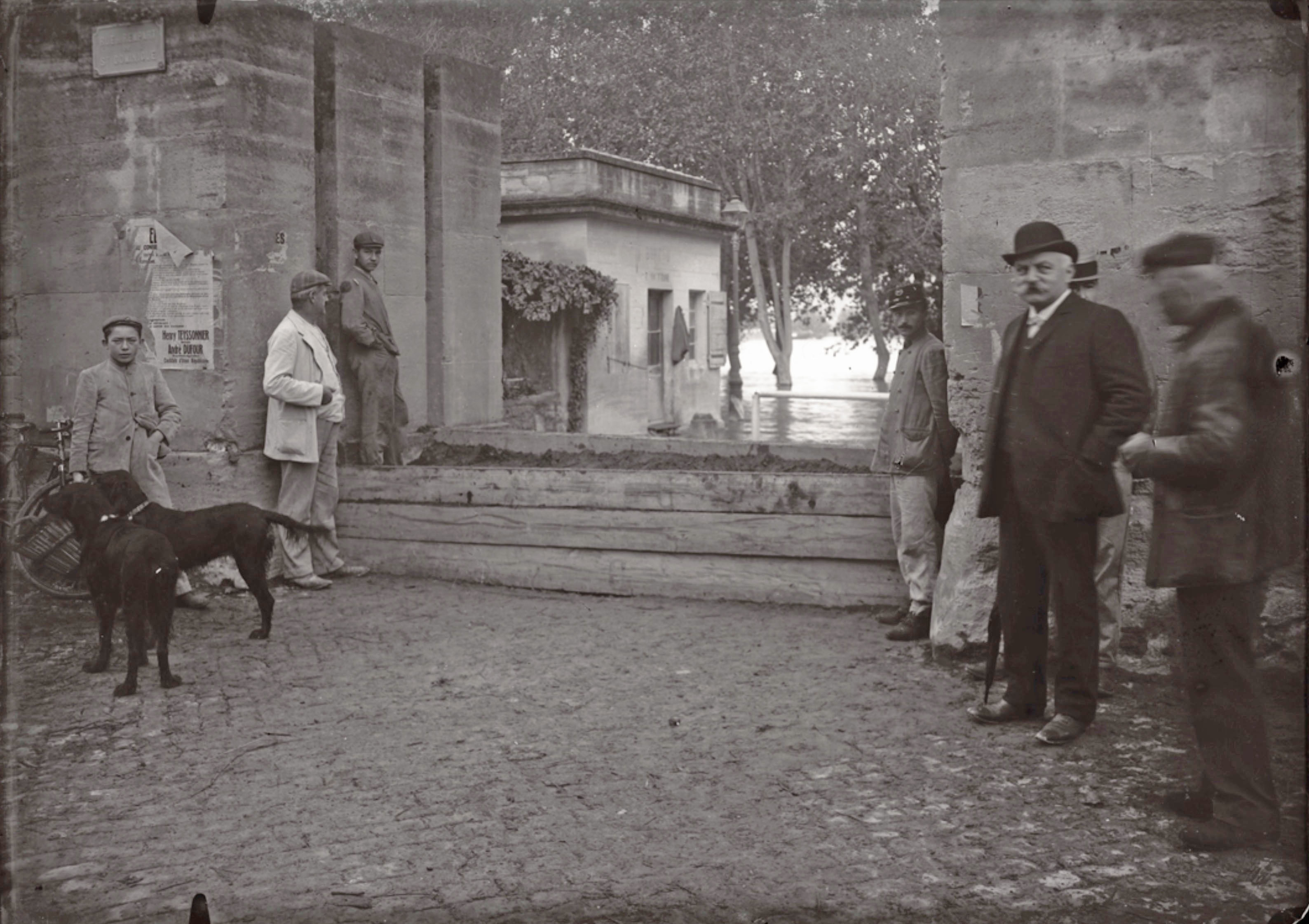
Mise en place des batardeaux à la porte de la Ligne lors de la crue de 1907.

Sur les pans intérieurs des portes, ont été prévues de larges entailles permettant de placer des batardeaux pour empêcher l'eau d'envahir la ville. Quand une inondation menace, on superpose deux rangées de poutres et l'espace réservé entre elles est empli d'argile et de fumier, mélange idéal car particulièrement étanche. Cette technique permet de placer le centre-ville hors inondation. Mais la violence du Rhône a fait que des pans entiers de murailles s'effondrèrent, sur environ 30 mètres, en direction de la porte Saint-Roch, provocant une inondation catastrophique intra muros comme en 1856.
Dans le même temps, une vanne de protection céda au niveau de la porte Saint-Lazare. Le 6 juin, Napoléon III, ému par sa visite de la ville et les dégâts subis, fit un don de 50 000 francs de l'époque, sur ses deniers personnels, pour la reconstruction.
Ce fut cette inondation très destructrice de mai 1856 qui déclencha un changement législatif avec la loi du 28 mai 1858 qui imposait des travaux pour protéger les villes des inondations. Elle fut suivie d'un plan  d'aménagement du Rhône. À partir de 1860, ses rives furent endiguées. Par précaution supplémentaire, Viollet-le-Duc fut sollicité pour édifier des contre-murs le long des remparts afin de les renforcer. Ce ne fut qu'en 2003 que ces travaux prouvèrent leur bien-fondé face à une crue équivalente à celle de 1856.

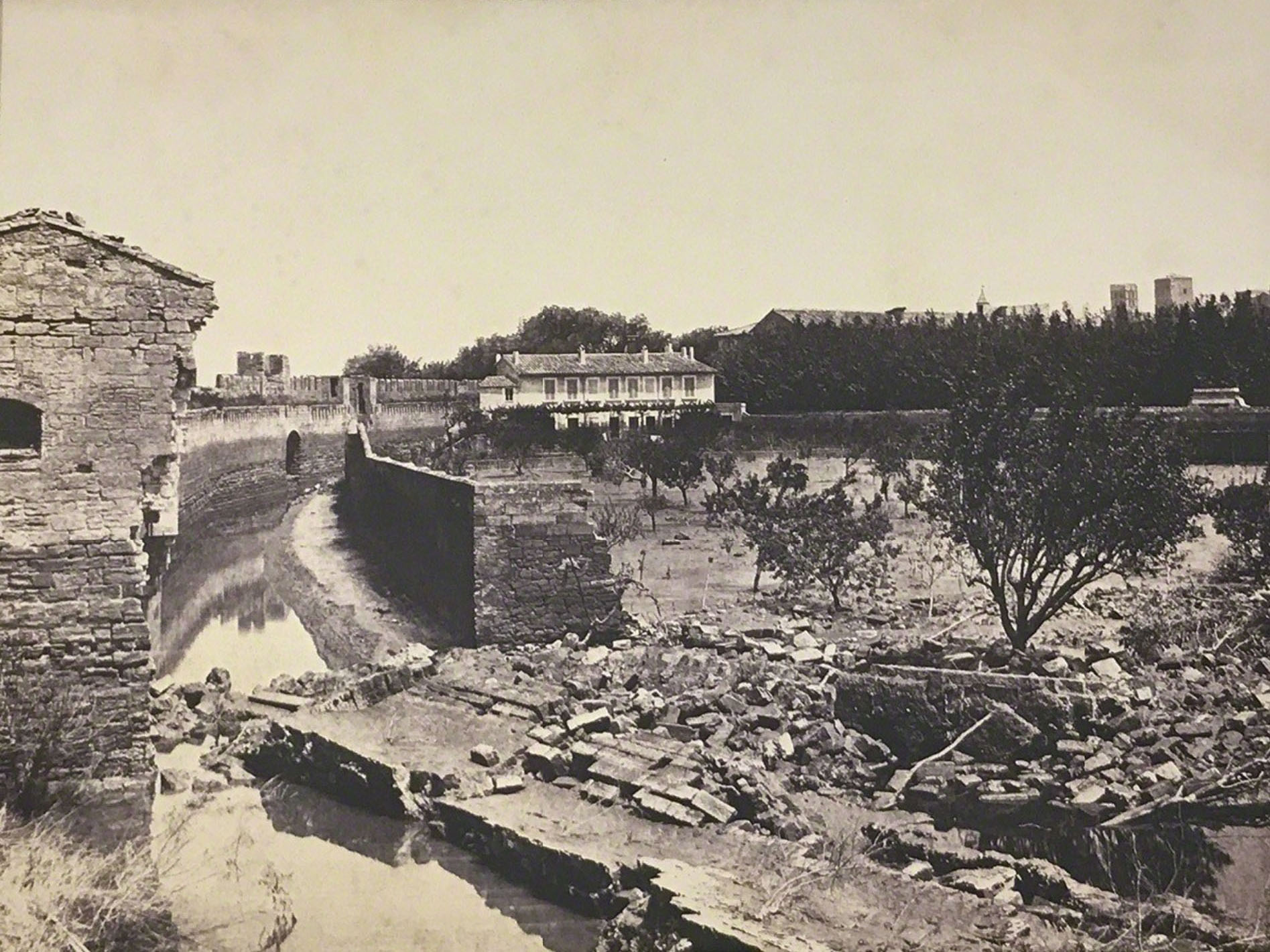
Écroulement des remparts lors des inondations de 1856, photo d'Edouard Baldus.
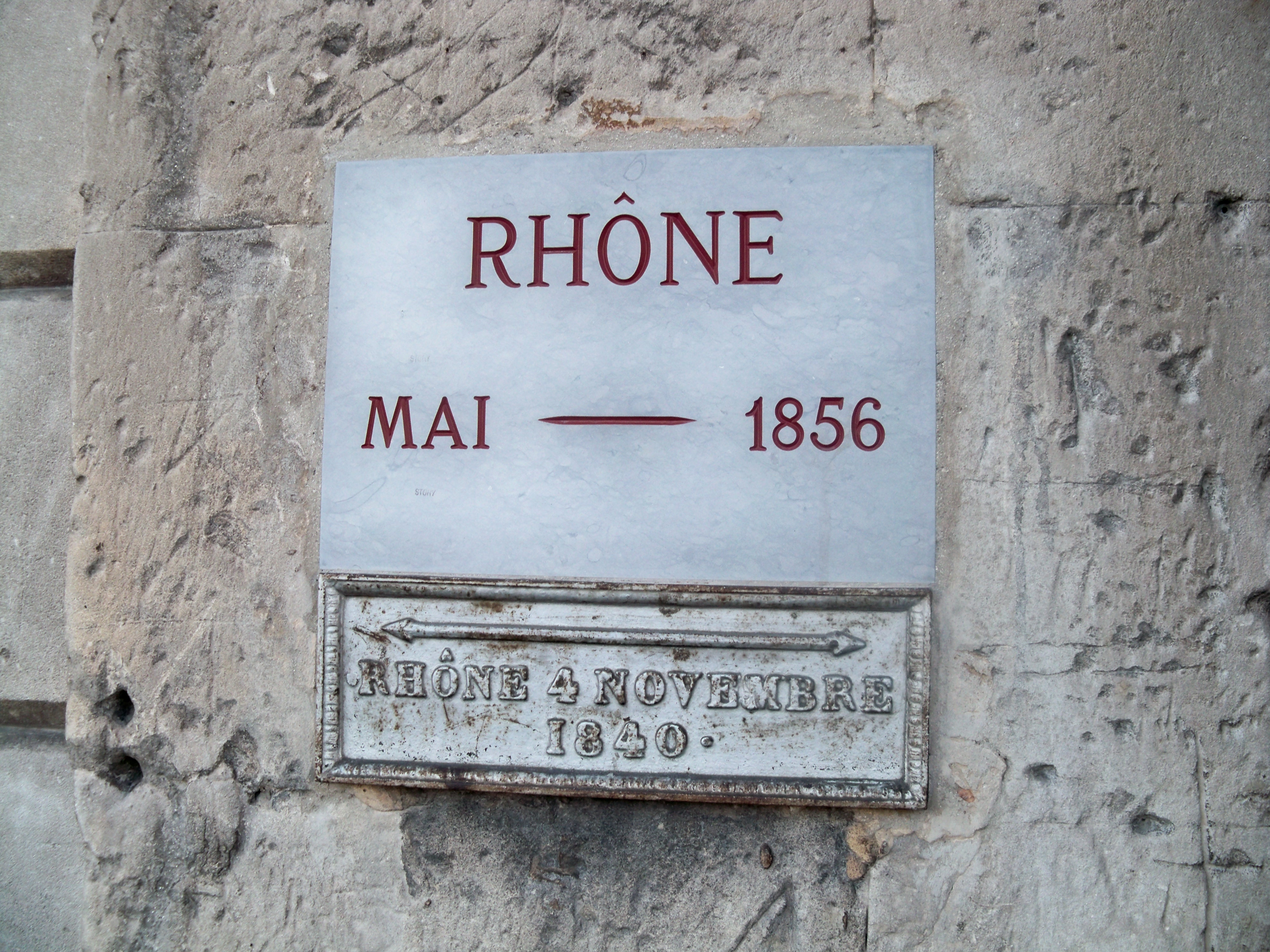
Plaques notant le niveau des crues du Rhône de 1840 et 1856 (porte de la Ligne).
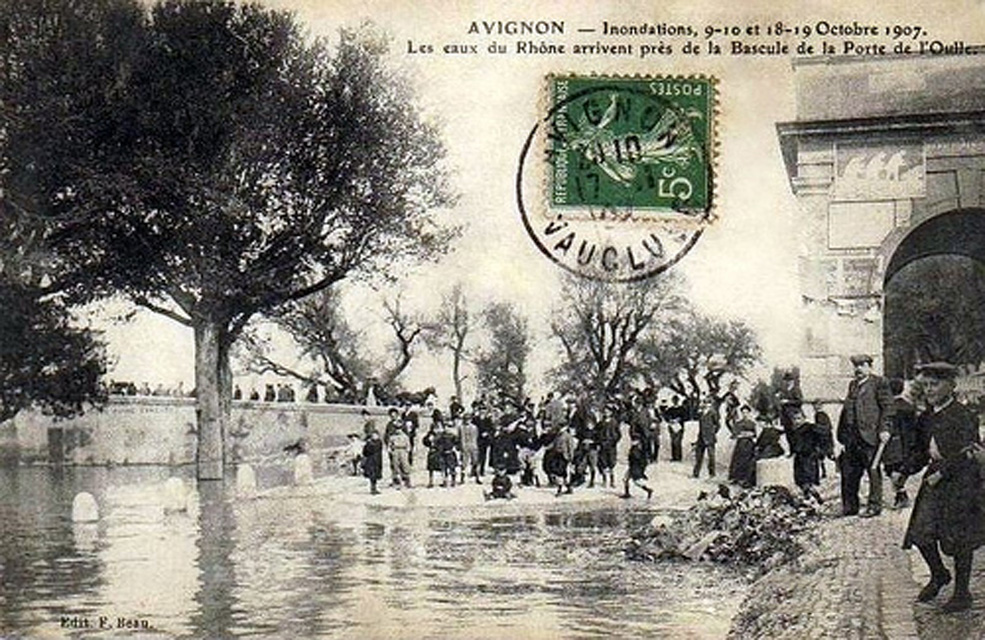
Inondations d'octobre 1907 à la porte de l'Oulle.

## Les remparts: zone économique

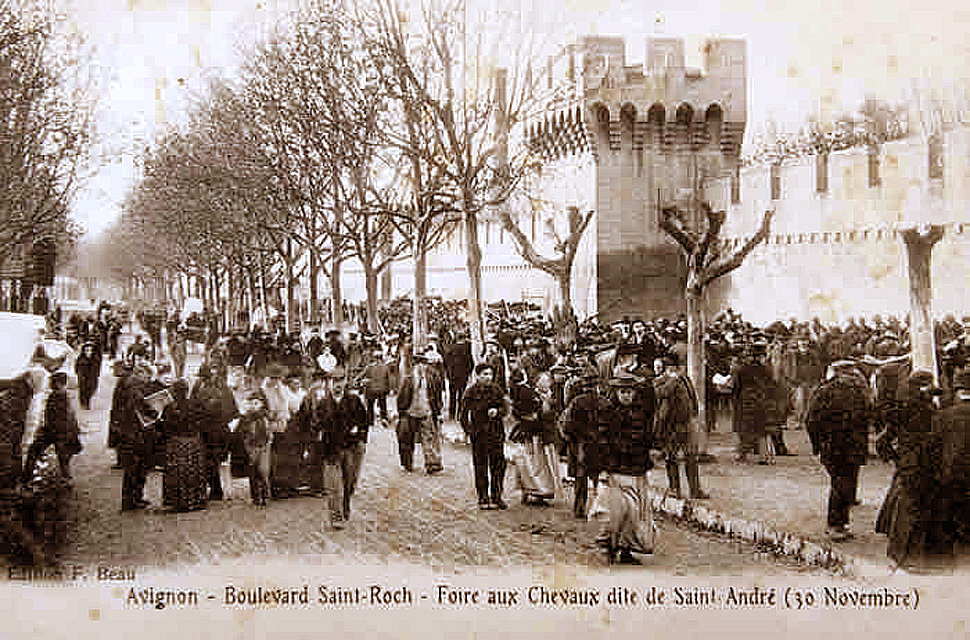
Foire annuelle de la saint André, le 30 novembre, le long des remparts.
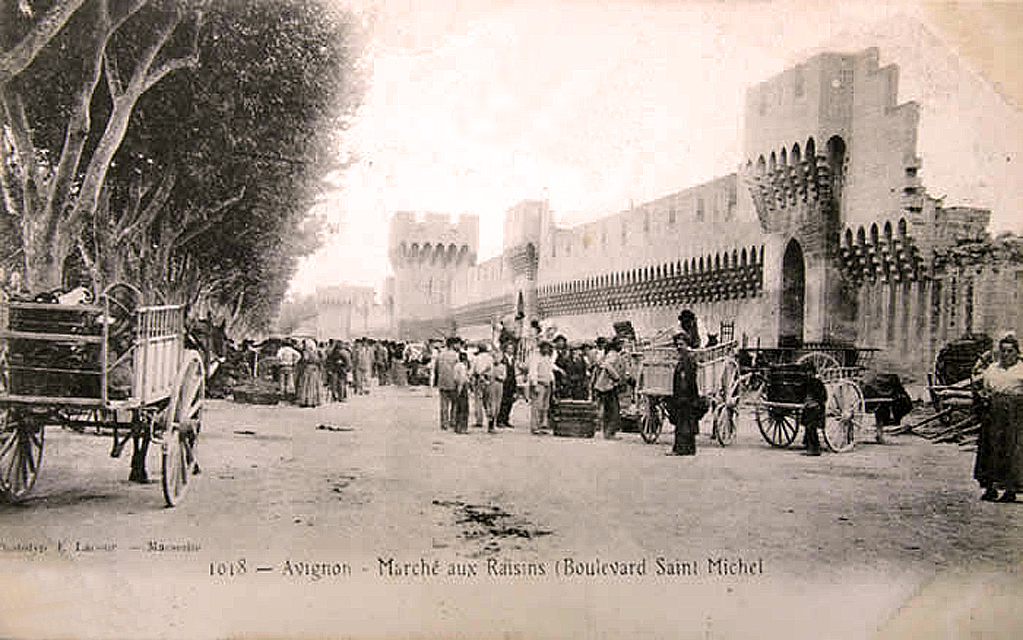
Marché aux raisins de table le long des remparts face au Rhône.
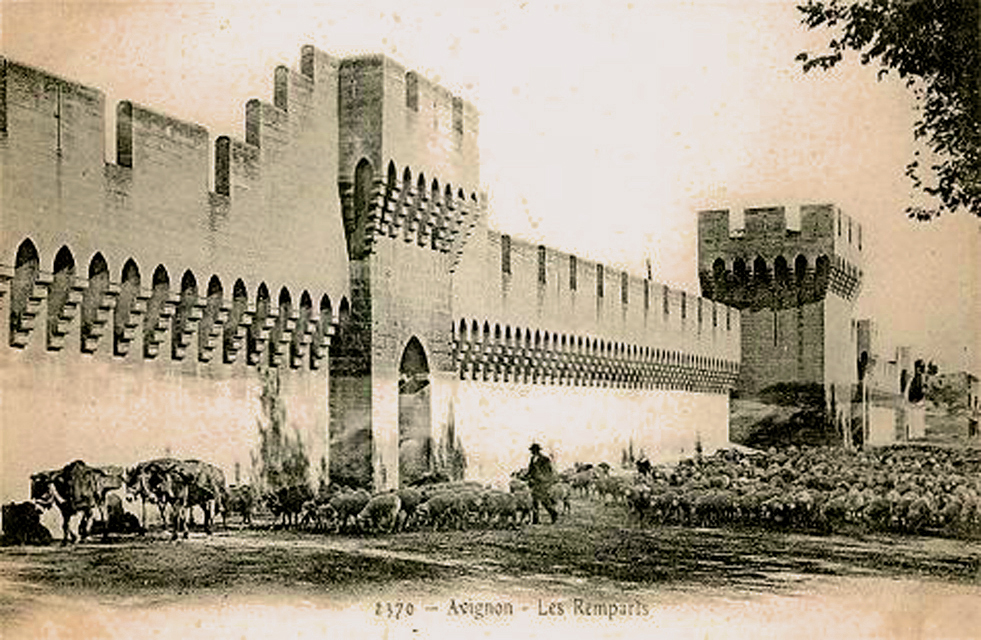
Passage le long des remparts de l'Oulle des troupeaux venus de Crau en transhumance vers le Ventoux.

## Les remparts d'Avignon dans l'art
Le père Labat, missionnaire et militaire de son état, raillait en 1731 : « Si les boulets de canon n'étaient remplis que de vent, les remparts pourraient résister quelque temps ».

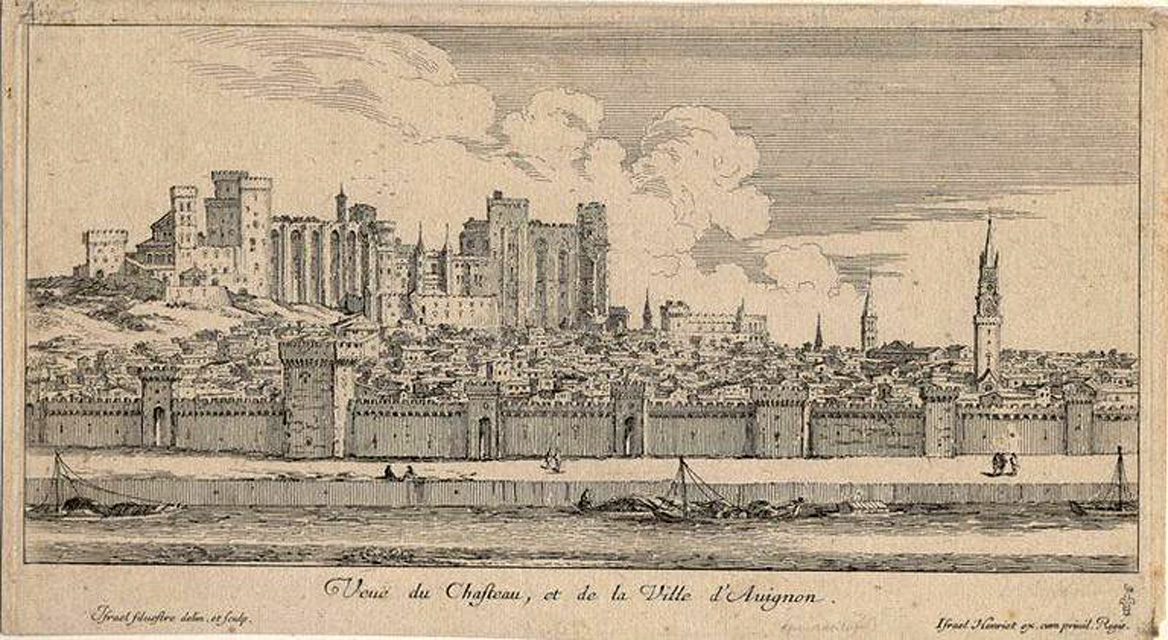
Vue du château et de la ville d'Avignon par Israël Silvestre (dessinateur, graveur) et Israël Henriet (éditeur) XVIIe siècle.
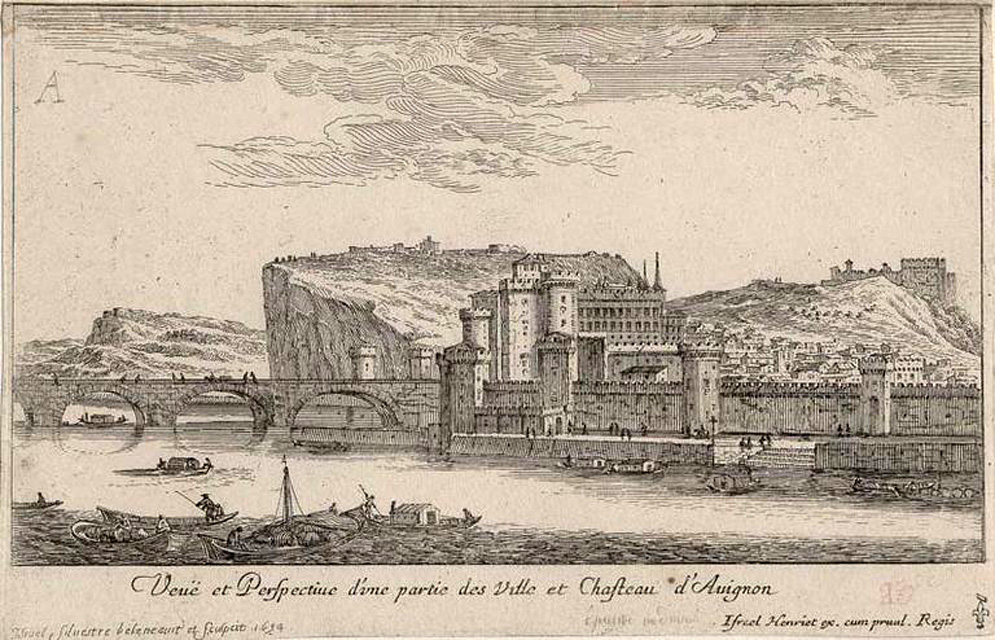
Vue et perspective d'une partie des ville et château d'Avignon par Israël Silvestre (dessinateur, graveur) et Israël Henriet (éditeur) XVIIe siècle.
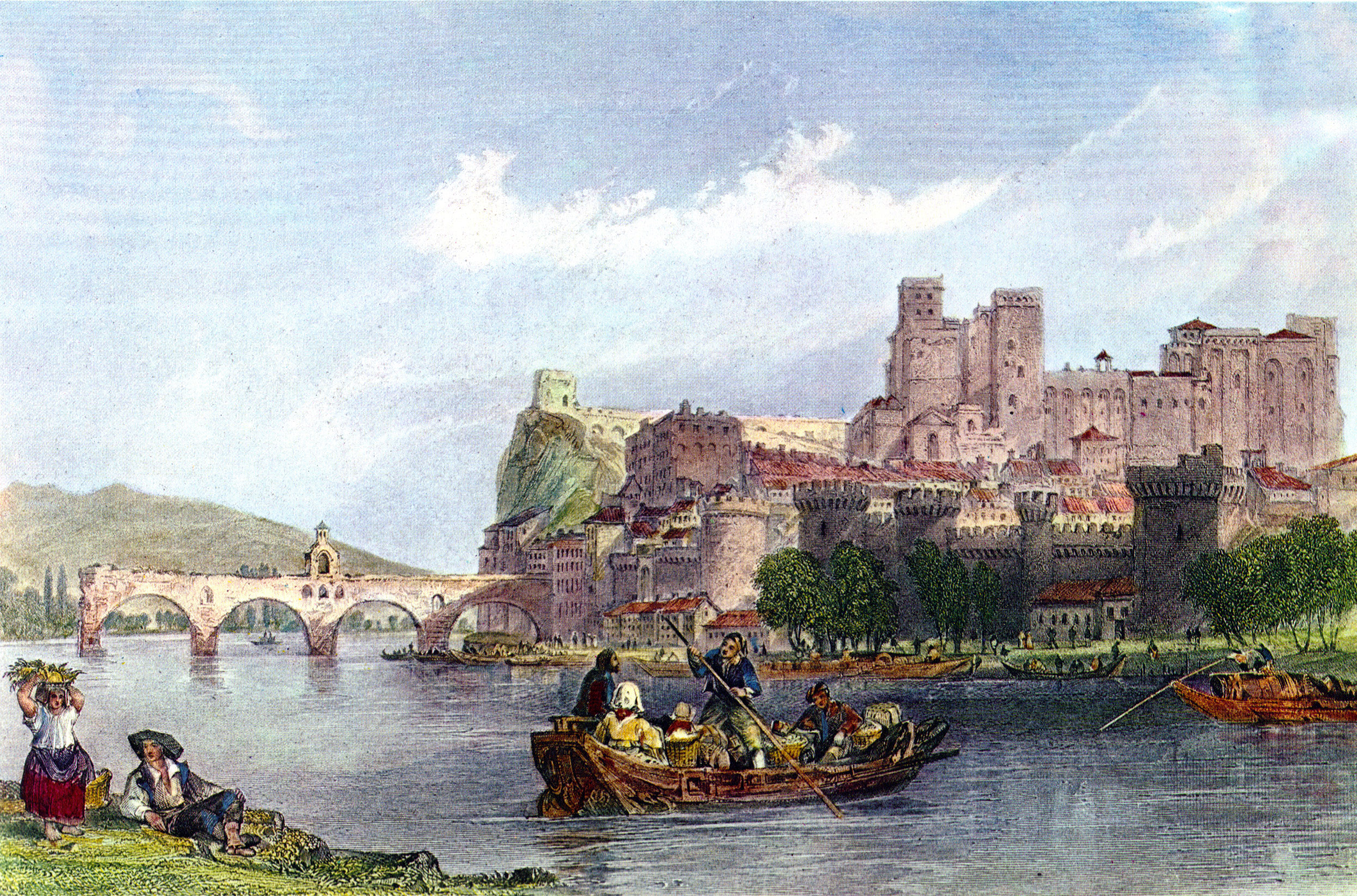
Le palais des papes dominant le Rhône, dessin de T. Allom, gravure de E. Brandard, 1840.
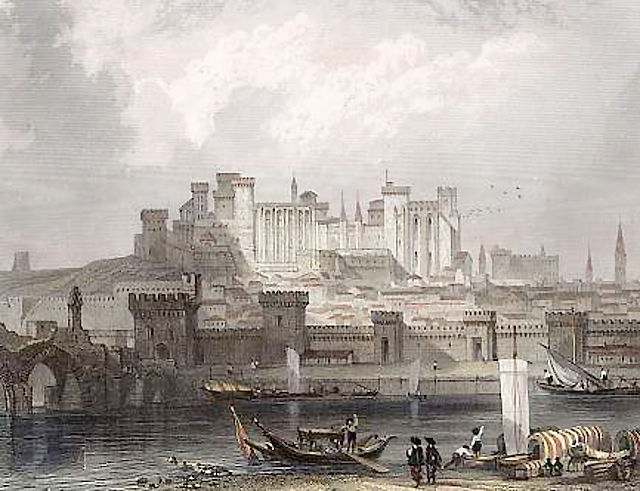
Vue d'Avignon en 1845, dessin de A. Rouargue, gravure E. Rouargue.
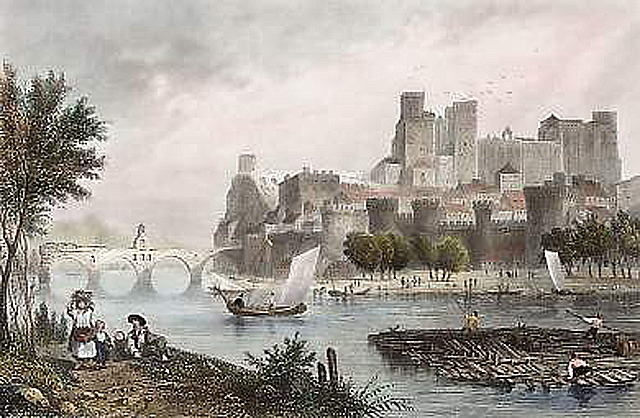
Avignon vu de l'île de la Barthlasse, dessin et gravure de J. Schroeder, 1859.

Stendhal, tomba en admiration : « Ces jolis murs sont bâtis de pierres carrées admirablement jointes ; les mâchicoulis sont supportés par un rang de petites consoles d'un charmant profil ; les créneaux sont d'une régularité parfaite. Ces murs sont flanqués de tours carrées placées à distances égales et du plus bel effet. On se promène sur leur épaisseur ; jolie vue. Le temps a donné à ces pierres si égales, si bien jointes, d'un si beau poli, une teinte uniforme de feuille sèche qui en augmente encore la beauté ».

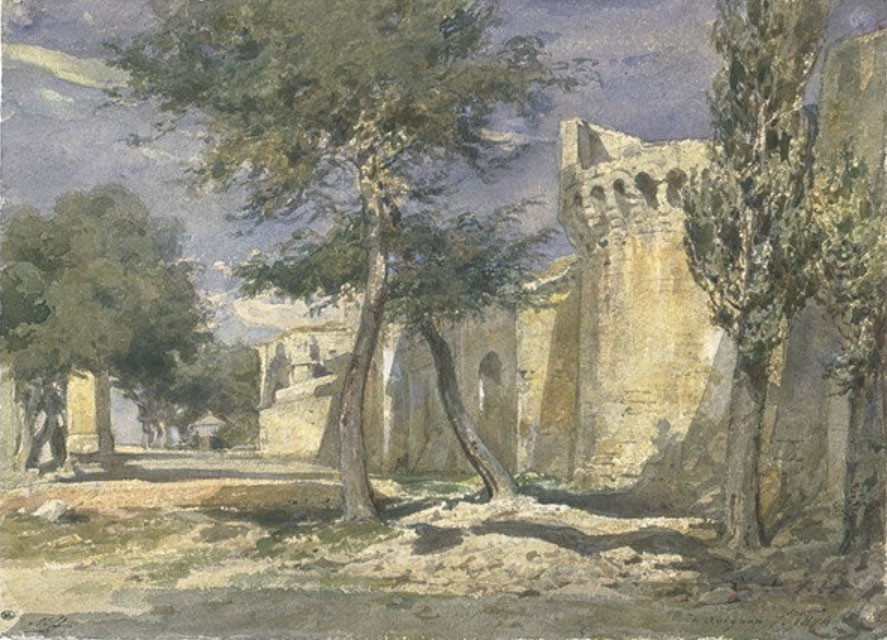
Les remparts d'Avignon par Antoine Alphonse Montfort.
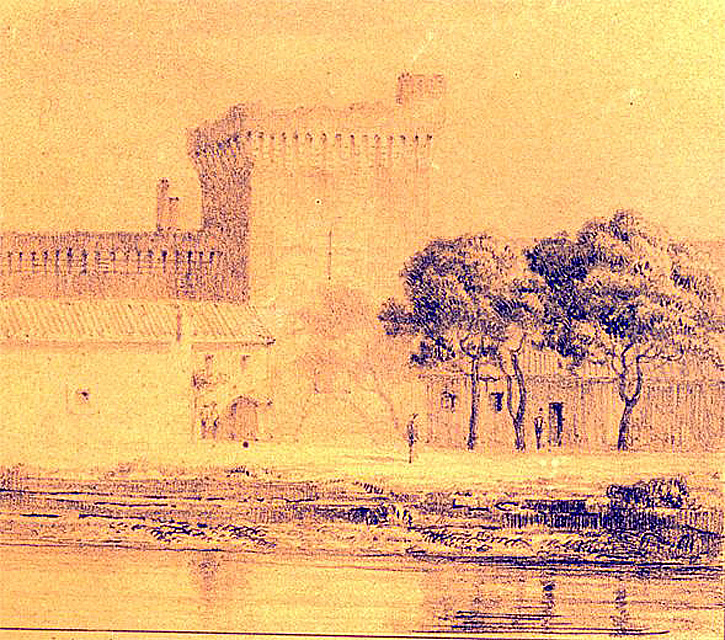
Gravure anonyme de 1847, Archives municipales d'Avignon.
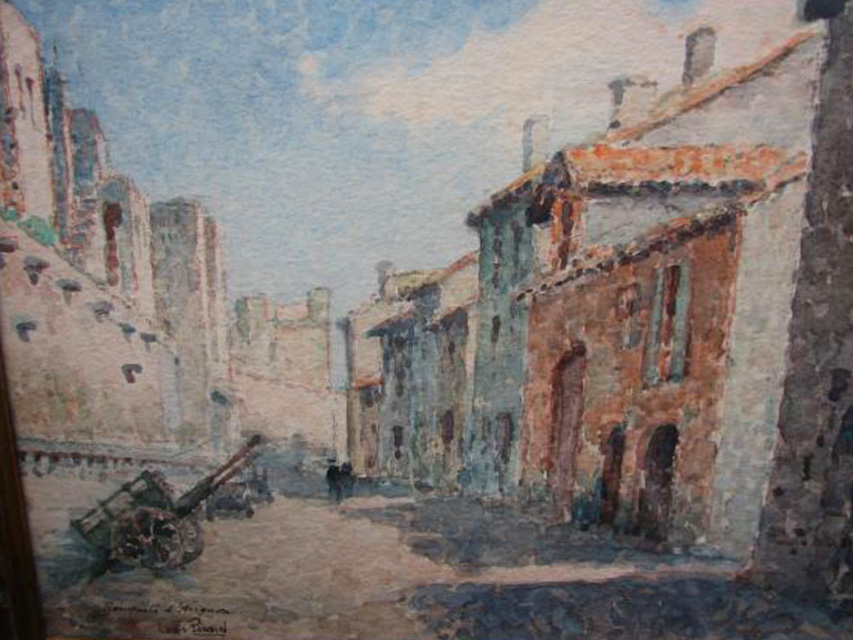
Les remparts d'Avignon par Louis Ponsin.

Eugène Viollet-le-Duc considérait les remparts d'Avignon comme « les plus beaux qu'il y ait sur le sol actuel de la France ».